# National Air and Space Museum
Pour les articles homonymes, voir Smithsonian (homonymie).
Le National Air and Space Museum (ou NASM, en français : « Musée national de l'air et de l'espace ») de la Smithsonian Institution à Washington, aux États-Unis, possède la plus grande collection d'avions et de véhicules spatiaux du monde. C'est également un centre de recherches sur l'histoire, les sciences et techniques de l'aviation et du vol spatial, ainsi qu'en sciences planétaires.

## Histoire
Le musée a été créé le 12 août 1946 par le Congrès des États-Unis sous le nom de National Air Museum. La course à l'espace des années 1950 et 1960 a permis au musée d'adopter son nom actuel.
Dans sa configuration actuelle, le musée a été inauguré le 1er juillet 1976, lors des célébrations du bicentenaire de la Déclaration d'indépendance des États-Unis, par le président Gerald Ford, Michael Collins, directeur du musée et ancien membre de la prestigieuse mission Apollo 11 et Sidney Dillon Ripley, secrétaire de la Smithsonian Institution.
En raison du développement considérable en aéronautique et en astronautique, une annexe a été ouverte le 15 décembre 2003, supérieure en taille au site principal : le Centre Steven F. Udvar-Hazy, situé à Chantilly, près de l'aéroport Dulles.

## Collections
Sur l'ensemble de ses deux sites, le musée rassemble plus de 60 000 objets parmi lesquels plusieurs centaines d'engins (avions, hélicoptères, fusées, missiles, drones et vaisseaux spatiaux) essentiellement américains. Certains sont exposés à même le sol, d'autres sont suspendus à des câbles d'acier, ce qui rend la présentation particulièrement attrayante. Des milliers d'autres objets sont visibles : des maquettes, des tenues vestimentaires de pionniers de l'aviation ou d'astronautes ainsi que des ustensiles qu'ils ont manipulés mais aussi des environnements reconstitués tels que la section d'un porte-avions avec différents appareils à l'intérieur.

### Site principal
List of aircraft in the Smithsonian Institution (en)
Le site principal se trouve au cœur de la capitale Washington D.C., sur le National Mall, entre le National Museum of the American Indian et le Hirshhorn Museum and Sculpture Garden. Comptant parmi les destinations touristiques les plus visitées de la ville, sa visite est gratuite, comme pour tous les musées situés sur le Mall.
Toutes les époques et tous les types de matériel sont représentés. Les plus importants sont ici recensés.

#### Les premiers avions

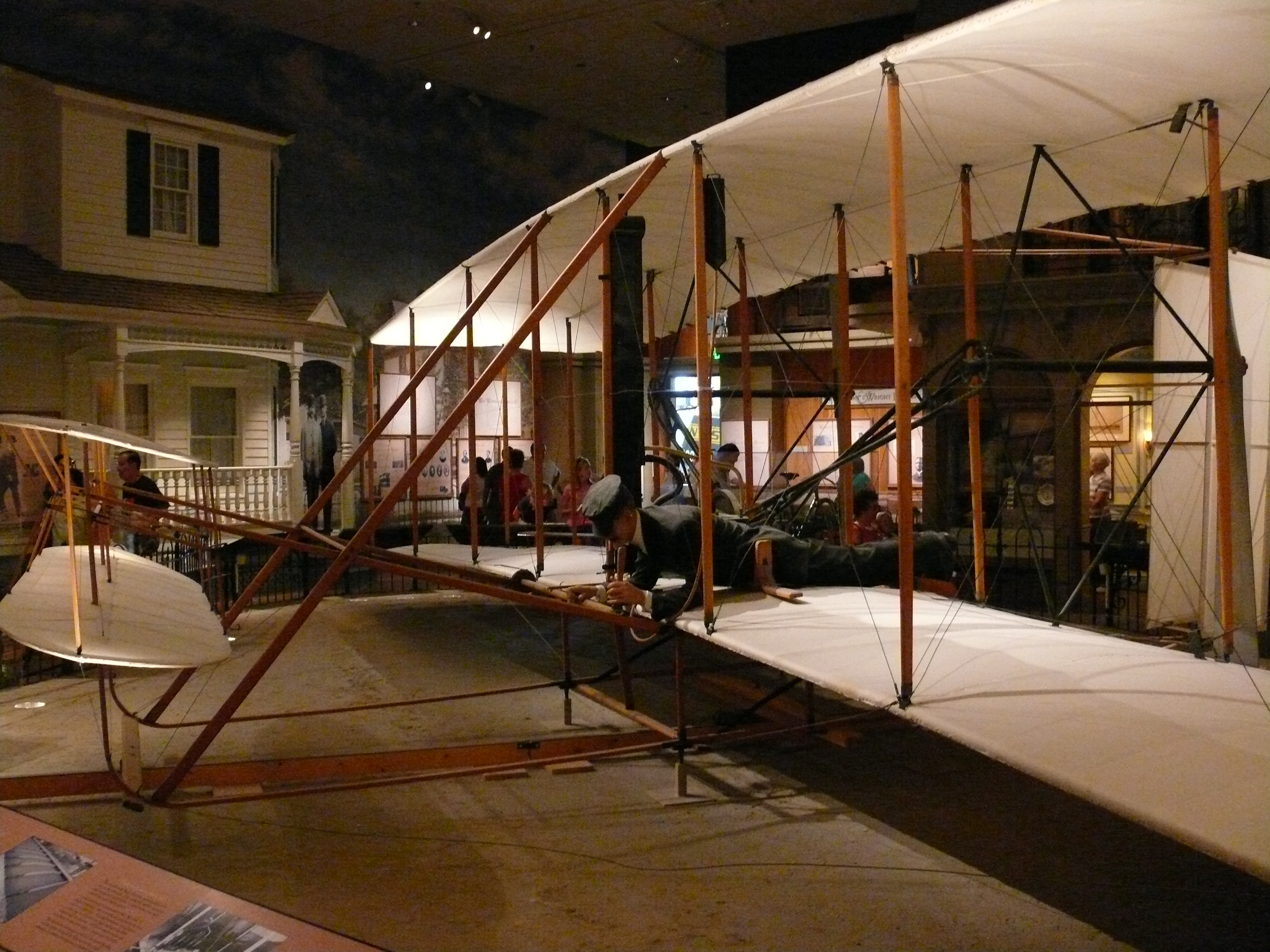
Le Flyer des frères Wright.

Si l'on doit à l'Allemand Otto Lilienthal d'avoir effectué deux mille vols planés de 1891 à 1896 (l'un de ses planeurs est exposé au musée) et si l'on estime que le Français Clément Ader a réalisé en 1897 le premier décollage motorisé, ce sont les Américains Orville et Wilbur Wright qui ont réalisé les premiers vols contrôlés. Le musée leur consacre toute une salle. On peut notamment y découvrir.
- Une réplique du Wright Glider, qui est en 1902 la première machine volante véritablement "pilotable" : un planeur sur lequel un humain est installé et peut effectuer des mouvements de tangage et de roulis[3]. La plus grande distance parcourue est de 190 m en 26 secondes.
- Le Flyer, le tout premier avion jamais construit dans le monde, sur lequel, le 17 décembre 1903 à Kitty Hawk en Caroline du Nord, les deux frères ont effectué les premiers vols contrôlés avec moteur. Lors du quatrième, 284 mètres sont parcourus en 59 secondes[4].
- Une réplique du Wright Model A, qui a révélé l'aviation au grand public en France, en 1908.

Parmi les autres premiers avions du monde, on peut découvrir :
- Un Blériot XI, dont plusieurs centaines d'exemplaires ont été produits entre 1909 et 1931, après que son concepteur, le français Louis Blériot, s'en soit servi pour traverser la Manche.
- Une réplique du Curtiss Model D, 1911, baptisé Headless Pusher ("pousseur sans tête") car il était propulsé par une hélice située à l'arrière.
- Le Vin Fiz Flyer (en), à bord duquel le pilote Calbraith Perry Rodgers effectua la première traversée des États-Unis d'est en ouest, du 17 septembre au 5 novembre 1911.
- Une réplique de l'Ecker Flying Boat (en), 1912, un des tout premiers hydravions du monde.

#### La Première Guerre mondiale
En raison des tensions internationales apparues au début des années 1910, les gouvernements européens se sont intéressés à l'aviation en tant qu'arme de guerre. Les avions ont alors été produits en série et confiés à des pilotes professionnels, d'abord pour des missions de reconnaissance puis de combat (avions de chasse et d'assaut). D'importantes avancées ont été faites en matière de vitesse, de capacité d'emport et de fiabilité.
Huit modèles (tous des biplans) sont exposés au musée :

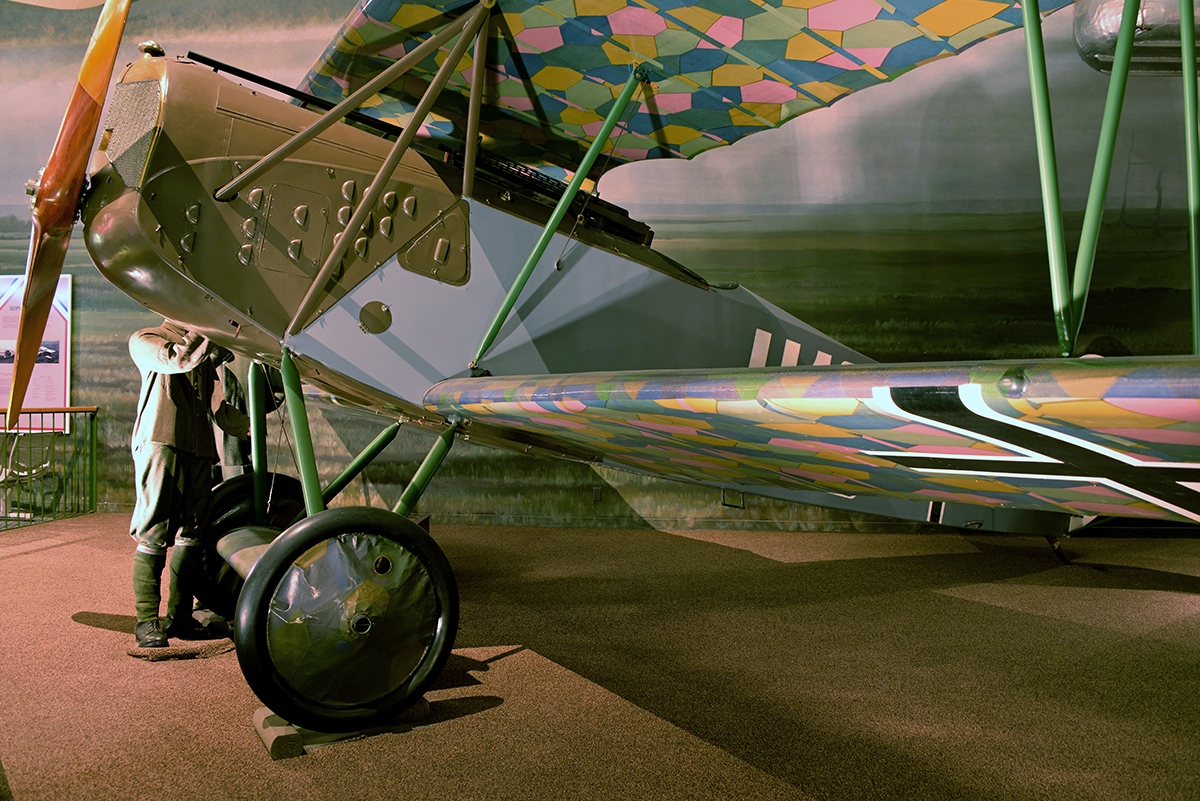
Le Fokker D.VII.

- Le De Havilland DH-4 (Grande-Bretagne, 1916), tout premier bombardier, fabriqué en série en 1917 aux États-Unis[5] ;
- Le Voisin VIII (France, 1916), reconnaissable à son réservoir de carburant sous l'aile supérieure [6];
- L'Airco DH.4 (Grande-Bretagne / États-Unis, 1916), bombardier biplace, également utilisé comme avion de reconnaissance ;
- Le Curtiss JN-4 (États-Unis, 1916), produit à 6 800 exemplaires ;
- L'Albatros D.V (Allemagne, 1917), devenu impopulaire aux yeux des militaires allemands car jugé peu performant[7] ;
- Le Spad XIII (France, 1917), chasseur réputé à l'époque pour sa rapidité (350 km/h)[8] ;
- Le Sopwith Snipe (Grande-Bretagne, 1918), dont la cabine était équipée en oxygène et en chauffage pour évoluer plus haut[9] ;
- Le Fokker D.VII (Allemagne, 1918), réputé pour sa maniabilité, même à haute altitude[10].

#### L'entre-deux-guerres
En matière d'aéronautique, et jusqu'au début des années 1930, les biplans à haubans et le cockpit ouvert sont restés la norme. Des progrès techniques ont toutefois été menés qui ont donné lieu à un grand nombre de records (vitesse, altitude, durée du trajet...) dès la fin de la guerre, en premier lieu la traversée de l'Atlantique.
Sont entre autres exposés au musée :

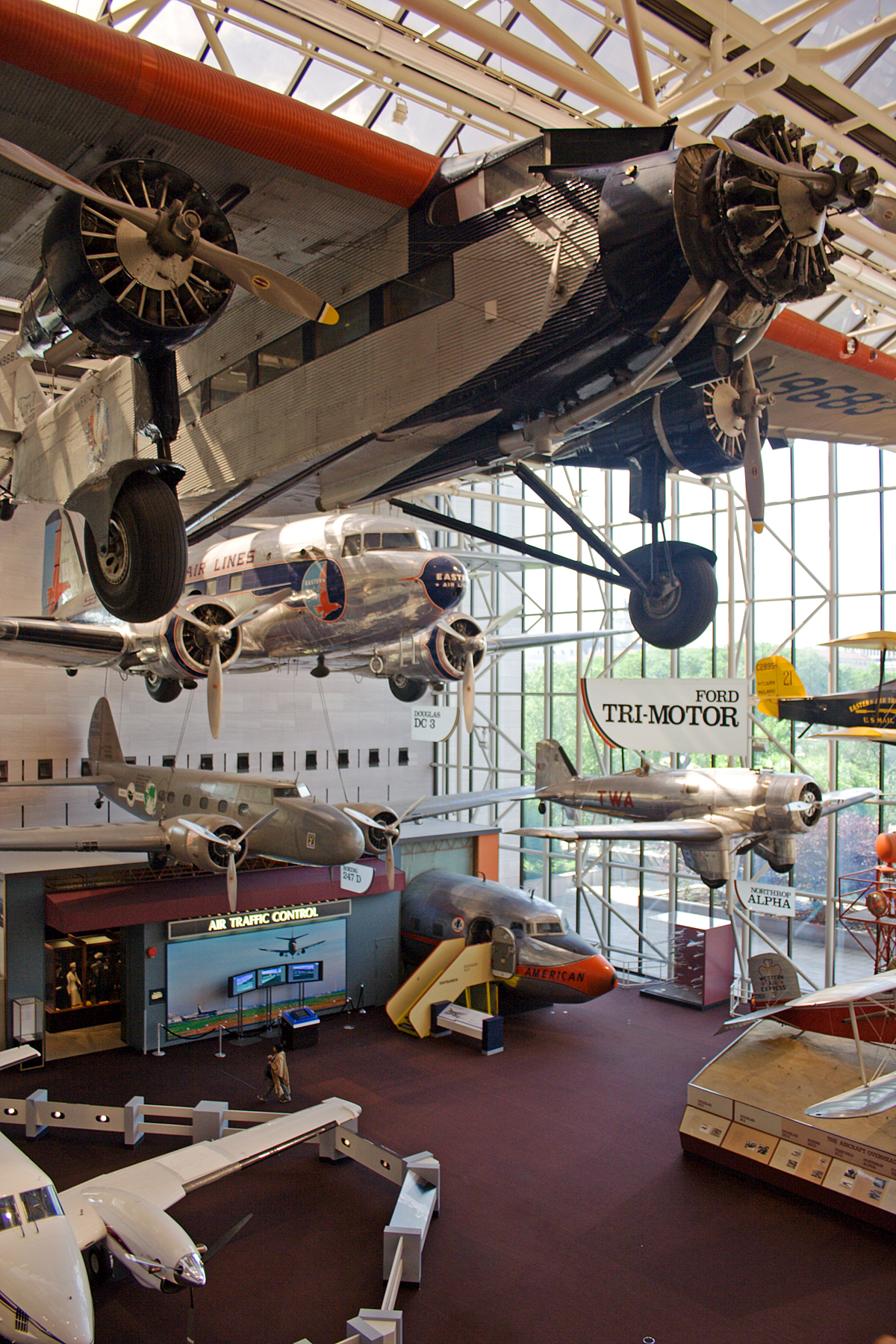
Au premier plan, dans l'un des trois halls du musée, le Ford Trimotor.

- Le Fokker F.IV (ou T-2), baptisé Non stop coast to coast, à bord duquel fut accomplie en 1923 la première traversée des États-Unis sans escale en 27 heures ;
- Le Douglas World Cruiser, baptisé « Chicago », à bord duquel une équipe de pilotes effectua en 1924 le premier vol autour du monde (en six mois)[12].
- L'hydravion[13] Curtiss R3C qui permit au pilote Jimmy Doolittle de franchir en 1925 la vitesse de 395 km/h.
- Un Ford Trimotor, dont 200 exemplaires ont été fabriqués de 1926 à 1933 et achetés par quasiment toutes les compagnies aériennes américaines[14]. Il emportait entre onze et quinze passagers, capacité très inférieure à celle du Dornier Do X (non exposé ici), un hydravion allemand né en 1929, qui pouvait emporter 160 passagers mais qui n'a été fabriqué qu'en trois exemplaires. L'avion présente en revanche de fortes similitudes avec le Fokker F.VII (également non exposé), né l'année précédente et de conception néerlandaise. L'un autant que l'autre ont contribué à la naissance de l'aviation commerciale aux États-Unis durant la seconde moitié des années 1920.
- Le Spirit of St. Louis, le plus célèbre des Ryan M-1, dans lequel Charles Lindbergh a effectué la première traversée (en solo et sans escale) de l'océan Atlantique, les 20 et 21 mai 1927, en 33 heures. Son arrivée à Paris fut largement médiatisée[15].
- Le Lockheed Model 8 Sirius, transformé en hydravion, à bord duquel Lindbergh et Anne Morrow, son épouse, effectuèrent deux très longs vols à travers le monde, en 1931 puis en 1933.
- Le Lockheed Vega (appareil construit à partir de 1927 pour transporter six passagers sur des longues distances) à bord duquel, en 1932, Amelia Earhart devint la première femme à traverser l'Atlantique en solitaire et sans escale.
- Le Curtiss Robin Old Miss, (un monoplan construit en 769 exemplaires à partir de 1928) à bord duquel, en juin 1935, les frères Fred et Algene Key ont battu le record d'endurance en avion (27 jours), régulièrement ravitaillés en vivres et en carburant par un avion similaire.
- Le Northrop Gamma Polar Star à bord duquel le pilote Herbert Hollick-Kenyon et l'explorateur Lincoln Ellsworth effectuèrent en novembre 1935 la première traversée trans-antarctique.

Est également exposé l'un des premiers avions de tourisme de grand renom :
- Un Beechcraft Staggerwing, un biplan produit à 785 exemplaires entre 1932 et 1949 et dont le faible coût a inauguré l'ère de l'aviation de loisirs aux États-Unis[16].

Ainsi qu'un avion de guerre :
- Un Boeing F4B : expérimenté en 1928, les forces armées américaines en commencèrent 586 exemplaires l'année suivante, établissant ainsi un record de production pour un seul type d'appareil et ses dérivés, qui demeurera inégalé jusqu'en 1940. Il servit dans l'armée américaine de 1932 à 1937.

L'époque a été par ailleurs marquée par la réalisation des toutes premières fusées à propulsion liquide, prélude à l'astronautique. On peut ainsi découvrir au musée :
- les répliques des fusées conçues par l'ingénieur Robert Goddard : Nell qui décolla (en 1926 à Auburn, Massachusetts) à une vitesse proche de 100 km/h et atteint une altitude de 14 mètres. Et celle qui, en 1932, fut la première fusée stabilisée par gyroscope.

Au début des années 1930, différents appareils marquent une véritable révolution dans le transport aérien de passagers. Sont ici exposés :
- Un Junkers Ju 52, avion qui fut construit à plus de 4 800 exemplaires en Allemagne à partir de 1930. Réputé pour sa robustesse et pouvant transporter 18 passagers, il fut utilisé par de nombreuses compagnies aériennes mais aussi comme avion de transport militaire et bombardier pendant la Seconde Guerre mondiale ;
- Un Boeing 247, qui fut en 1933 le tout premier monoplan métallique avec ailes montées en cantilever sous la carlingue et train d'atterrissage escamotable. Offrant une moindre résistance à l'avancement dans l'air, la vitesse des avions s'accrût considérablement.

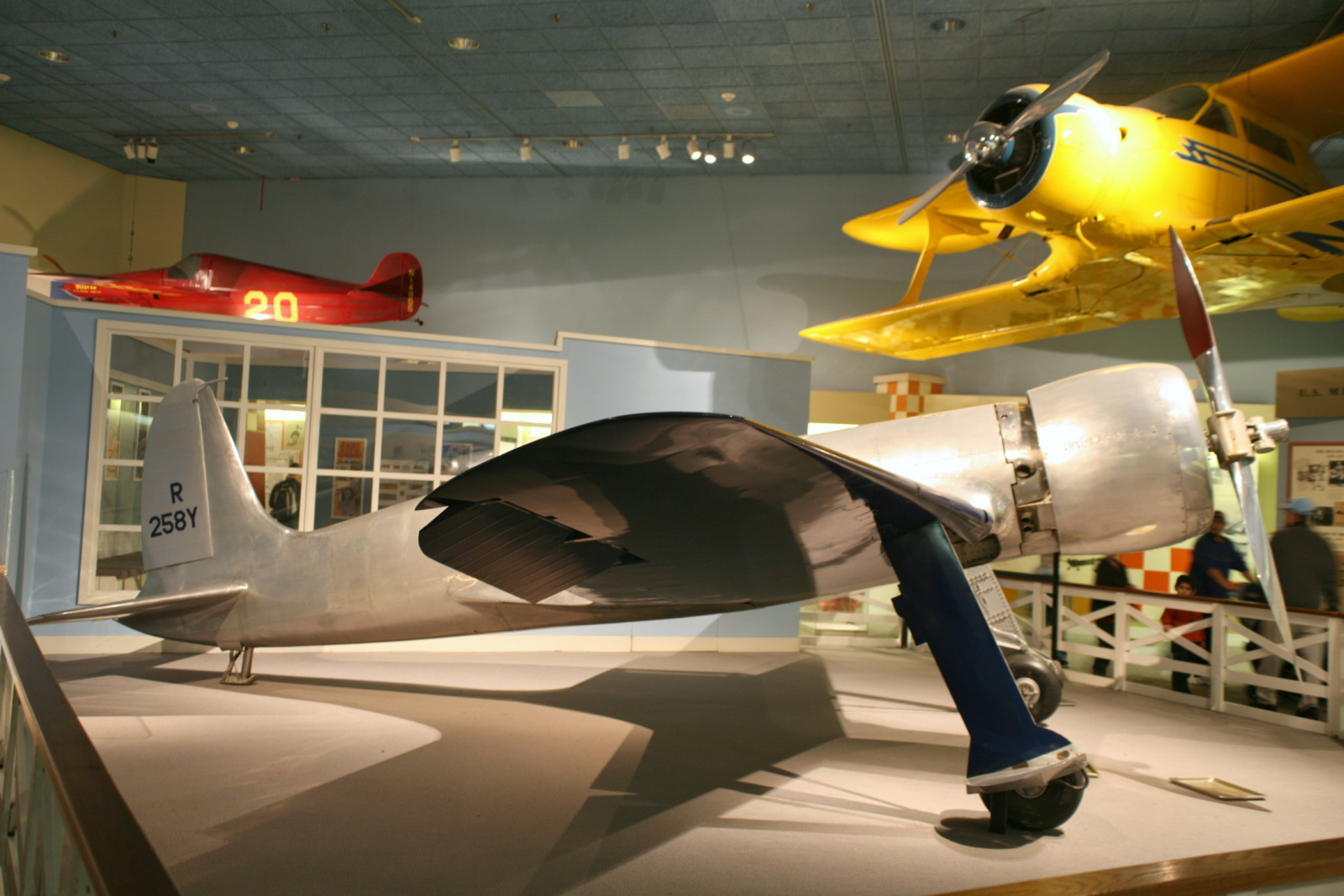
Le Hughes H-1.

- Un Douglas DC-3, dont la vitesse de croisière dépassait les 300 km/h, comme le Boeing 247, mais dont le rayon d'action (3 400 km) et la capacité de transport (32 passagers) étaient beaucoup plus importants. 16 000 exemplaires étant construits de 1936 à 1945, parmi lesquels 5000 en Russie, sous licence[17] (contre seulement 75 exemplaires pour le Boeing 247), il inaugura véritablement l'ère des avions de ligne, l'air remplaçant le rail comme moyen de traverser les États-Unis. Et grâce à cet appareil, Douglas pris la tête des constructeurs d'avion de ligne jusqu'à la fin des années 1960[18].

En 1935, deux records sont atteints par deux appareils fort différents :
- Le Hughes H-1, sur lequel a été établi le record du monde de vitesse : 567 km/h (et sur lequel sera battu le record de vitesse transcontinental : Los Angeles - New York en 7 h 28 en 1937[19].
- La nacelle Explorer II (en), qui permit à deux officiers américains de s'élever jusqu'à 22 km d'altitude[20].

#### La Seconde Guerre mondiale
La Seconde Guerre mondiale a accéléré considérablement la recherche d'augmentation des performances aériennes dans tous les pays industrialisés. En Europe, la suprématie de l'Allemagne (notamment par rapport à la France) explique en partie qu'elle ait pu dominer durablement le conflit.

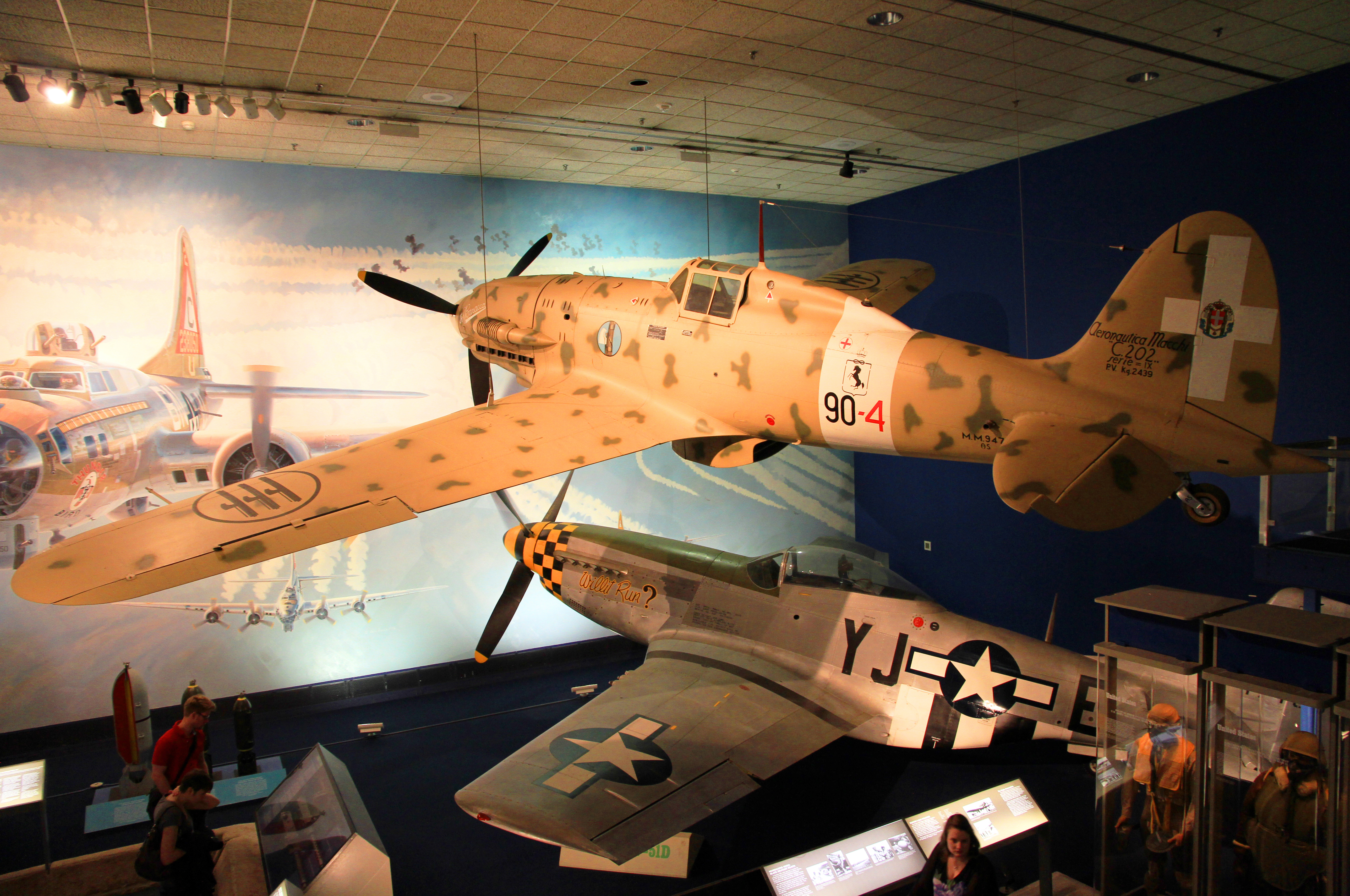
Un Macchi C.202 Folgore (Italie) et un P-51D Mustang (États-Unis).

Un très grand nombre d'avions militaires furent construits ; huit chasseurs sont ici exposés :
- Un Grumman F4F Wildcat (1937, américain), conçu pour évoluer depuis des porte-avions ;
- Un Messerschmitt Bf 109 (1937, allemand), l'avion de chasse le plus produit de l'histoire : près de 34 000 exemplaires ;
- Un Supermarine Spitfire (1938, anglais) qui doit sa supériorité au combat pour sa légèreté et son aérodynamique ;
- Un Curtiss P-40 Warhawk (1938, américain), réputé au contraire pour avoir été rapidement surclassé par ses adversaires ;
- Un Mitsubishi Zero (1939, japonais), réputé pour sa manœuvrabilité et son rayon d'action ;
- Un Douglas SBD Dauntless (1940, américain), considéré à l'époque comme le meilleur des avions d'attaque de l'US Navy ;
- Un Macchi C.202 Folgore (1941, italien), le chasseur italien le plus réputé à l'époque ;
- Un P-51 Mustang (1942, américain), réputé lui aussi pour son rayon d'action .

Également un bombardier célèbre :
- Le Martin B-26 Marauder Flak Bait. s'apercevant de sa grande avance technologique, l'armée américaine commanda 200 exemplaires de cet appareil en 1939, un an avant qu'il n'effectue son premier vol. S'étant illustré sur le front européen et dans la guerre du Pacifique, plus de 5 000 exemplaires ont été construits.

Le conflit a surtout été l'occasion d'une nouvelle révolution : l'avion à réaction . Le principe de base du moteur à réaction repose sur la projection d'un fluide (gaz ou liquide) vers l'arrière ; par réaction, il transmet au véhicule qui en est équipé une poussée de force égale et de direction opposée, vers l'avant. Bien plus efficace que le moteur à piston et l'hélice, il va accroître considérablement les performances.
Le musée présente notamment :

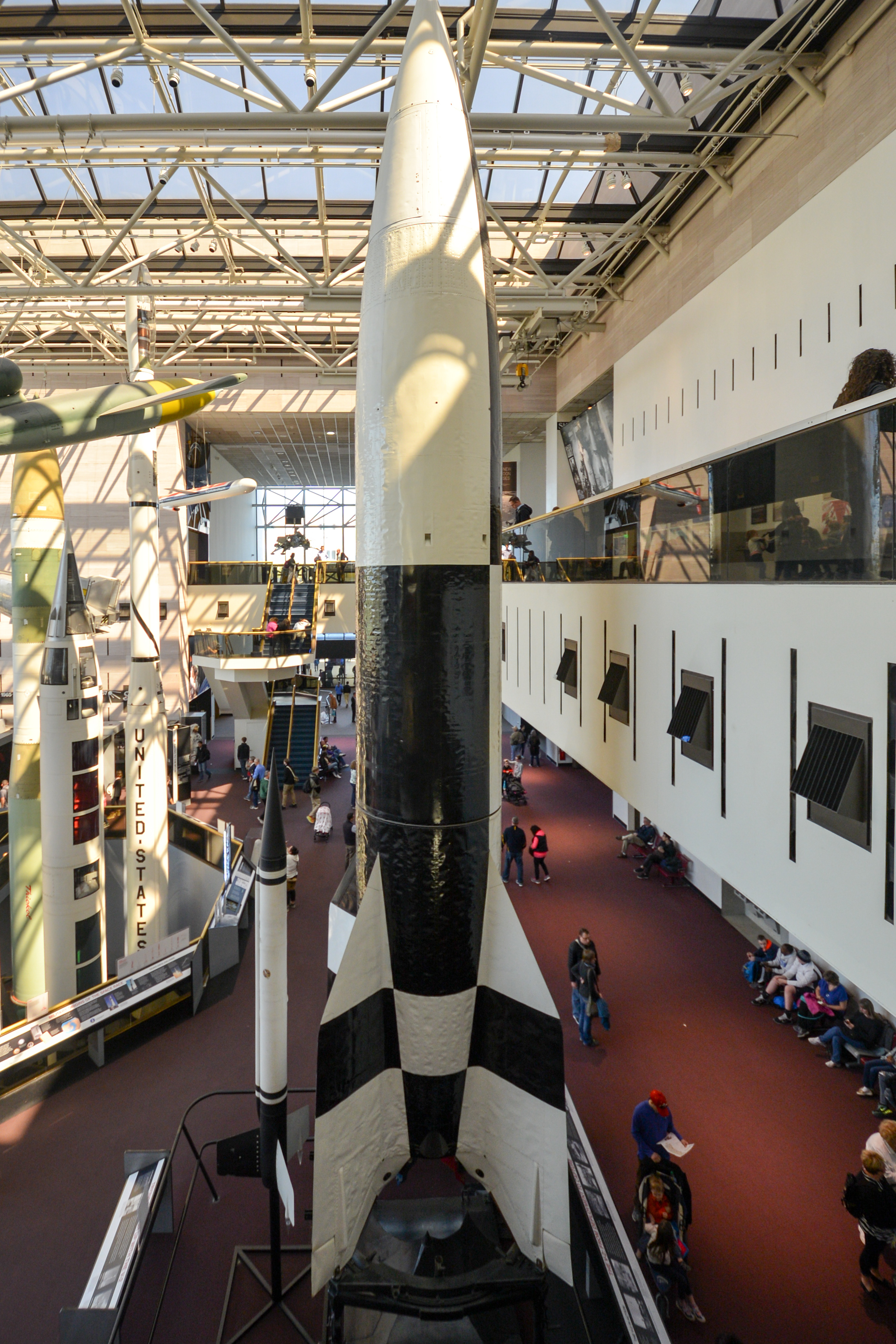
Un missile V2.

- Un Messerschmitt Me 262 (1941, allemand), le tout premier avion de chasse à réaction opérationnel de l'histoire construit en 1 400 exemplaires ;
- Un Bell P-59 Airacomet (1944, américain), le premier avion à réaction de construction américaine ;
- Un prototype du Lockheed P-80 (1944, américain), capable de dépasser les 800 km/h ;
- Un McDonnell FH-1 Phantom (1945, américain), le premier avion à réaction à décoller d'un porte-avions et à s'y poser, en 1946.

La fin du conflit est enfin marquée, en Allemagne, par l'utilisation des tout premiers missiles balistiques :
- Le V1 et le V2, qui firent d'importants dégâts à Londres (1944) et dont le principal concepteur, Werner von Braun, fait prisonnier à la fin de la guerre par les Américains, concevra pour eux 25 ans plus tard la fusée Saturn V, qui expédiera les premiers hommes sur la Lune.

#### L'après-guerre
La guerre est pour les constructeurs américains l'occasion d'améliorer considérablement leurs performances, notamment en matière de vitesse. Ainsi, en 1947, se joue le record de dépassement de la vitesse du son entre trois avions américains. Le Lockheed P-80 Shooting Star (en juin) et le Douglas Skystreak (en août) s'en approchent sans l'atteindre. Le musée expose l'avion ayant remporté le challenge :

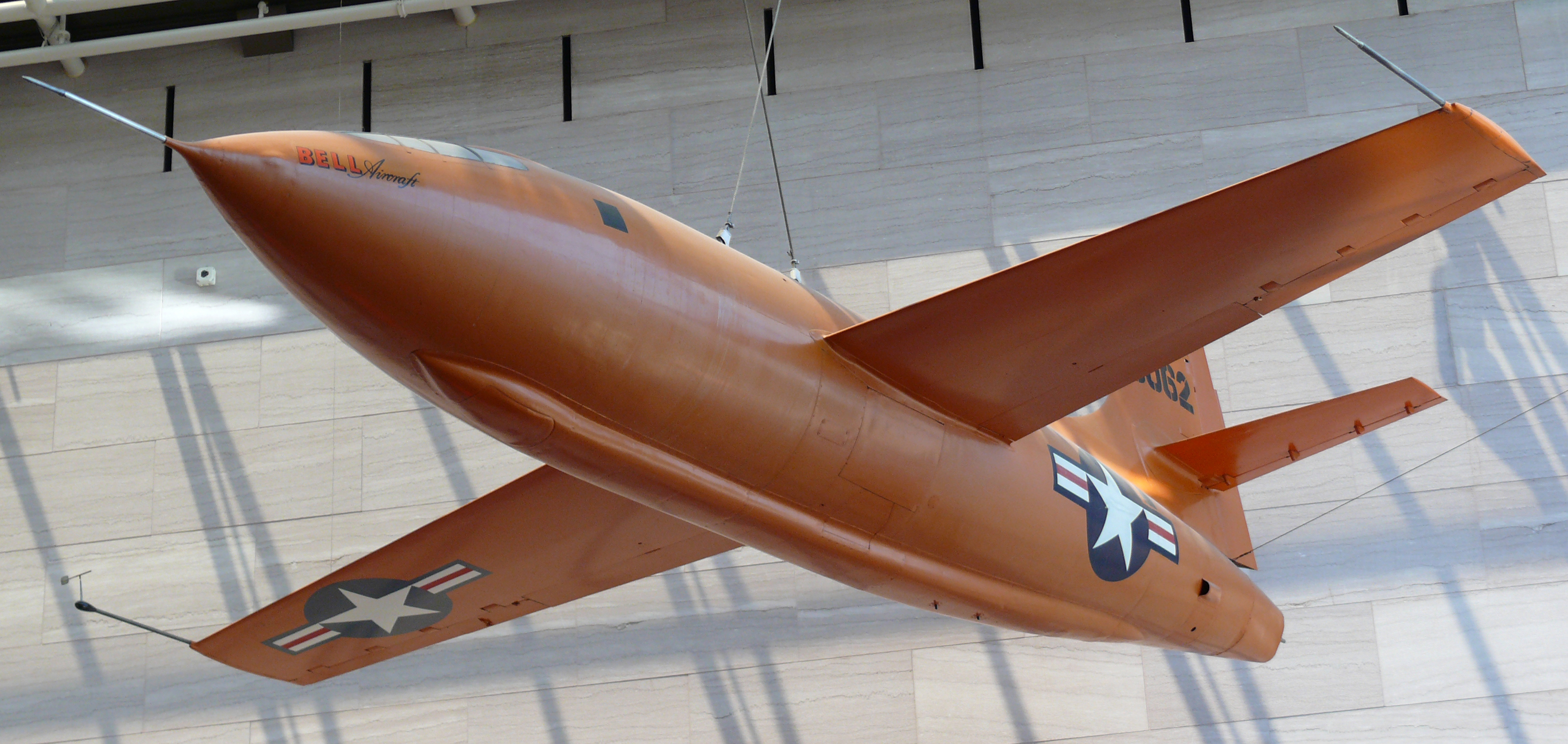
Le X1, premier avion supersonique.

- Le Bell X-1, largué depuis un Boeing B-29, à bord duquel Chuck Yeager a franchi le mur du son le 17 octobre 1947.

On trouve également :
- Le Douglas D-558 Skyrocket, à bord duquel Scott Crossfield a atteint la vitesse de mach 2 le 20 novembre 1953.

Depuis l'exploit de Yeager, presque tous les records de vitesse sont détenus par les Américains.
Ceux-ci pulvérisent également les records d'altitude. Au début des années 1950, la limite des 20 km est franchie. Le but recherché par l'armée américaine est de disposer d'appareils pouvant évoluer hors de portée des défenses anti-aériennes. Est ainsi présenté au musée :
- Un exemplaire du Lockheed U-2, un avion de reconnaissance ayant fait son premier vol en 1955 et capable de voler à 21 km d'altitude. Il est devenu célèbre le 1er mai 1960 quand un appareil a été abattu au-dessus de l'URSS et que son pilote a été fait prisonnier, causant une forte tension entre Américains et Soviétiques.

Est également présenté dans la reconstitution d'une soute de porte-avions :
- Un Douglas A-4 Skyhawk, un avion d'attaque au sol ayant effectué son premier vol en 1954 puis ayant rencontré un gros succès commercial avec près de 3 000 exemplaires construits

Les avancées techniques réalisées au titre de l'effort de guerre sont réinvesties dans le domaine de l'aviation commerciale. Expérimenté en 1947 et commercialisé en 1949, le Boeing 377 Stratocruiser (non exposé au musée) emporte plus de cent passagers à 550 km/h sur plus de 6 700 km. Plus révolutionnaire, trois ans plus tard, le quadriréacteur anglais De Havilland Comet (non exposé au musée) est le premier avion de ligne à réaction à entrer en production. On peut visiter
- Toute la partie avant (cockpit et partie voyageurs) d'un DC-7 de la compagnie American Airlines. Construit entre 1953 et 1958 et capable de transporter une centaine de passagers, cet appareil a été l'un des tout premiers avions de ligne à traverser l'Atlantique nord sans escale.

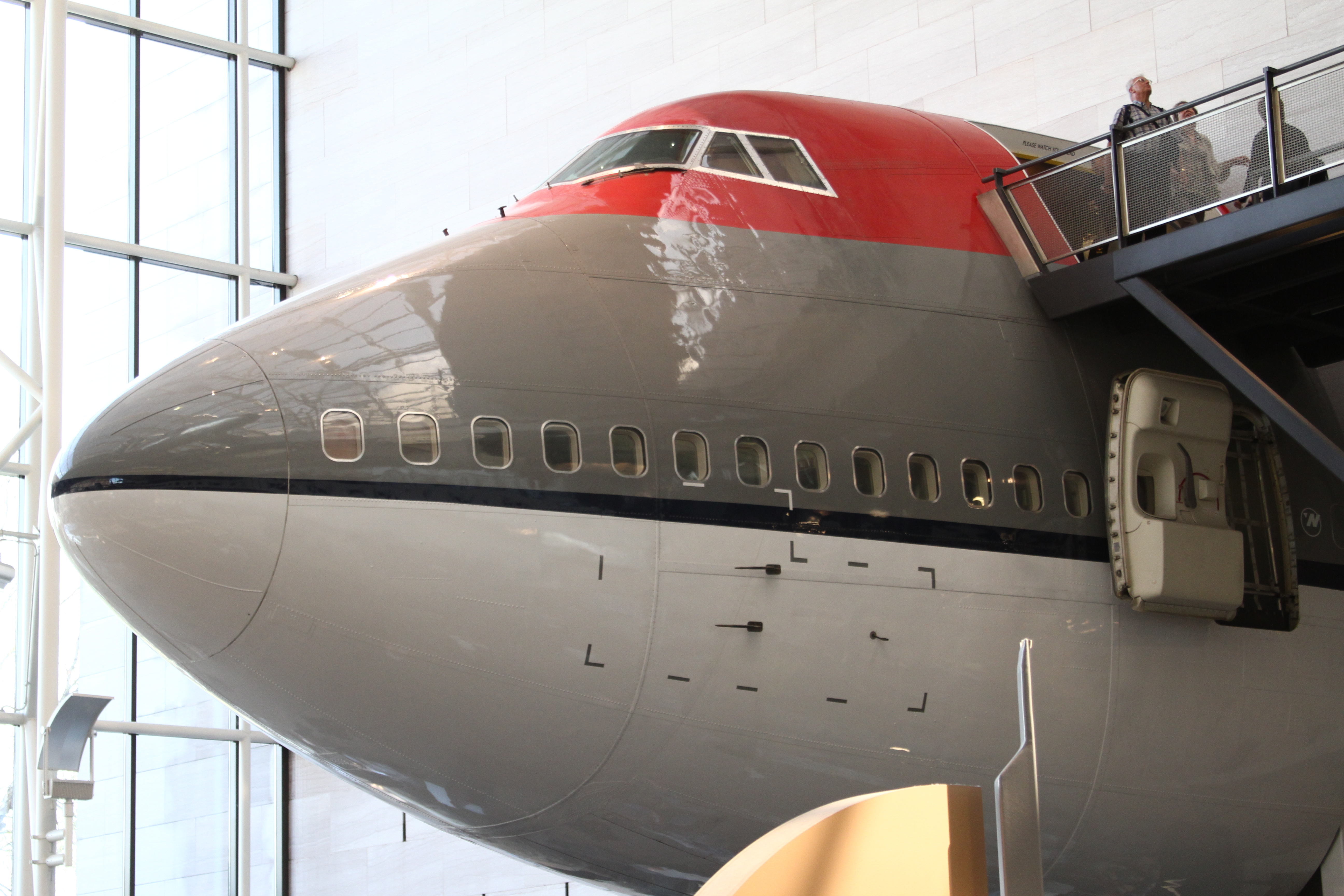
Le tronçon avant d'un Boeing 747.

Les avions transportent de plus en plus de passagers et sont produits en très grand nombre. Ainsi le Boeing 737 (non exposé), commercialisé en 1968 pour transporter entre 100 et 200 voyageurs, reste l'avion le plus vendu au monde.
Ces appareils étant volumineux, on en trouve quelques-uns dans l'annexe du musée. Mais dans le site du Mall, on peut visiter :
- La partie avant d'un Boeing 747, avion qui, de 1970 à 2007, détient le record de la capacité de passagers : jusqu'à 600[23].

En marge de l'aviation commerciale, des appareils surprenants font leur apparition, notamment, en 1966, le Harrier GR-Mk, l'un des tout premiers avions à décollage et atterrissage vertical et, en 1989, le Boeing-Bell Osprey, appareil mi-avion, mi-hélicoptère. Ces engins ne sont pas visibles au musée mais, parmi les principales curiosités, on peut découvrir :
- Une réplique du Grumman X-29, avion expérimental conçu en vue d'étudier les performances des appareils à voilure en flèche inversée et dont l’ordinateur de bord effectuait en moyenne quarante corrections par seconde afin d'assurer sa stabilité (premier vol en 1984).
- L'avion Voyager, à bord duquel son concepteur, Burt Rutan et la pilote Jeana Yeager ont réalisé le premier vol autour du monde sans escale ni ravitaillement en neuf jours, du 14 au 23 décembre 1986.

#### La conquête spatiale
Le 4 octobre 1957, l'URSS devint la première puissance spatiale en expédiant le tout premier satellite artificiel : Spoutnik 1. Et le 12 avril 1961, pour la première fois également, elle envoya sur orbite un homme, Youri Gagarine. À deux reprises, donc, et en plein climat de Guerre froide, les États-Unis se voyaient doublés par le régime communiste. Le 25 mai 1961, soit trois semaines après le vol de Gagarine, le président Kennedy prononçait un discours dans lequel il s'engageait à ce qu'un Américain foule le sol lunaire et en revienne vivant avant la fin de la décennie. Débuta alors une véritable compétition et ce furent les Américains qui la gagnèrent, déposant quatre d'entre eux sur la Lune avant la date fatidique du 31 décembre 1969.
La plupart des objets exposés au musée, pratiquement tous américains, sont les témoins de cet affrontement ; les autres sont des répliques des premiers engins partis à la conquête de l'espace interplanétaire et dont certains ont quitté le système solaire.
- La fusée Juno I qui, le 31 janvier 1958, expédia le tout premier satellite américain, Explorer 1, quatre mois après le Spoutnik soviétique.

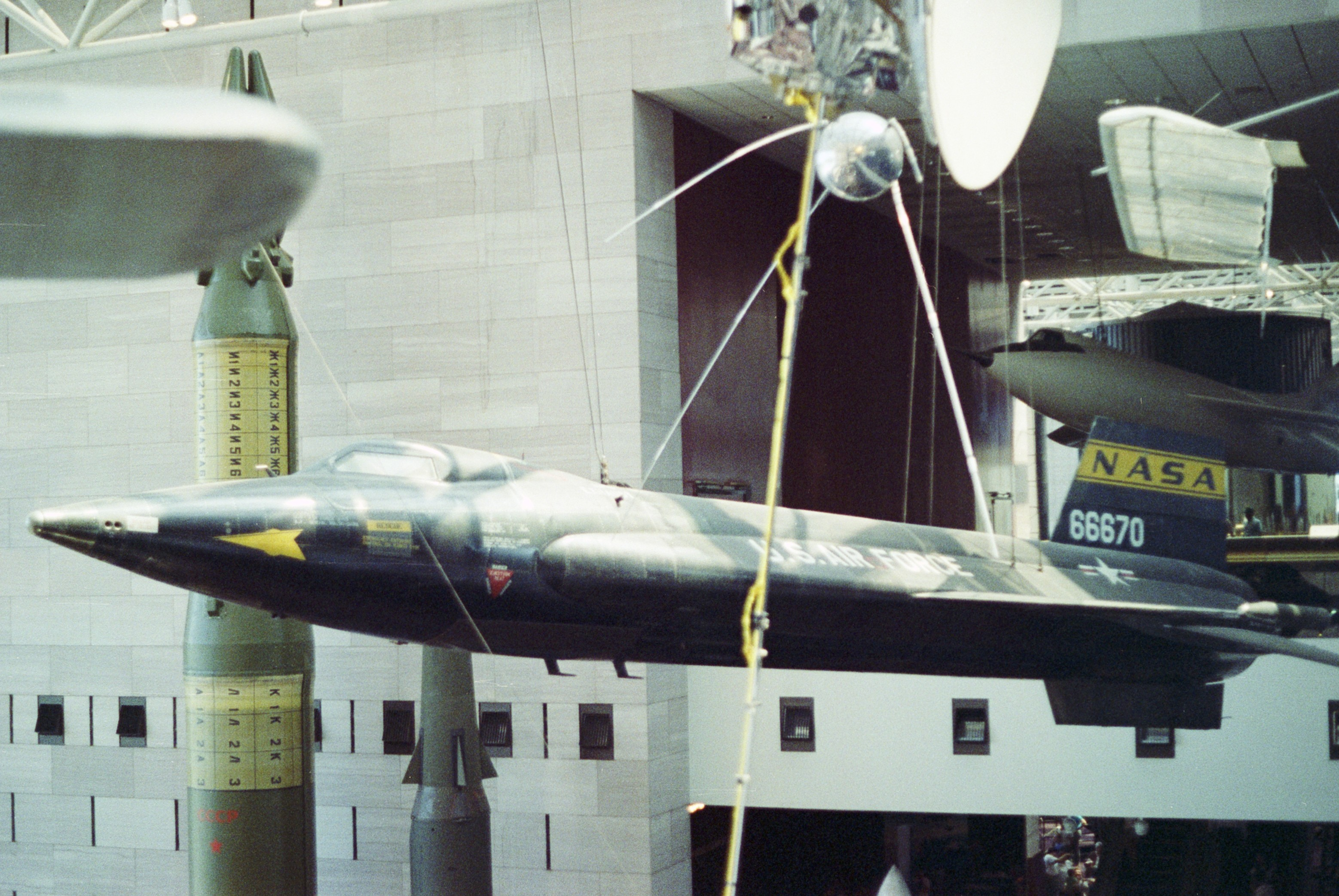
L'avion-fusée X-15.

- Le premier des trois exemplaires du X-15, avion fusée construit en 1959, qui - largué depuis un Boeing B-52 - pulvérisa tous les records (altitude et vitesse). Neil Armstrong le pilota à sept reprises avant de devenir astronaute, en 1962.
- Côte à côte : les combinaisons portées par les premiers hommes mis en orbite autour de la Terre : le Russe Gagarine (1961) et l'Américain Glenn (1962).
- Une réplique de l'atterrisseur Surveyor, dont le premier exemplaire se posa sur la Lune le 30 mai 1966 (trois mois après l'engin soviétique Luna-9) ainsi que la caméra de Surveyor 3, posé sur la Lune en 1967, et que - deux ans plus tard - les astronautes de la mission Apollo 12 ont récupéré afin que soient étudiées les conditions de vieillissement de matériels sur le sol sélène.
- Quatre capsules spatiales américaines : Mercury MA-6 (Glenn, premier Américain en orbite, 1962, un an après Gagarine) ; Gemini 4 (White, premier Américain à effectuer une sortie dans l'espace, deux mois et demi après Leonov, 1965) ; Apollo 11 (Armstrong et Aldrin, premiers hommes sur la Lune, 1969)[24] ; Skylab 4, le plus long vol jamais effectué par les Américains en 1973-1974 : 84 jours[25].

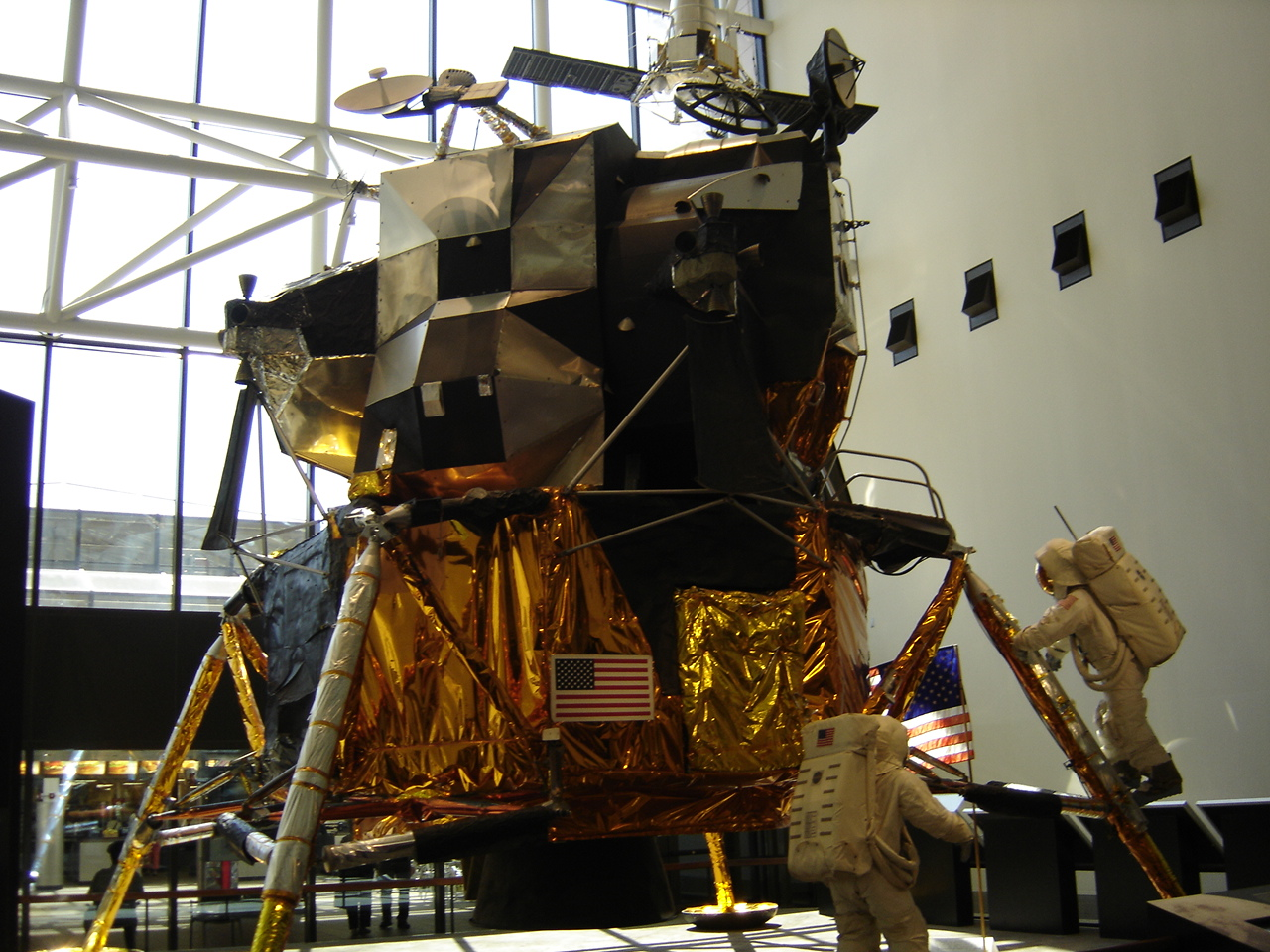
L'un des deux LEM non utilisés par la NASA, identique à celui d'Apollo 11, constitue l'une des pièces les plus spectaculaires du musée.

- Un exemplaire du module lunaire (construit en 1968) et les mannequins de deux astronautes évoluant près de lui. L'engin, qui pèse environ quinze tonnes, se décompose en deux parties : le module de descente (qui reste sur la lune) et le module de remontée (qui permet à deux astronautes de séjourner au maximum trois jours sur la Lune et de revenir vers le module de commande et de service resté en orbite[26]).
- Les combinaisons portées par trois des douze hommes ayant marché sur la Lune : Aldrin (1969), Scott (1971) et Cernan (1972) et les répliques de nombreux instruments scientifiques qu'ils y ont déposés ainsi que du LRV, la « jeep » sur laquelle six astronautes s'y sont déplacés, lors des trois derniers vols Apollo.
- Un échantillon de roche lunaire ramené par les astronautes d'Apollo, un des rares que le public peut toucher.
- Un des avions d'essai américains dits « corps portant », construit pour la NASA : le Northrop M2-F3 (1970). Ce genre d'engin était conçu dans le cadre de l'élaboration de la navette spatiale, dont on attendait qu'elle ramène les astronautes en vol plané sur une piste d'atterrissage pour être réutilisée ensuite plusieurs fois[27].
- La réplique des sondes interplanétaires Pioneer 10 et 11 qui, envoyées dans l'espace en 1972 et 1973, furent les premières à s'approcher des planètes Jupiter et Saturne et qui, depuis, ont quitté le système solaire[28].
- Une réplique de la sonde Mariner 10, lancée en 1973 pour étudier les planètes Vénus et Mercure. Elle est le premier engin à avoir utilisé l'assistance gravitationnelle d'une planète pour modifier sa trajectoire.
- Skylab B, le modèle de rechange de Skylab, première station spatiale américaine. Trois équipages de trois astronautes y effectuèrent successivement des longs séjours, en 1973-1974, acheminés par des vaisseaux Apollo. Le public peut traverser l'un de ses étages.

Le complexe Apollo-Soyouz.

- Une réplique du complexe Apollo-Soyouz, qui marqua officiellement en 1975 la fin de la rivalité qui opposait les Russes et les Américains dans l'espace[29].
- Une réplique des deux atterrisseurs Viking, les premiers à se poser en douceur sur Mars et à en renvoyer des images (1976).

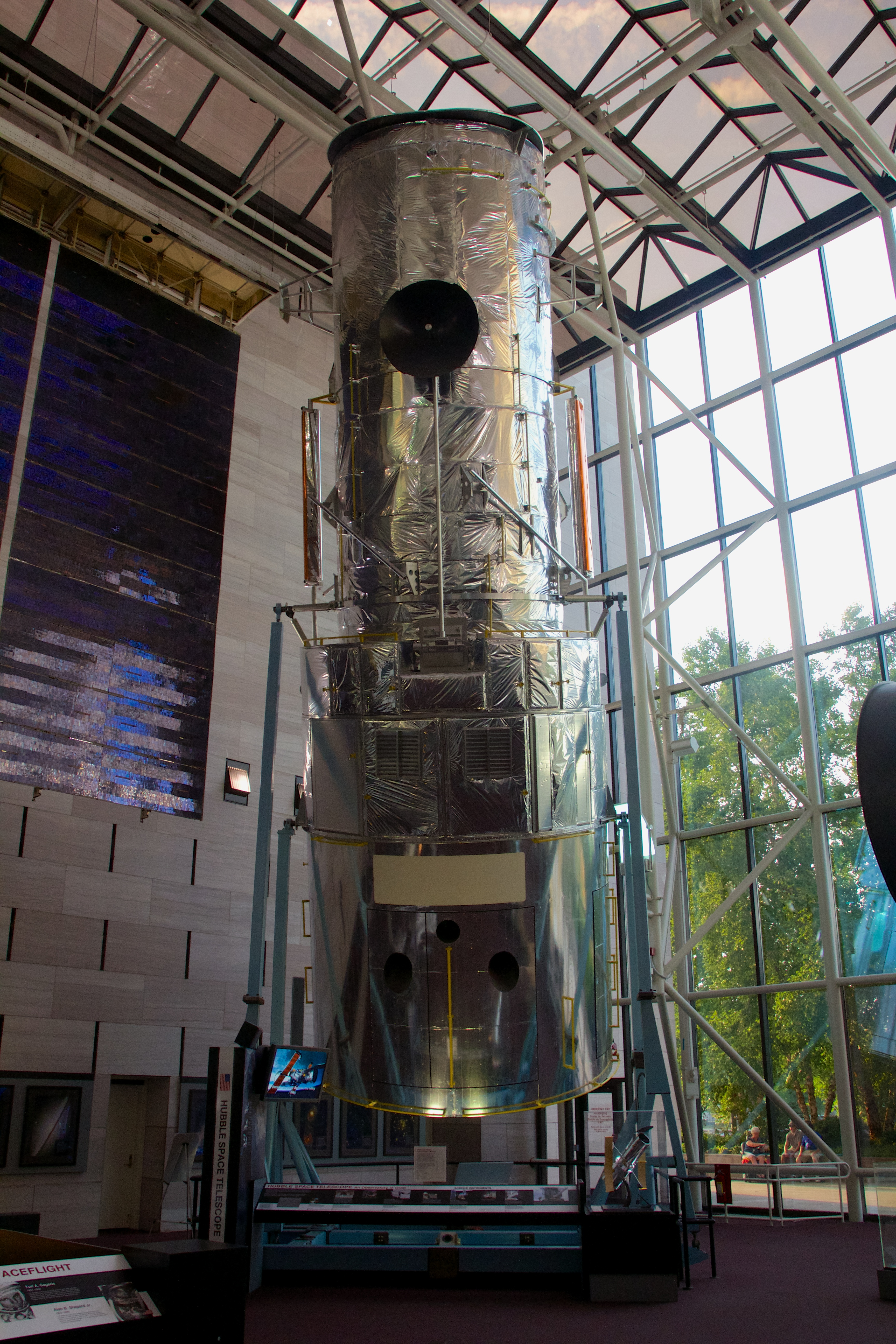
Le télescope Hubble.

- Une réplique des sondes interplanétaires Voyager 1 et 2 qui, envoyées dans l'espace en 1977, profitant d'un alignement des planètes Jupiter, Saturne, Uranus et Neptune et utilisant l'assistance gravitationnelle, s'en s'approchèrent ainsi que de 48 de leurs satellites. Bien qu'ayant quitté le système solaire depuis longtemps, elles continuent d'émettre[30].
- Le télescope spatial Hubble, dont la construction a commencé en 1977 mais qui n'a été satellisé qu'en 1990 par la navette spatiale. Il a contribué à des découvertes de grande portée dans le domaine de l'astrophysique, telles que la mesure du taux d'expansion de l'Univers, la confirmation de la présence de trous noirs supermassifs au centre des galaxies ou l'existence de la matière noire et de l'énergie noire.
- La cabine soviétique Soyouz TM-10 (1990). De 2011 (date de l'arrêt des vols de la navette spatiale) à 2020 (date de la mise en service de la cabine Dragon 2), les astronautes américains gagnent la station spatiale internationale dans des Soyouz (triplaces), ce qui réduit considérablement leur nombre puisque les navettes pouvaient emporter jusqu'à sept passagers.
- Les répliques des trois premiers rovers à s'être déplacés sur Mars : Sojourner (1996), Spirit et Opportunity (2004) et Curiosity (2012).
- SpaceShipOne, le premier véhicule privé à atteindre l'espace, en vol suborbital (2003).

#### Missiles

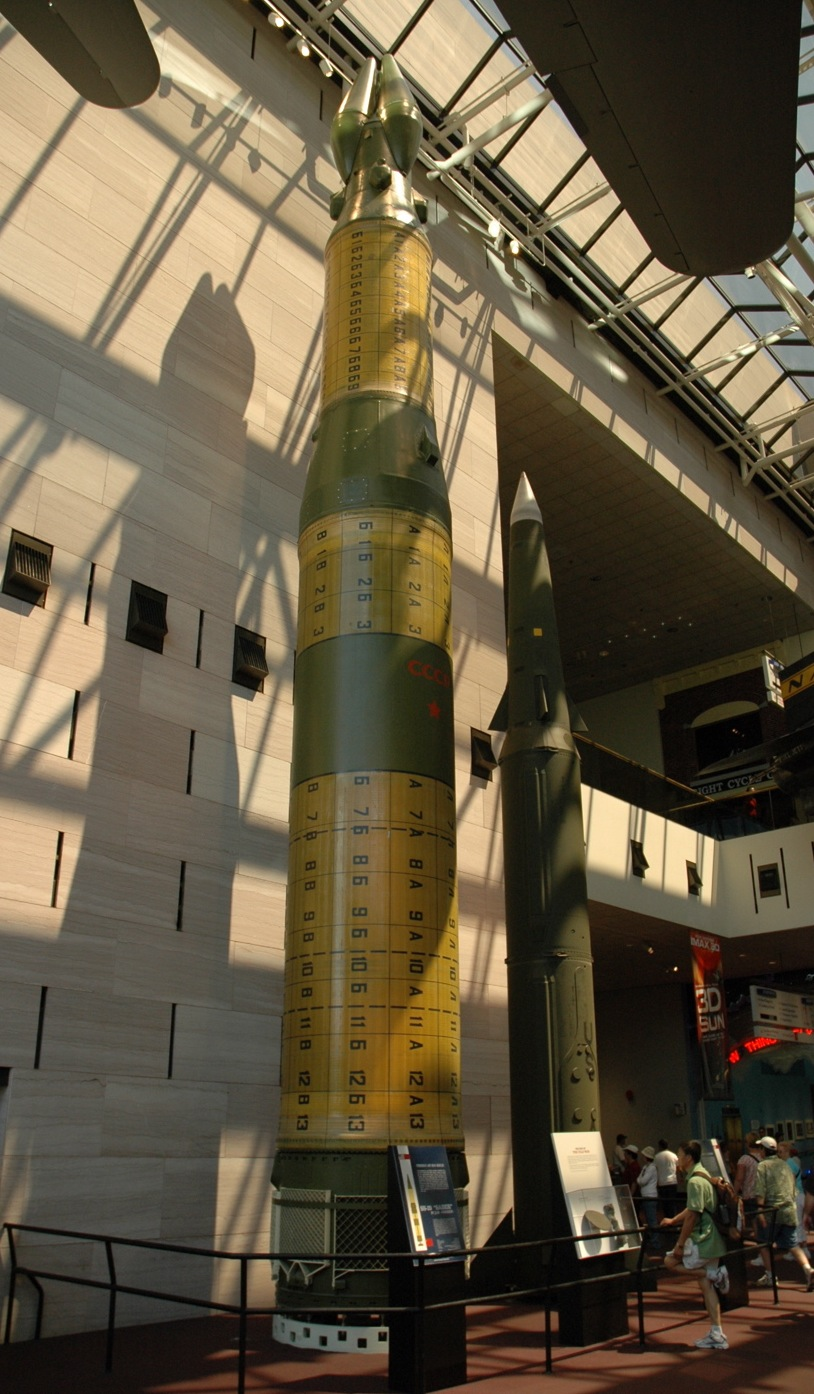
Un SS-20 (URSS) et un Pershing II (États-Unis).

Les premiers missiles intercontinentaux furent, en 1957, le soviétique R-7 Semiorka puis l'Américain SM-65 Atlas. En 1962 éclata la crise des missiles à la suite du déploiement de missiles nucléaires soviétiques à Cuba. Du début des années 1970, on peut découvrir :
- Le Minuteman III (États-Unis, 1970). Encore en service aujourd'hui, il est depuis 2005 le seul ICBM actif aux États-Unis, servant de complément aux missiles Trident (lancés depuis la mer) et aux bombes nucléaires transportées par les bombardiers stratégiques.

L'équilibre géopolitique international a alors été lié aux négociations passées entre les deux superpuissances (SALT 1, 1972). En 1977, débuta la Crise des euromissiles : les Soviétiques ont installé sur leur territoire des missiles SS-20, missiles à charge nucléaire de moyenne portée (de 500 à 5 000 km), capables, donc, d'atteindre l'Europe de l'Ouest, le Moyen-Orient, la Chine et le Japon. Du fait de la dégradation des relations est-ouest après l'invasion soviétique en Afghanistan, en 1979, les États-Unis n'ont pas ratifié les accords SALT 2. En 1983, ils mirent en place (essentiellement en RFA) des missiles Pershing II. Chacun des blocs pointait vers l'autre une armada d'une puissance jusque-là inégalée sur une si faible surface de la terre. Dans la pratique, les accords ont cependant été respectés.
On peut aujourd'hui découvrir au musée ces deux engins, côte à côte :
- Un SS-20 (Union soviétique, 1977) ;
- Un Pershing II (États-Unis, 1983).

#### Drones
Les drones sont des aéronefs sans pilotes, le plus souvent télécommandés, à usages civil et militaire et dont la masse peut aller de quelques grammes à plusieurs tonnes. Inventés dès la première Guerre mondiale, c'est au début de la Guerre froide, donc durant les années 1950 (Guerre de Corée) et 1960 (Guerre du Viêt Nam), qu'ils ont commencé à se développer, produits essentiellement par les États-Unis à des fins de surveillance et d’intervention militaire sans courir les risques de pertes humaines. Mais c'est l'État d'Israël, dans les années 1980, qui a assuré au drone militaire la réputation qu'il a aujourd'hui.

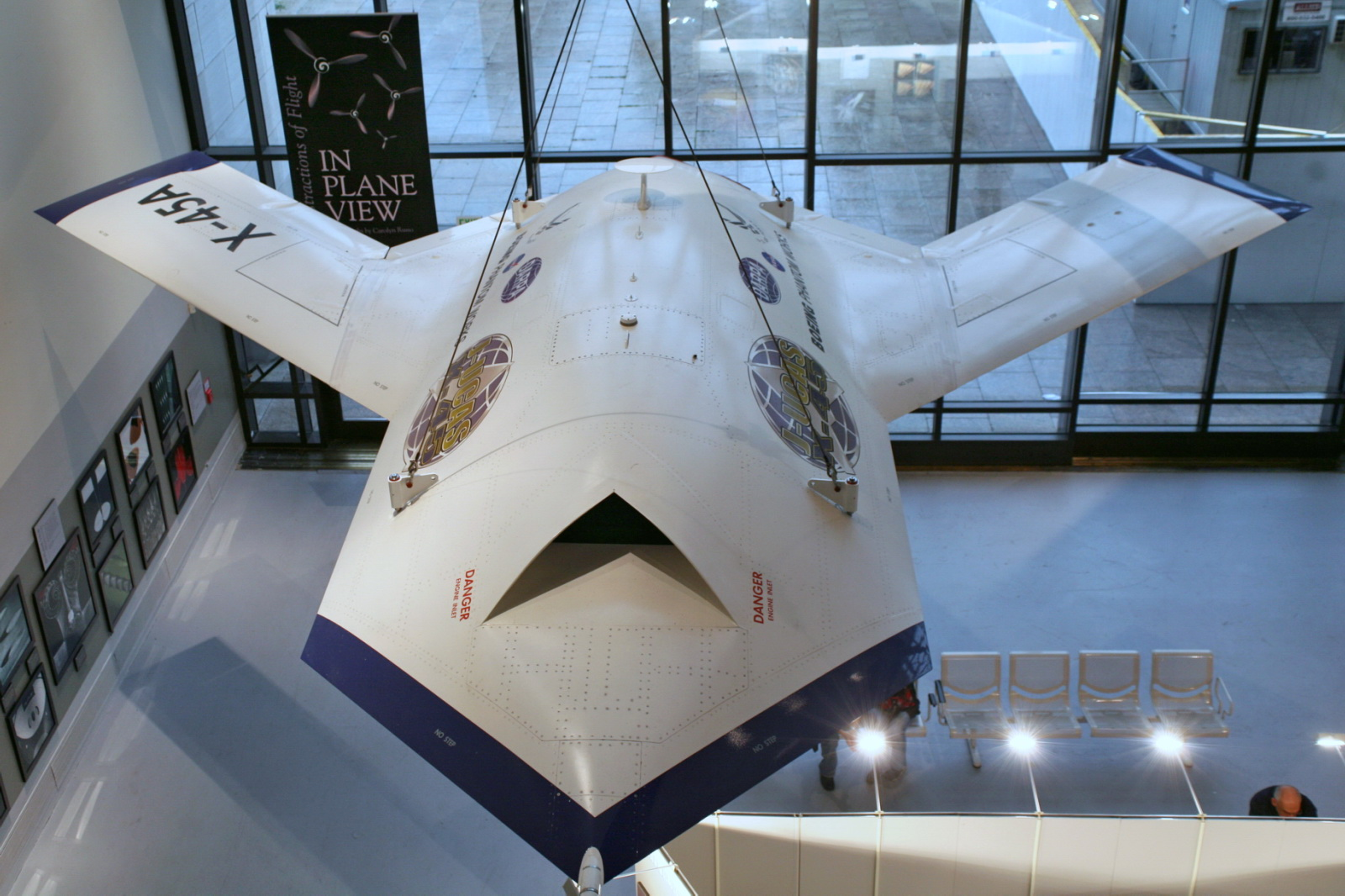
Le Boeing X-45, l'un des plus récents drones militaires américains.

Durant les années 1990, la doctrine « zéro mort » contribue à leur essor à travers le monde et, au cours des années 2000, ils sont de tous les conflits. Le marché du drone est actuellement en pleine expansion, le chiffre d'affaires étant passé de 62 millions d'euros en 2012 à environ 288 millions d'euros en 2015.
Plusieurs drones de combat américains sont exposés au musée, dont :
- Un RQ-2 Pioneer (1986), premier drone tactique entré en service dans l'armée américaine ;
- Un MQ-1 Predator (1995), a servi pour la première fois durant les Guerres de Yougoslavie puis la Guerre du Kosovo; très souvent utilisé ensuite (après les Attentats du 11-septembre) en Afghanistan ;
- Un Lockheed Martin RQ-3 DarkStar (en) (1996), dont la forme atypique lui permet d'être furtif et de voler à haute altitude afin de survoler des espaces aériens fortement défendus ;
- Un RQ-14 Dragon Eye (2001), d'à peine un mètre d'envergure et de 2,5 kg, a été conçu pour la surveillance des zones urbaines ;
- Un Boeing X-45 (2002), construit pour préparer la mise au point d'une prochaine génération de drones de combat.

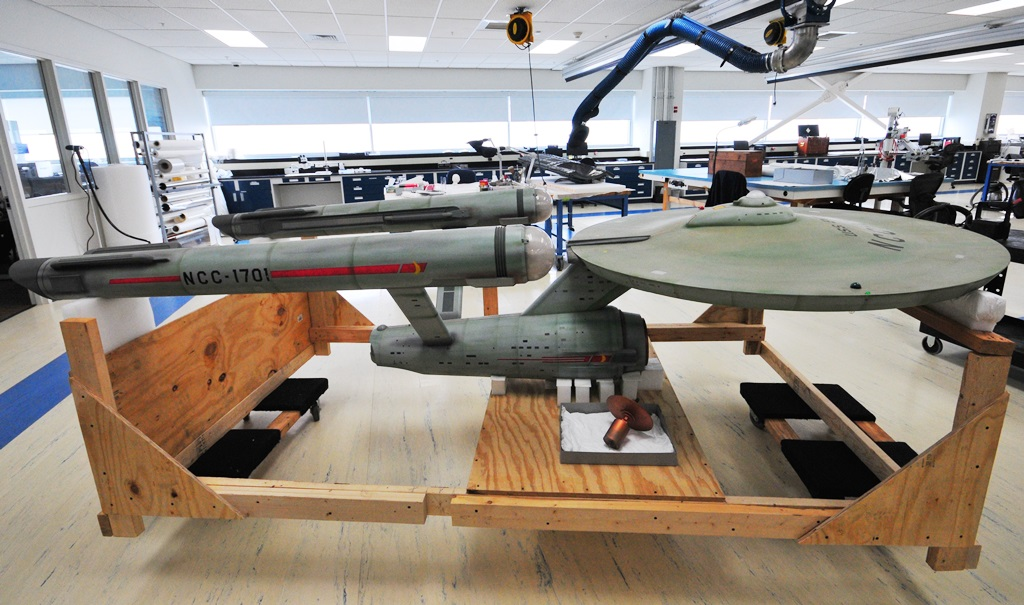
Une maquette de la série Star Trek.

#### Autres
Le public peut également découvrir différents objets symbolisant le mythe de la conquête de l'espace, dont la maquette de tournage originale de l'USS Enterprise (NCC-1701) de la série télévisée Star Trek (1966-1969).
Il peut aussi avoir accès à une bibliothèque et profiter de différentes attractions : une salle de cinéma IMAX, des simulateurs de vol et le planétarium Albert Einstein.
Le musée accueille enfin un centre de recherche, le Center for Earth and Planetary Studies (en) (centre d'études terrestres et planétaires).

#### Galerie

Site principal
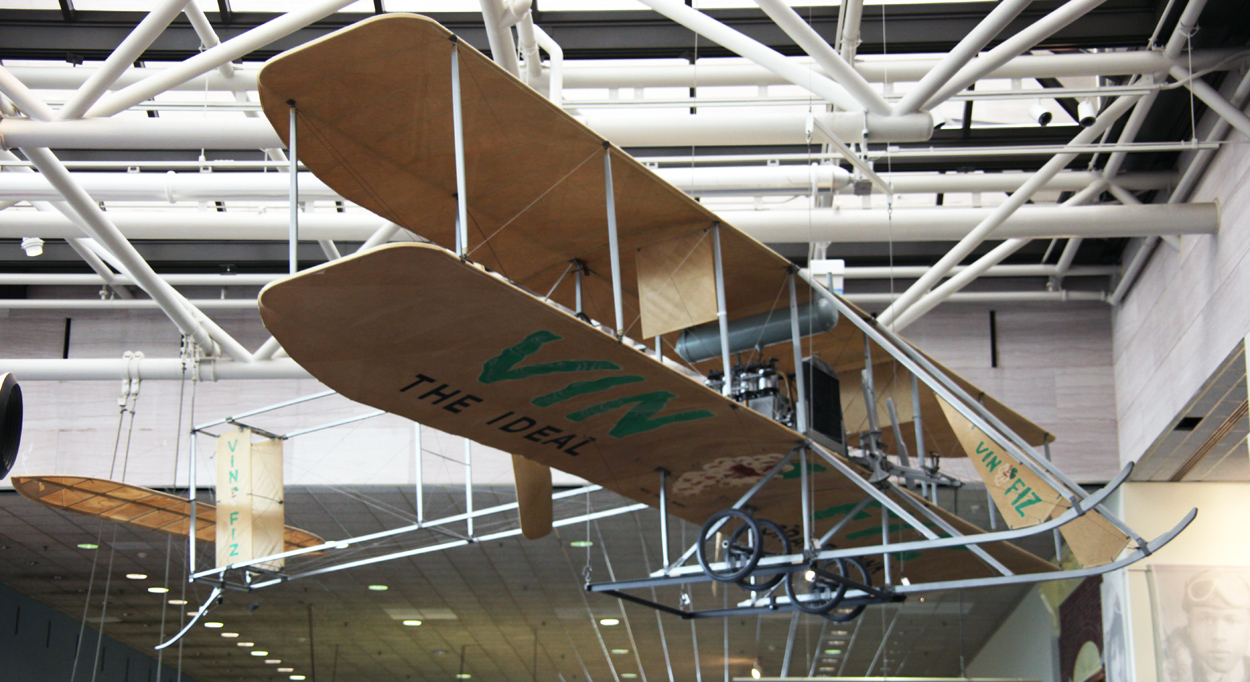
Le Vin Fizz des frères Wright
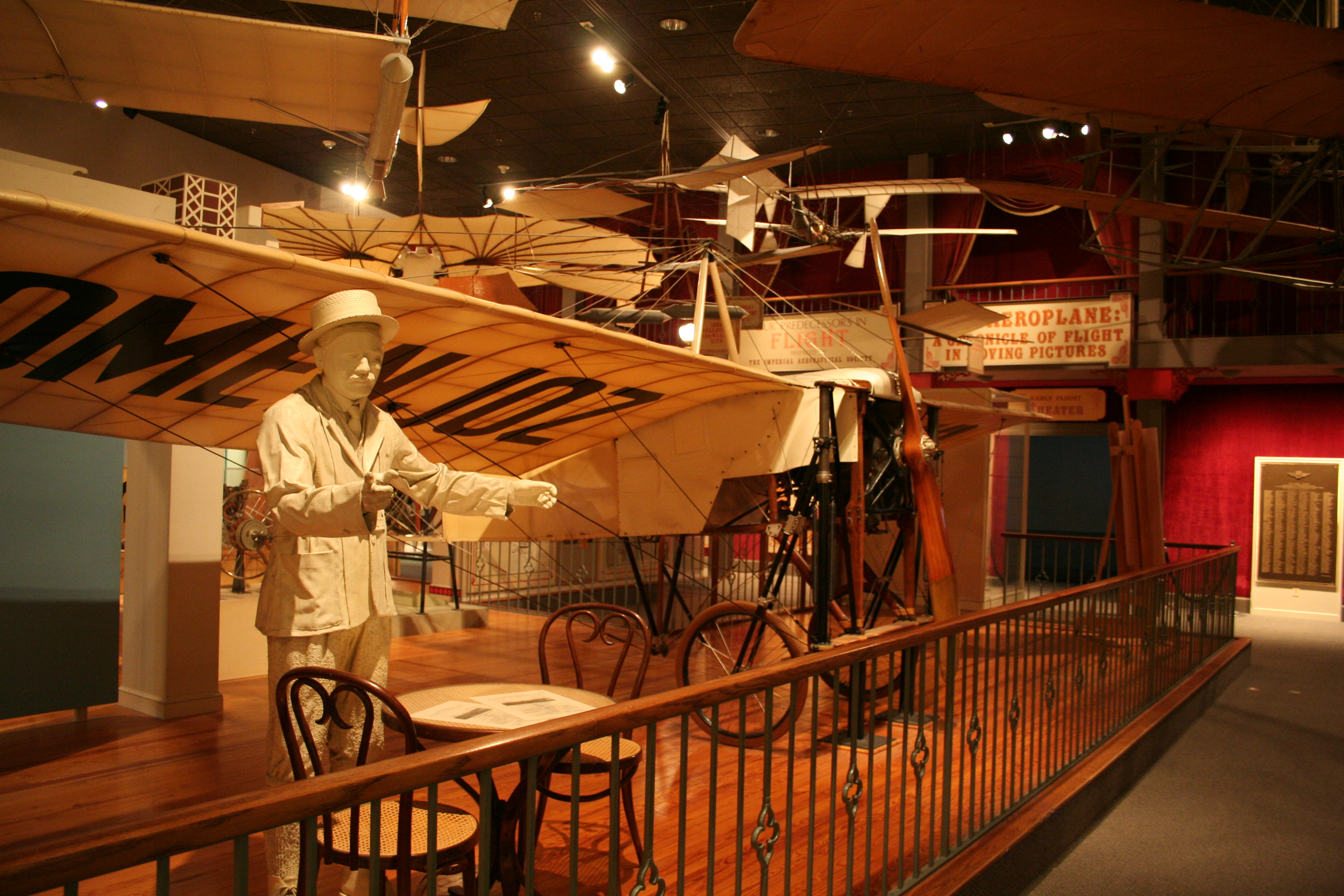
Un Blériot XI
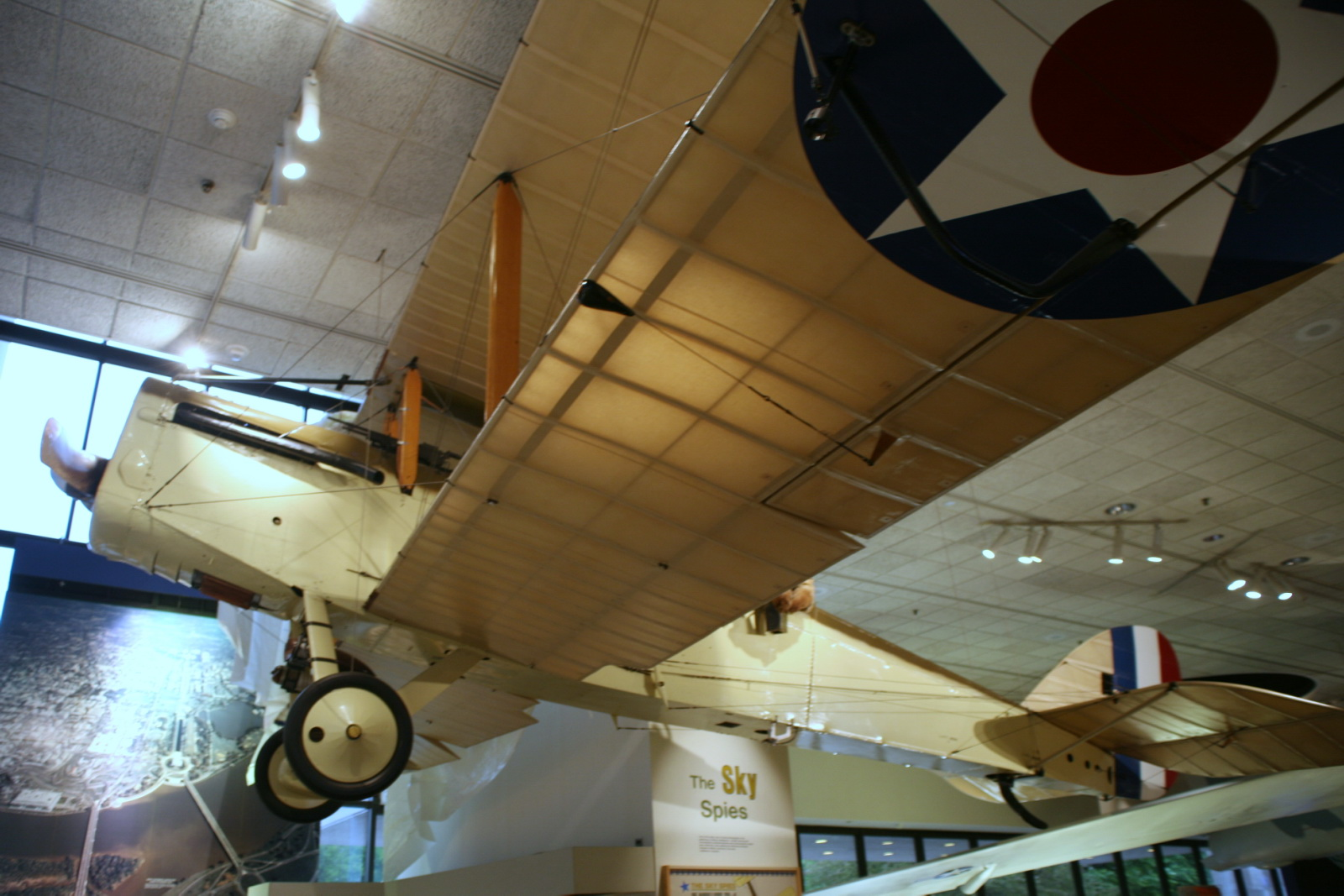
Un Airco DH.4
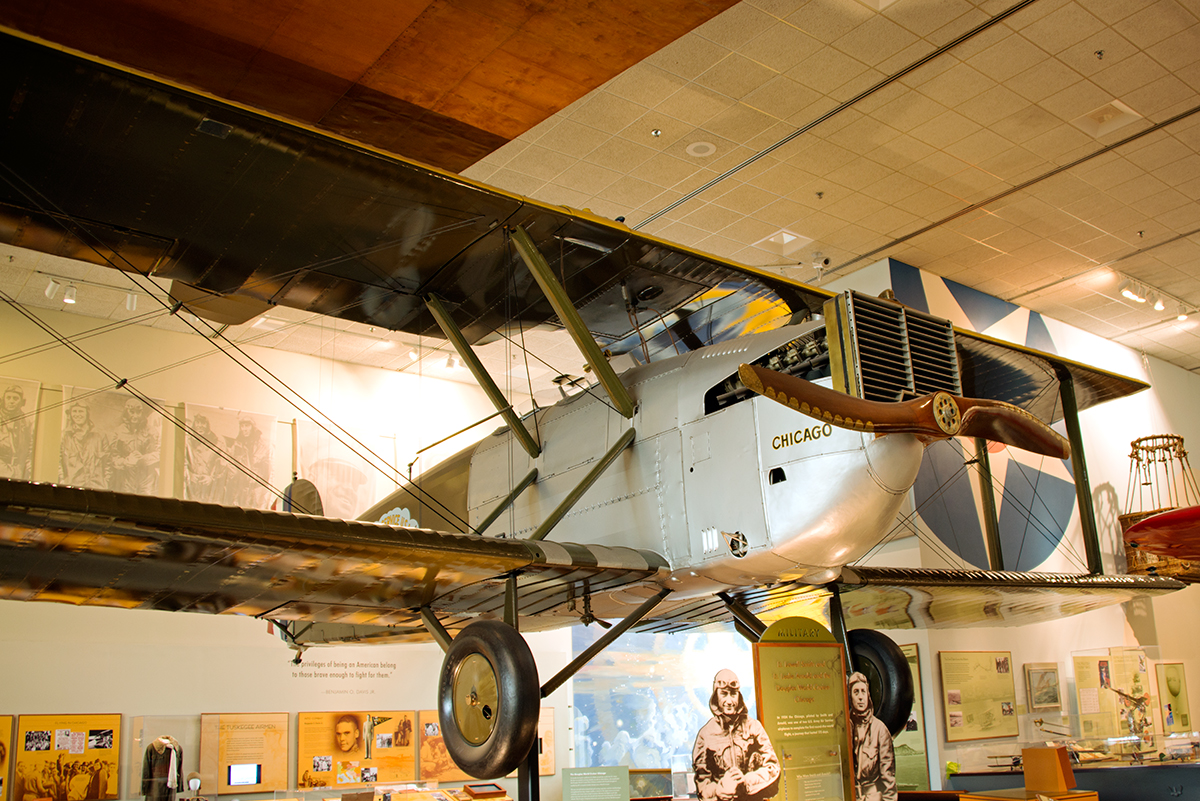
Le Douglas World Cruiser Chicago
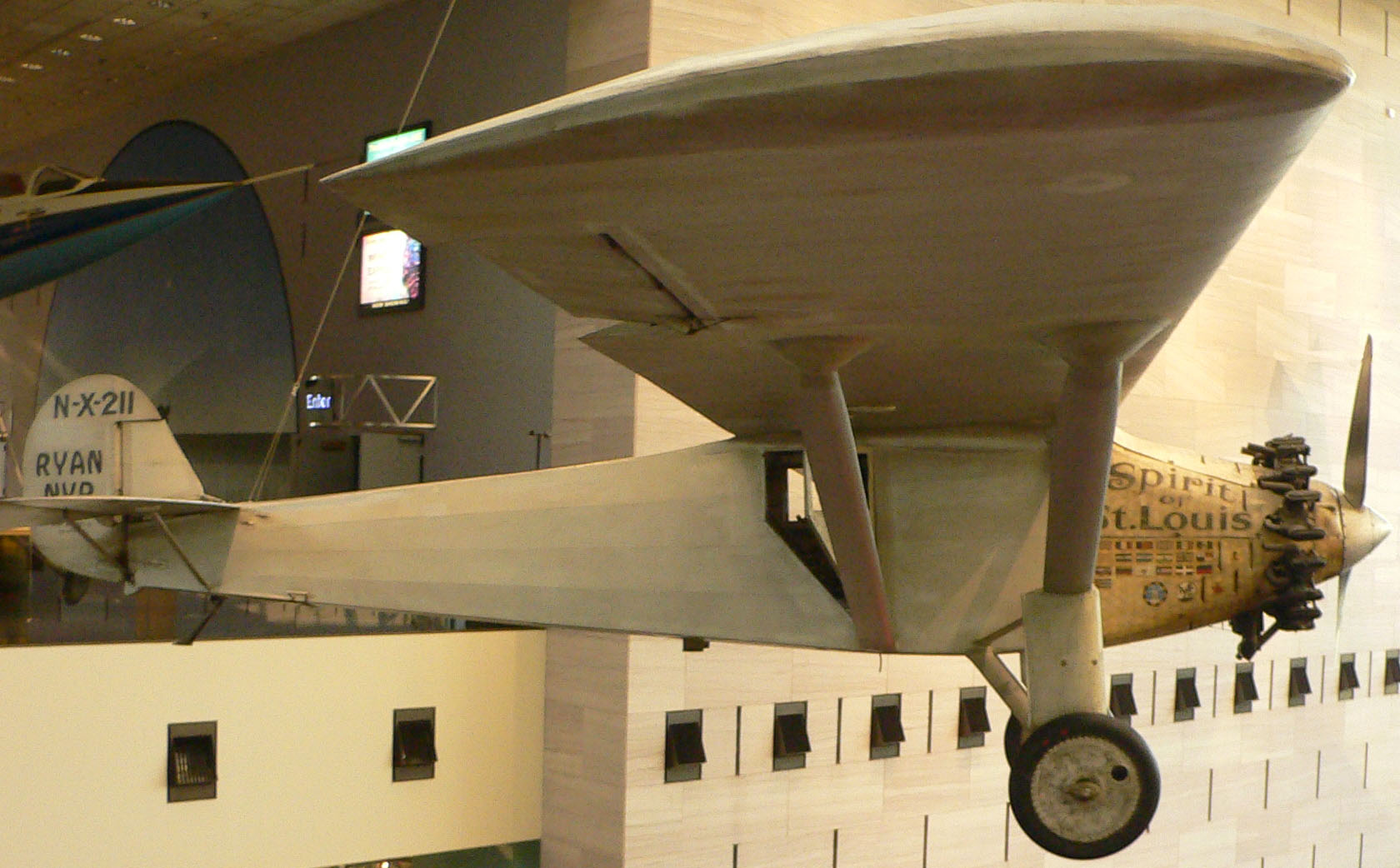
Le Spirit of St. Louis de Lindbergh
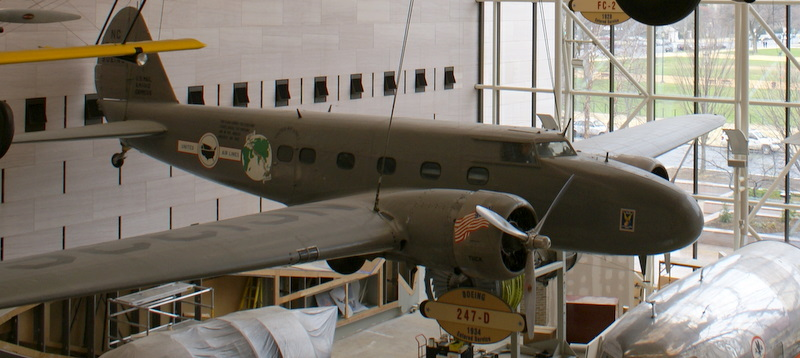
Un Boeing 247
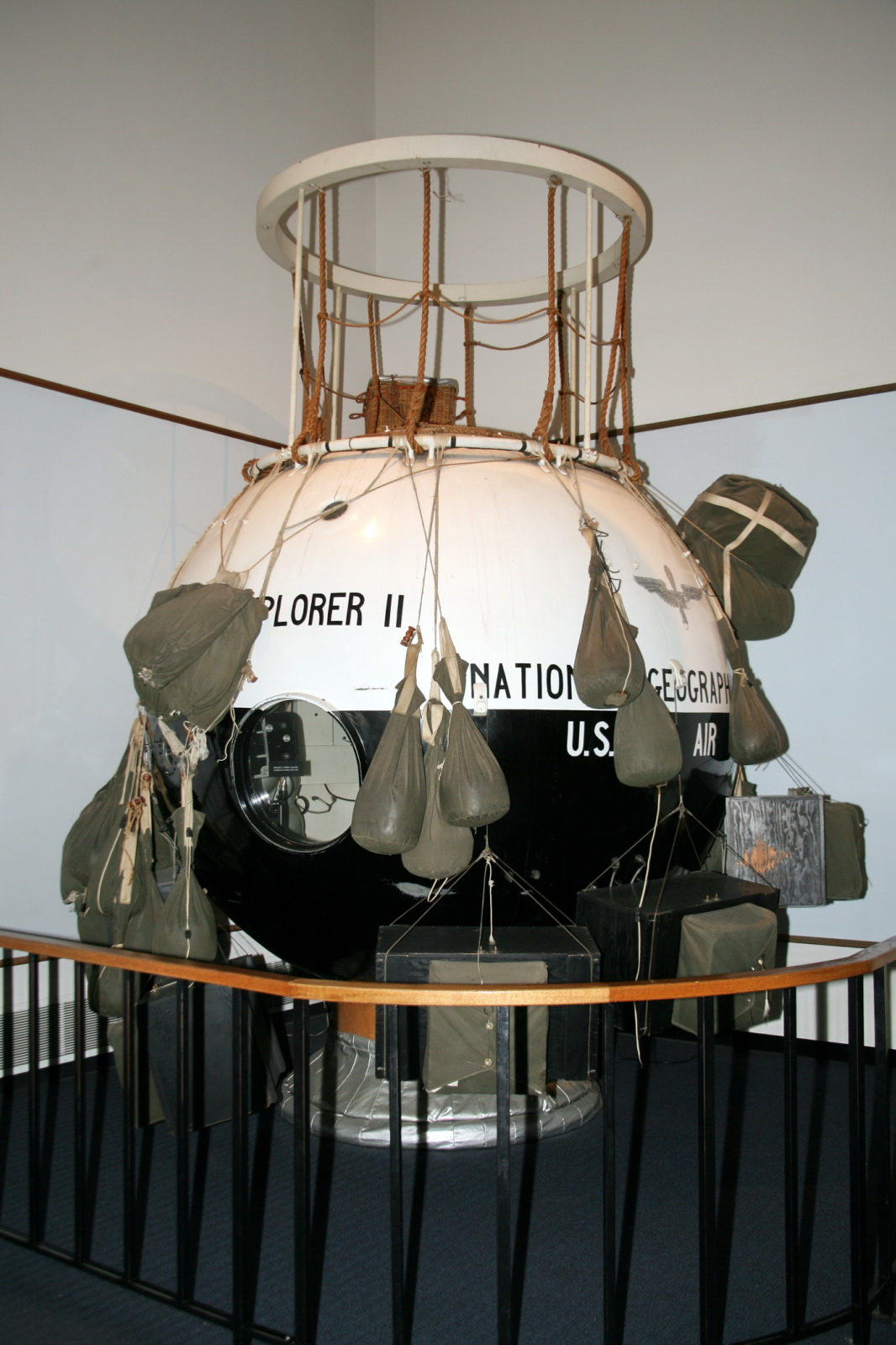
La nacelle Explorer II
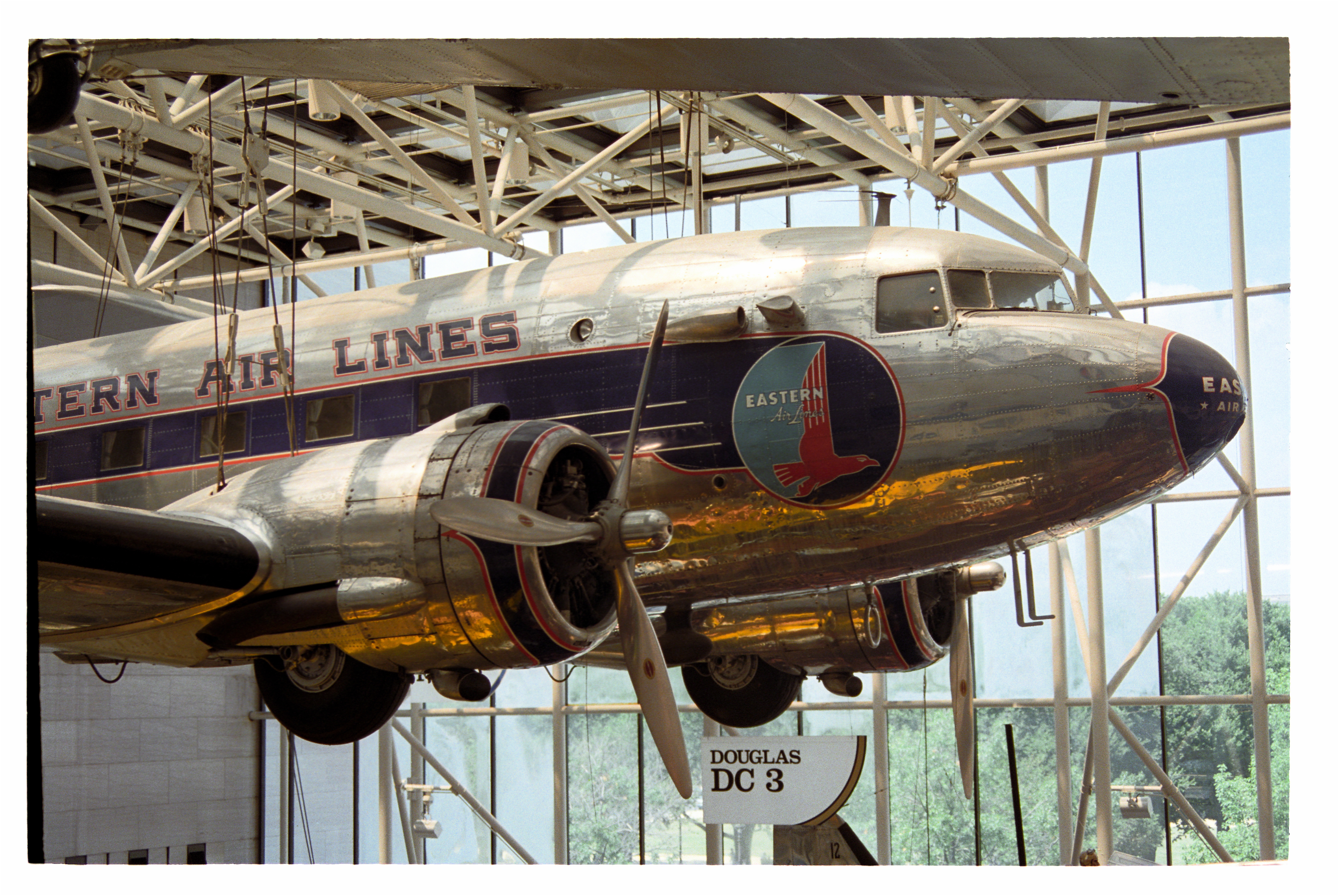
Un Douglas DC-3 d'Eastern Air Lines
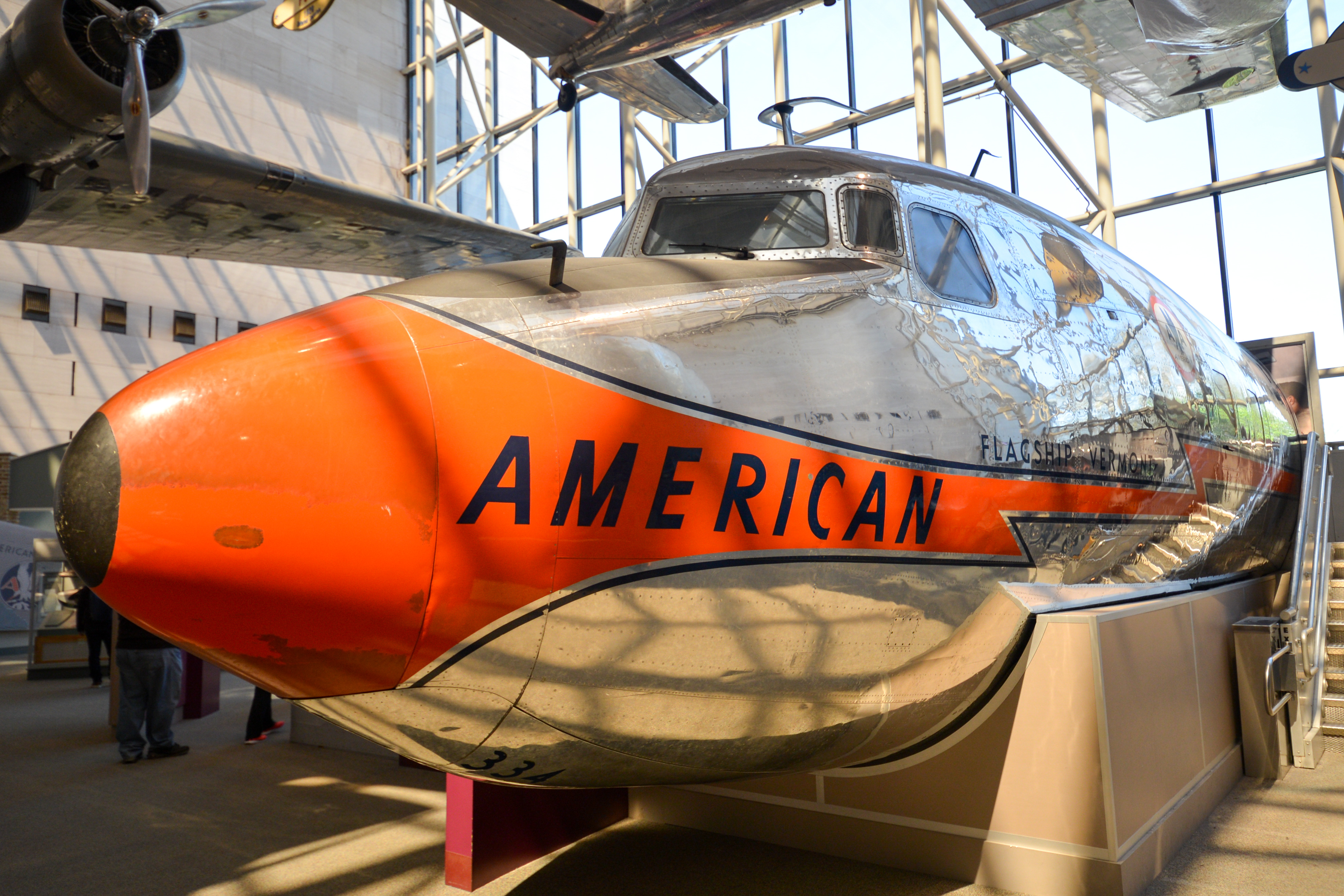
La partie avant (visitable) d'un DC-7 d'American Airlines
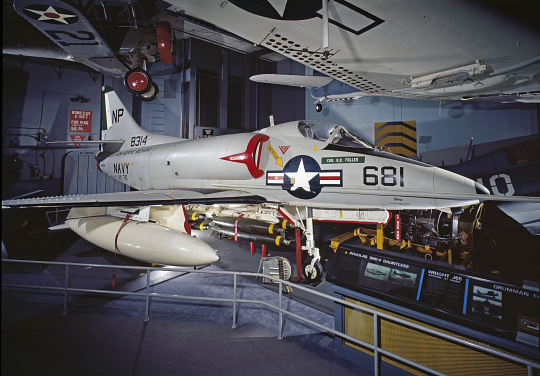
Un Douglas A-4C Skyhawk
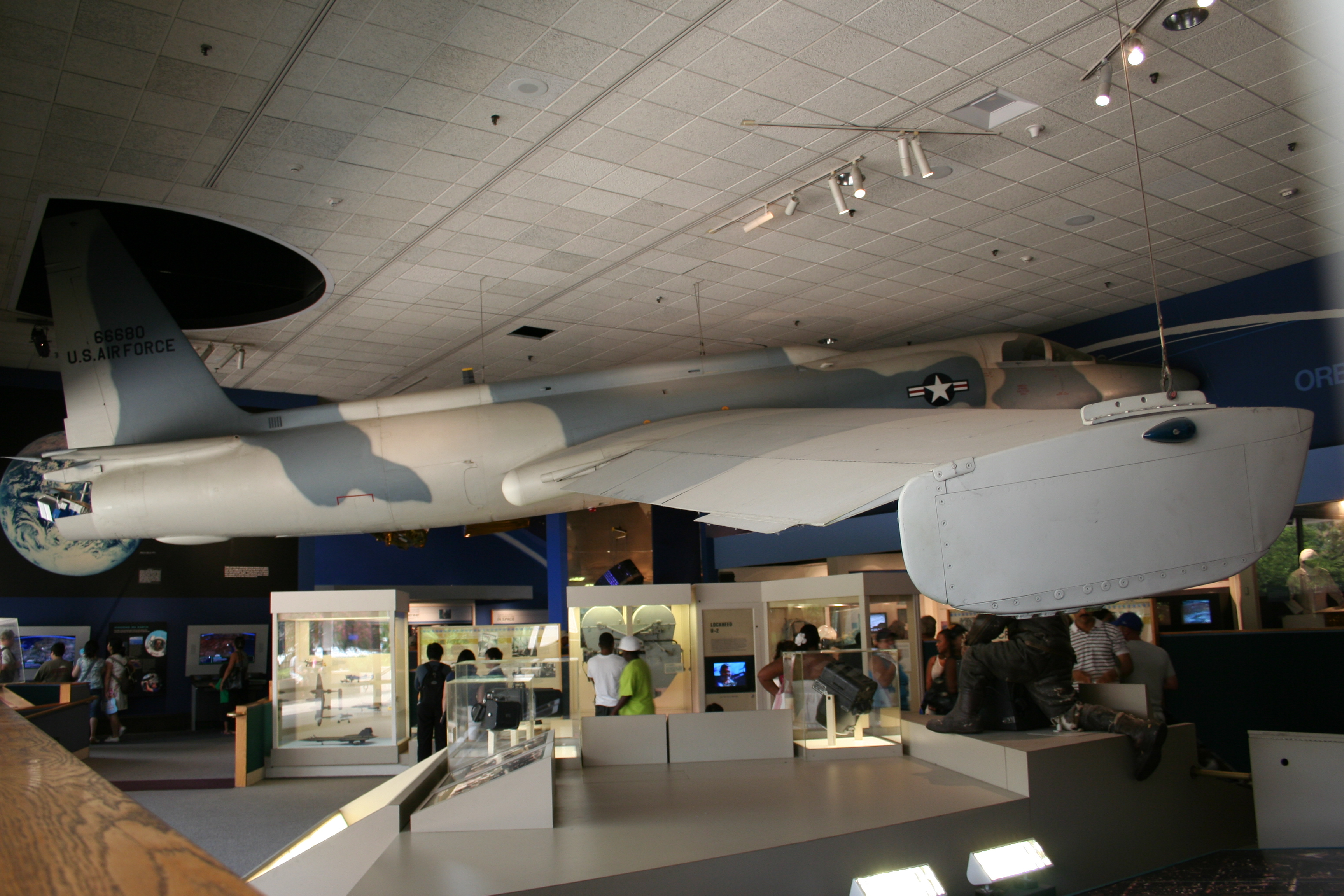
Un U-2
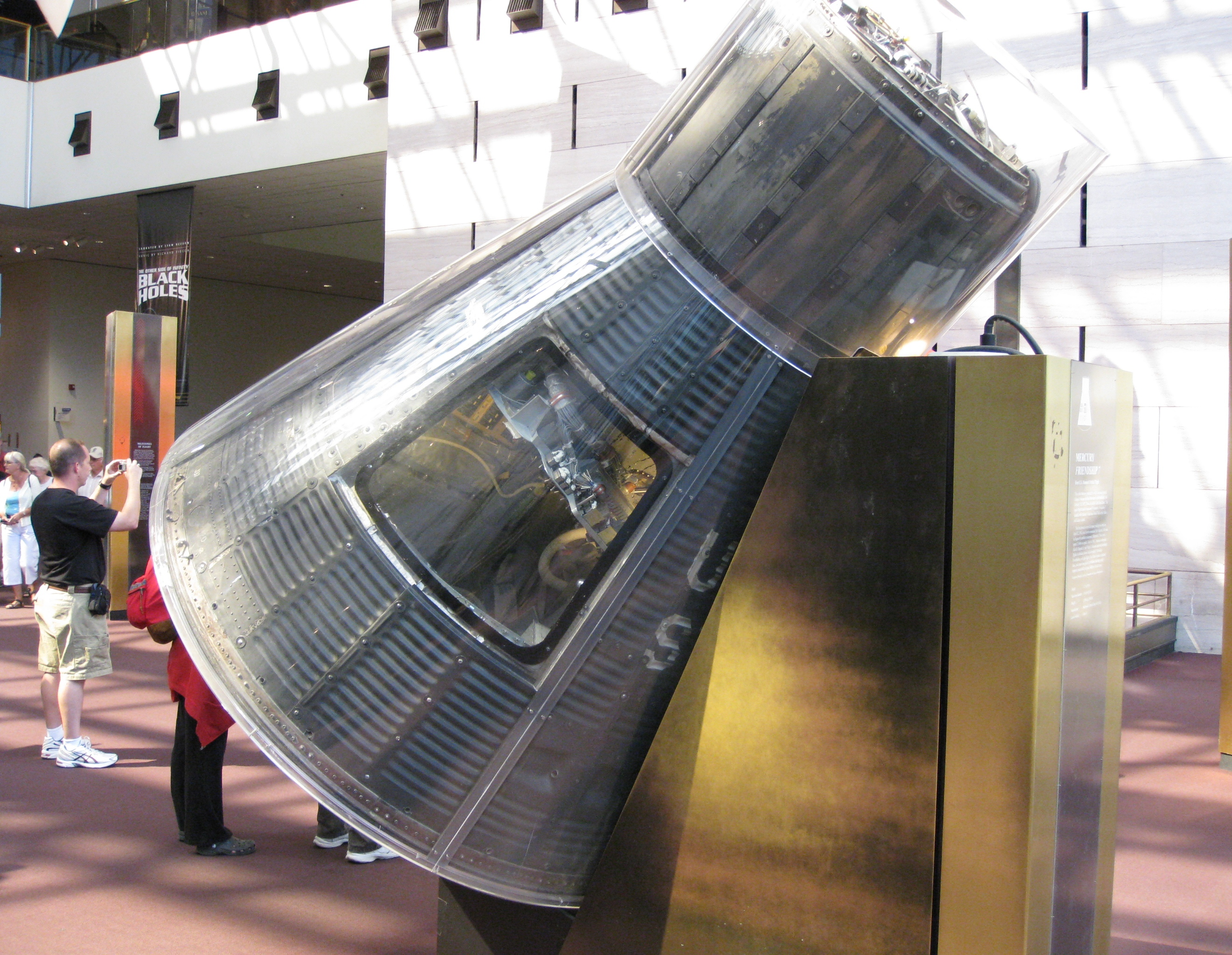
Friendship 7, la cabine Mercury de Glenn
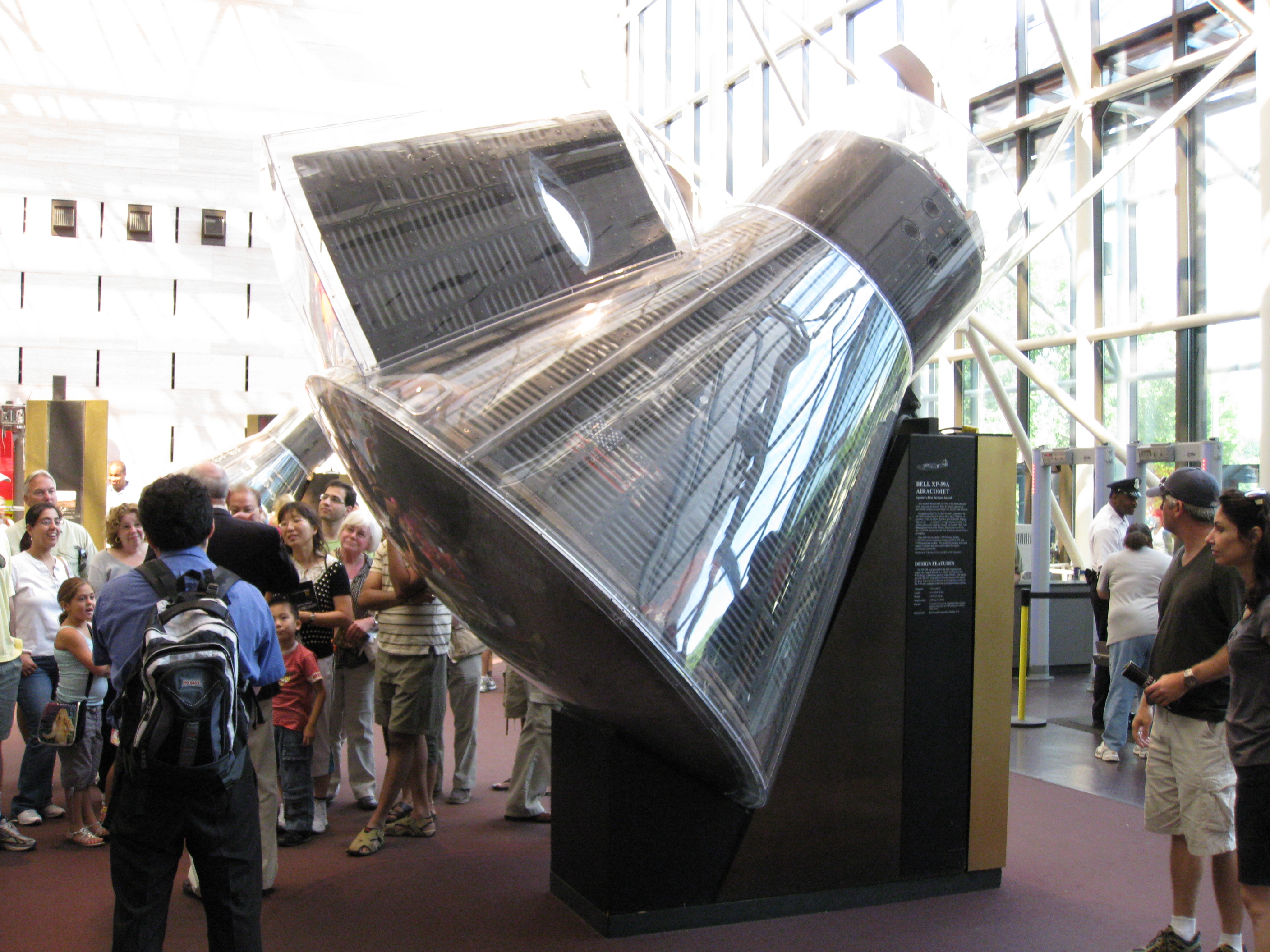
Gemini 4, de McDivitt et White
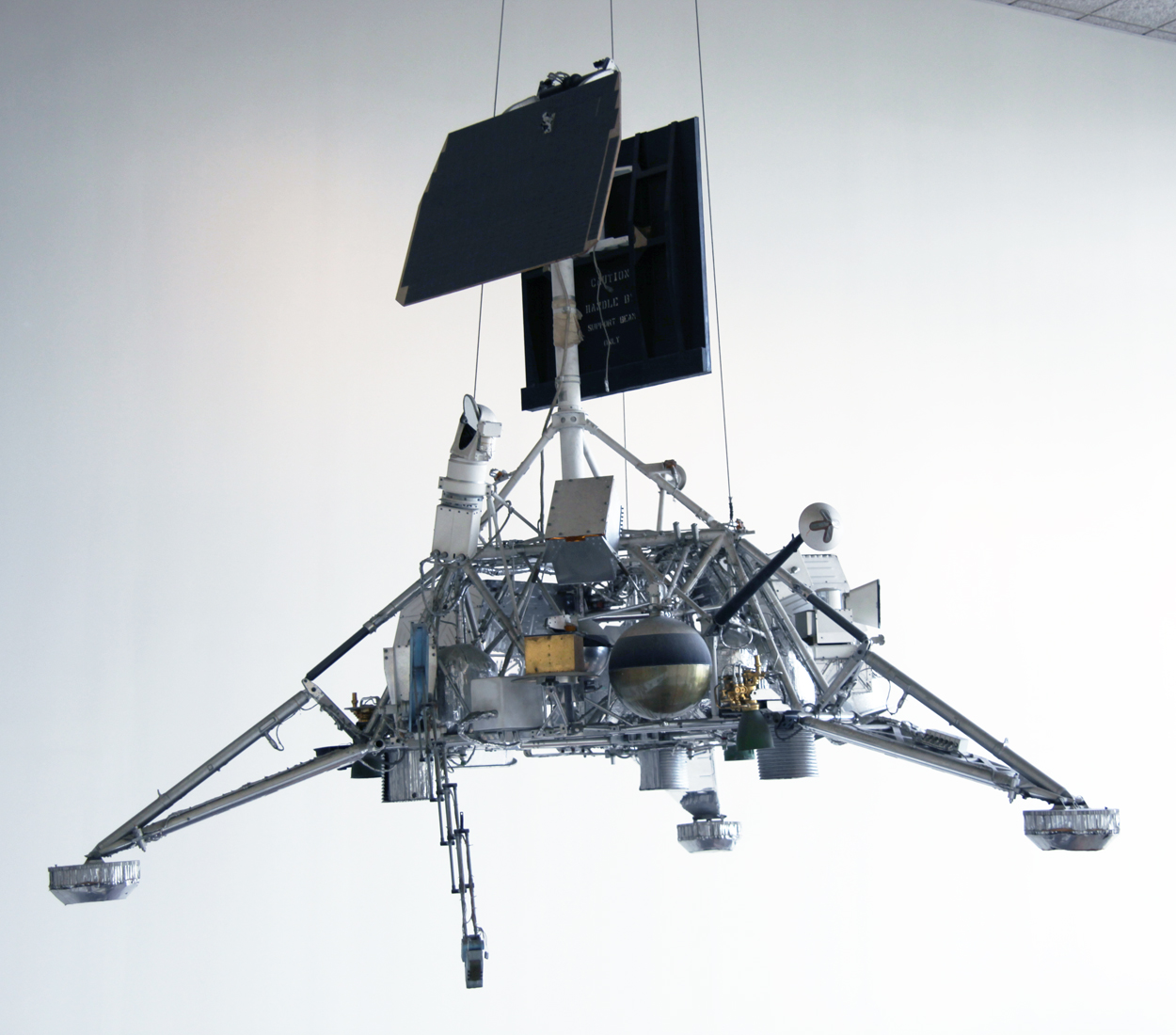
Une réplique de la sonde lunaire Surveyor
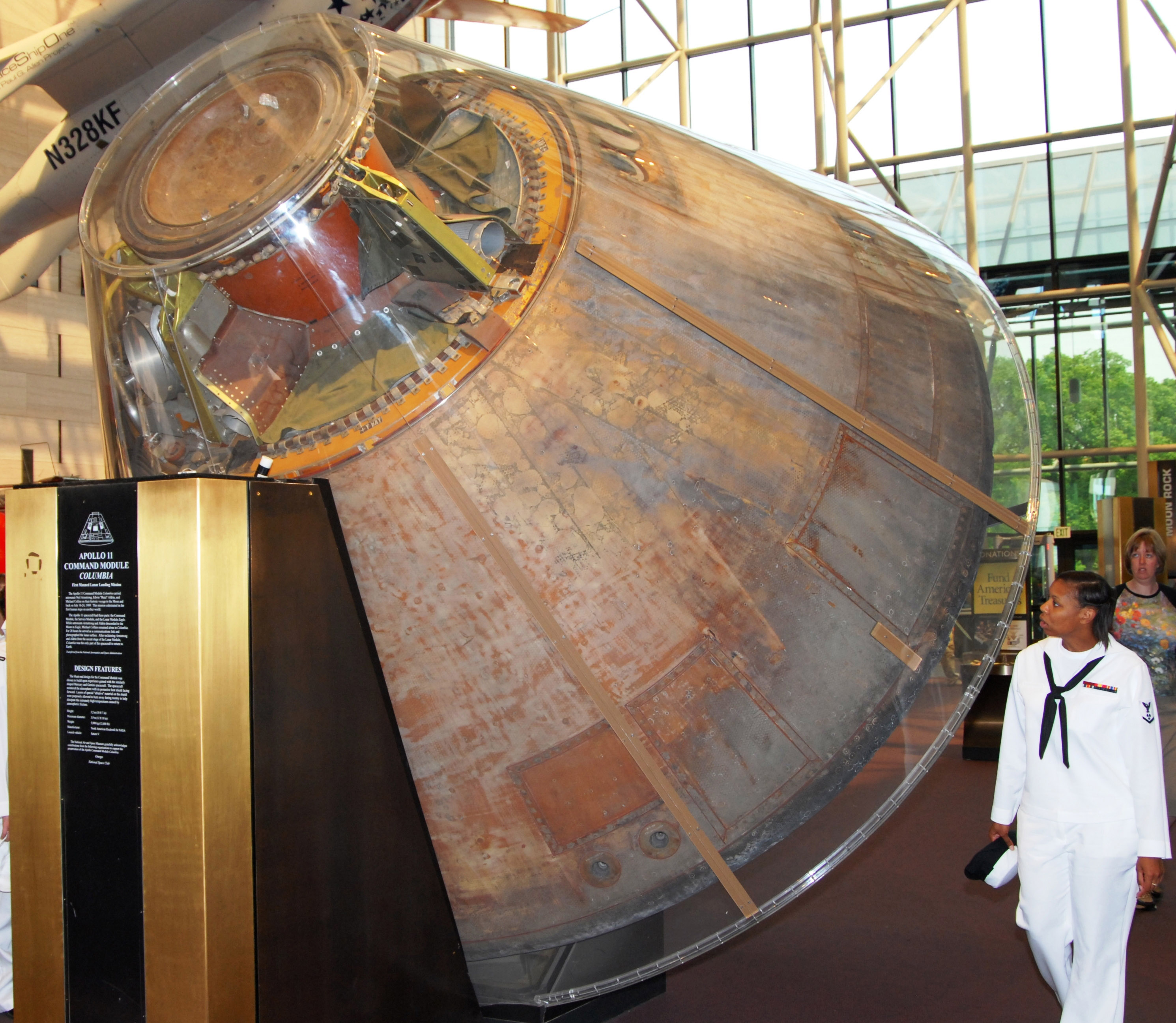
Columbia, le module de commande d'Apollo 11
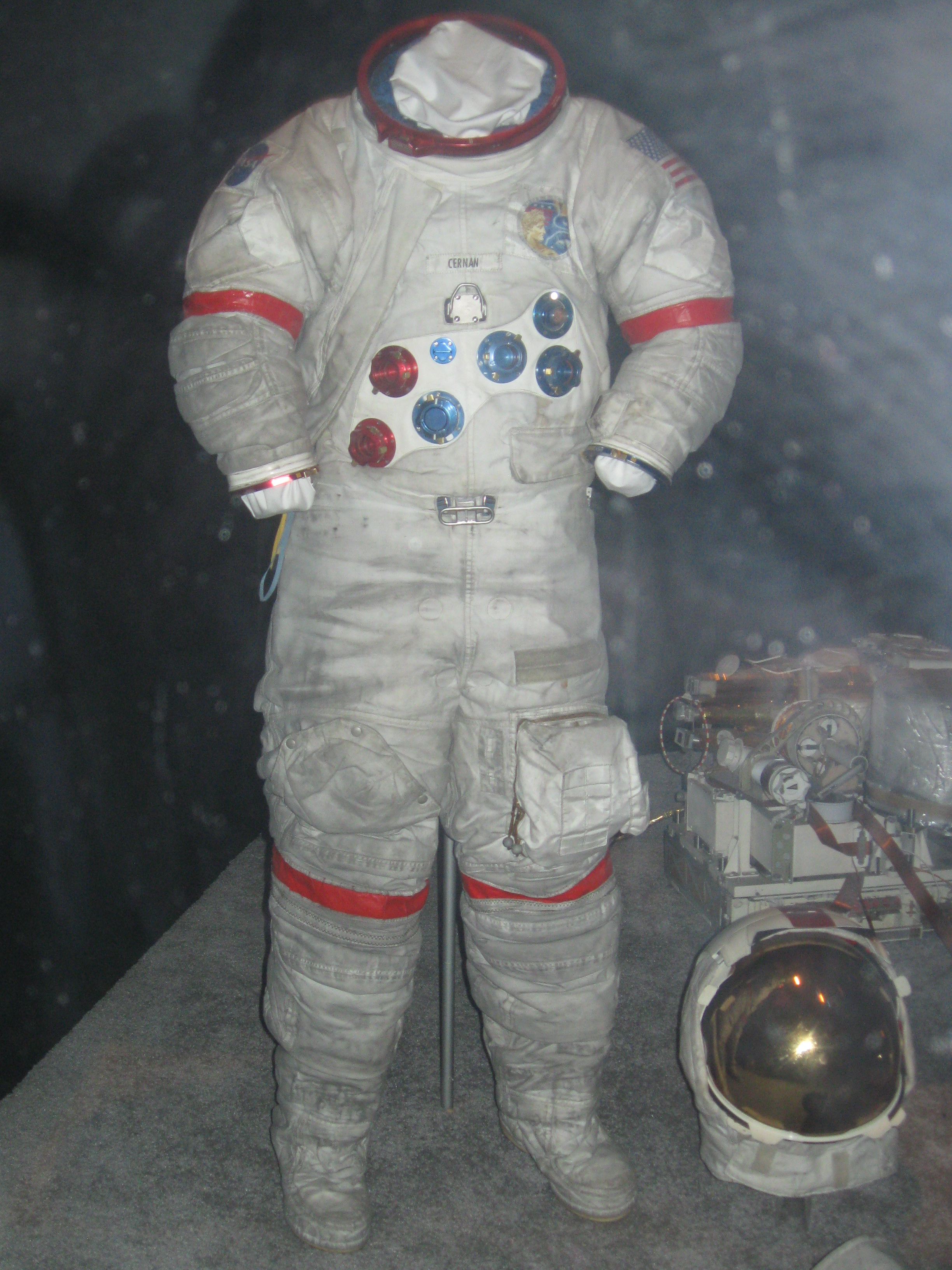
La combinaison de Cernan
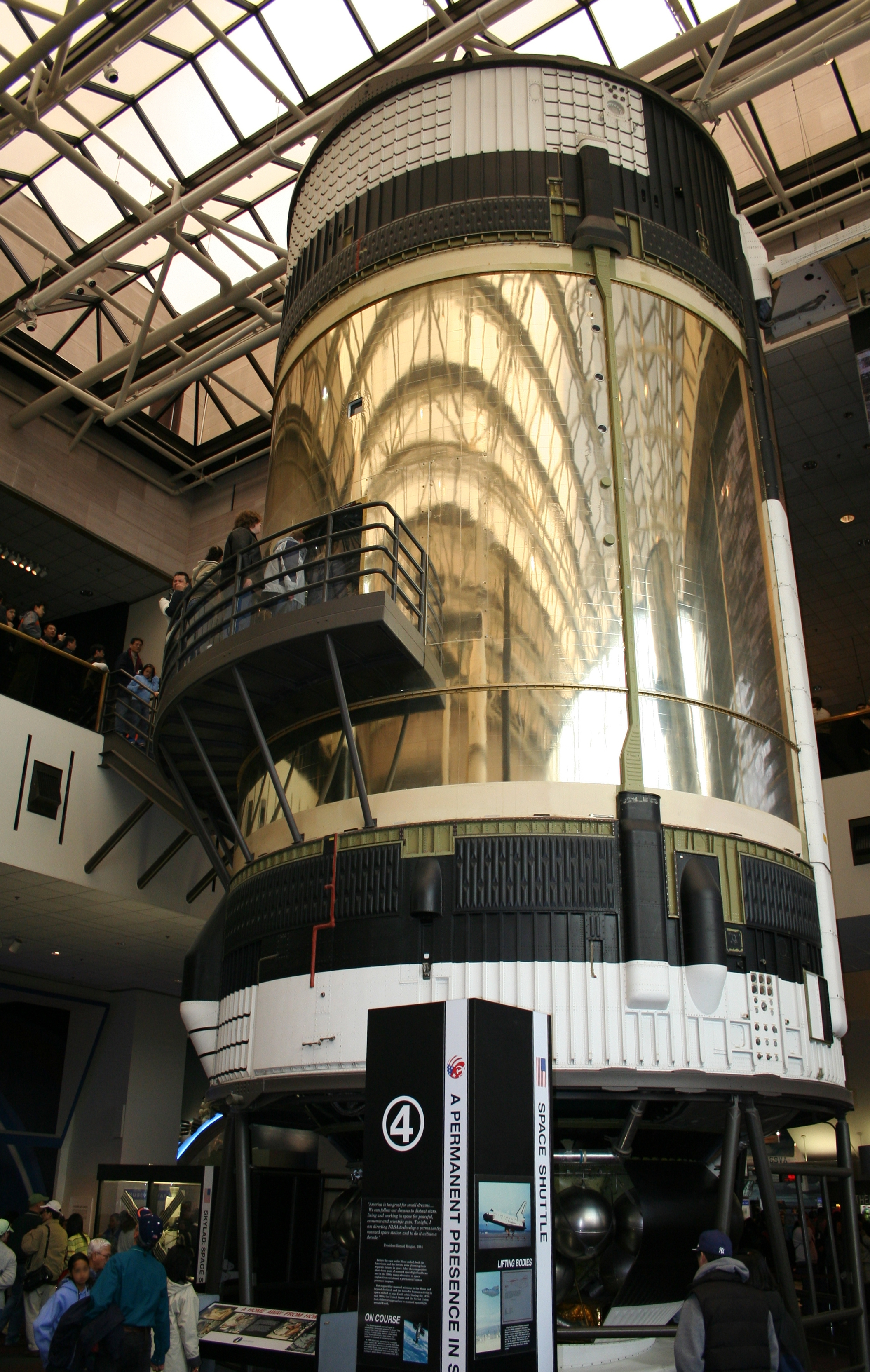
Skylab B
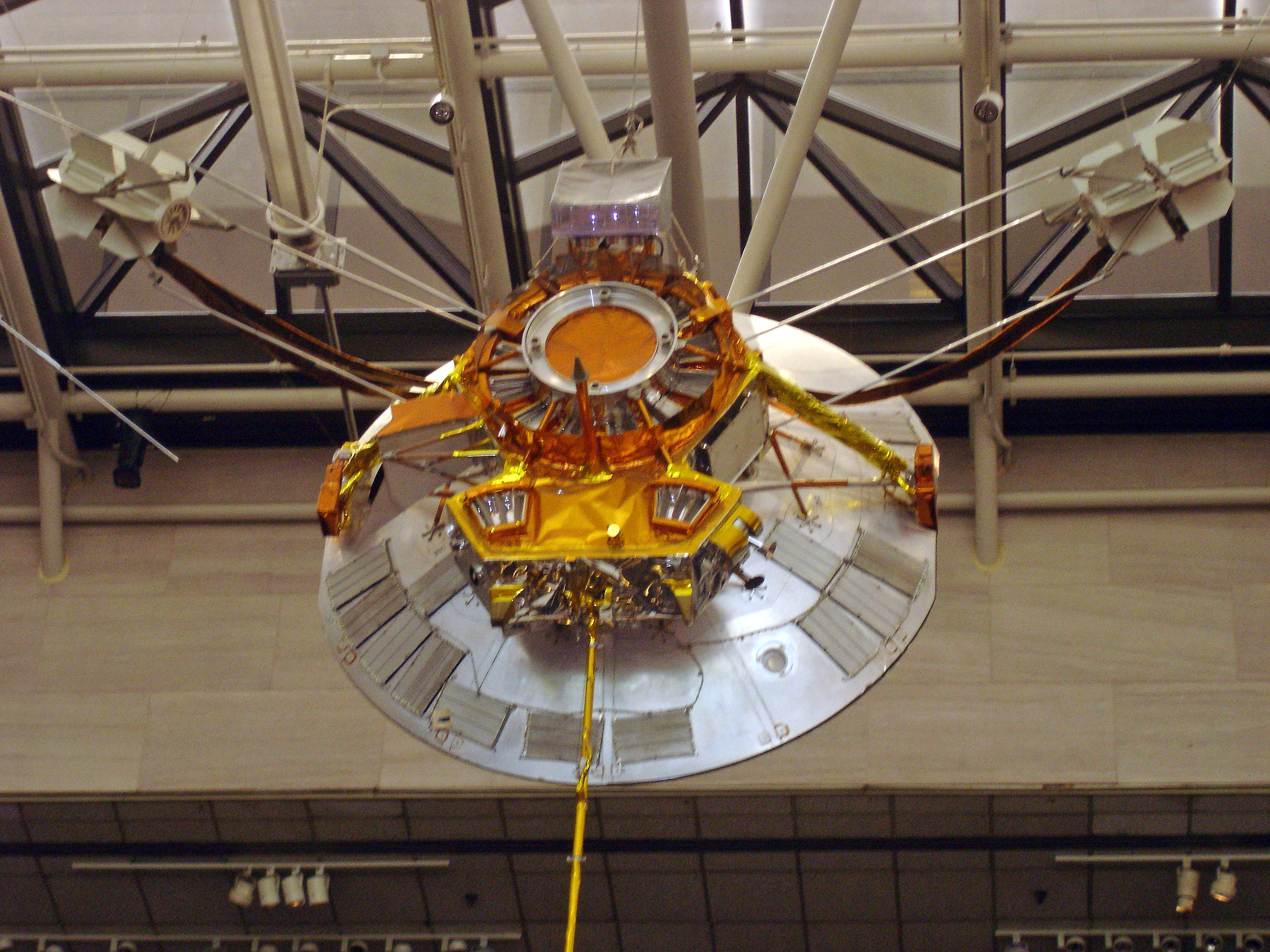
La sonde interplanétaire Pioneer
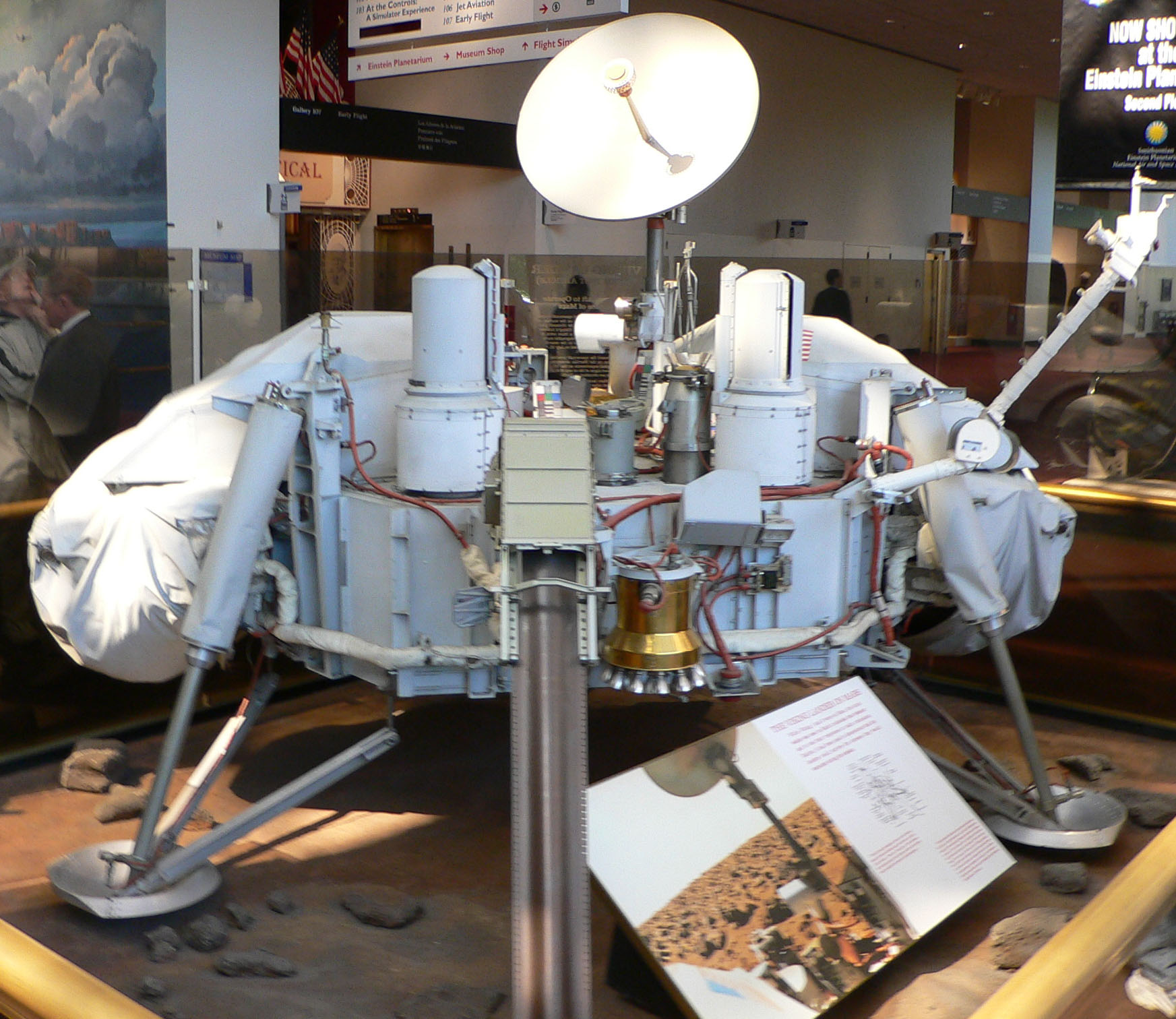
Viking, premier engin sur Mars
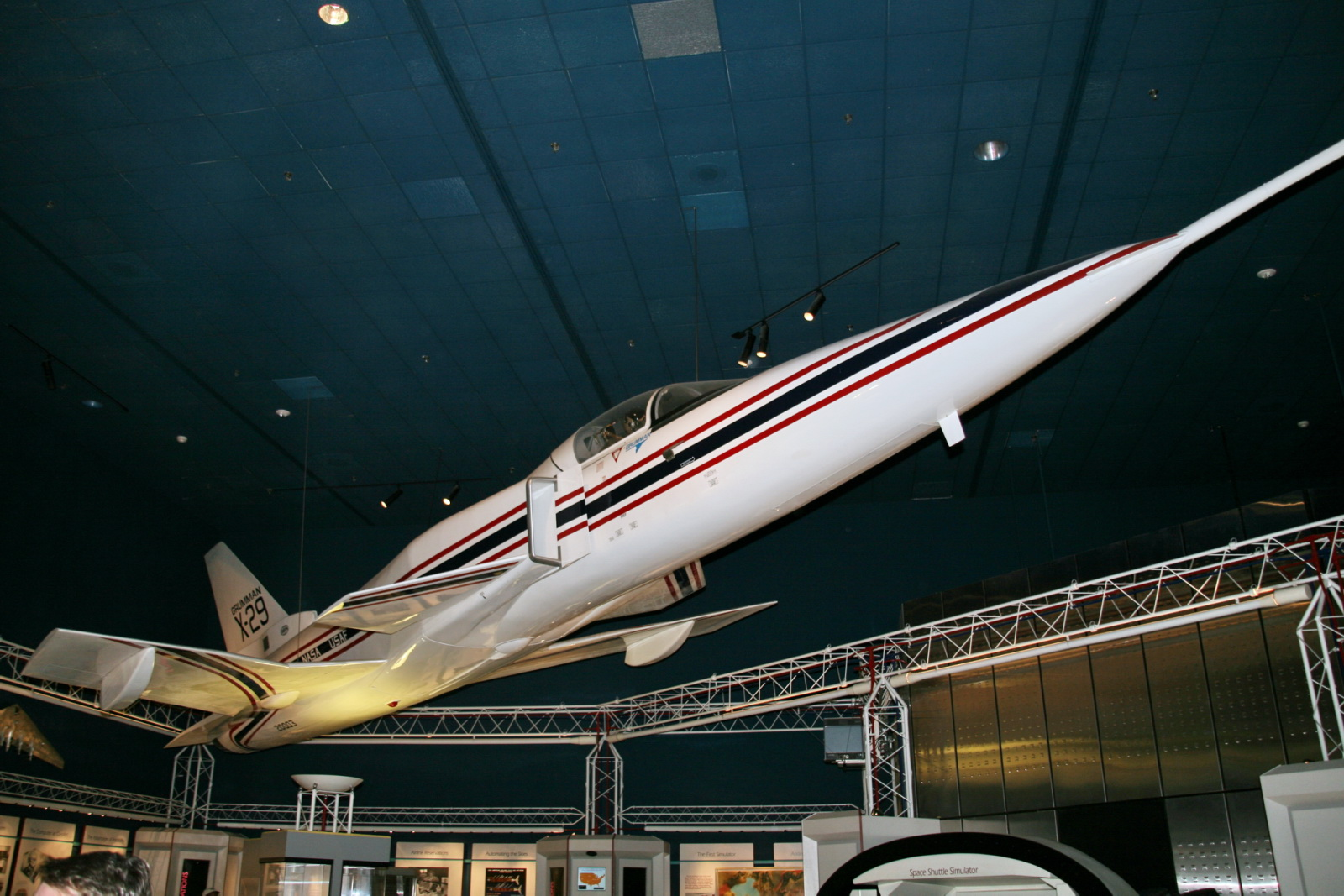
Le X-29, à voilure en flèche inversée
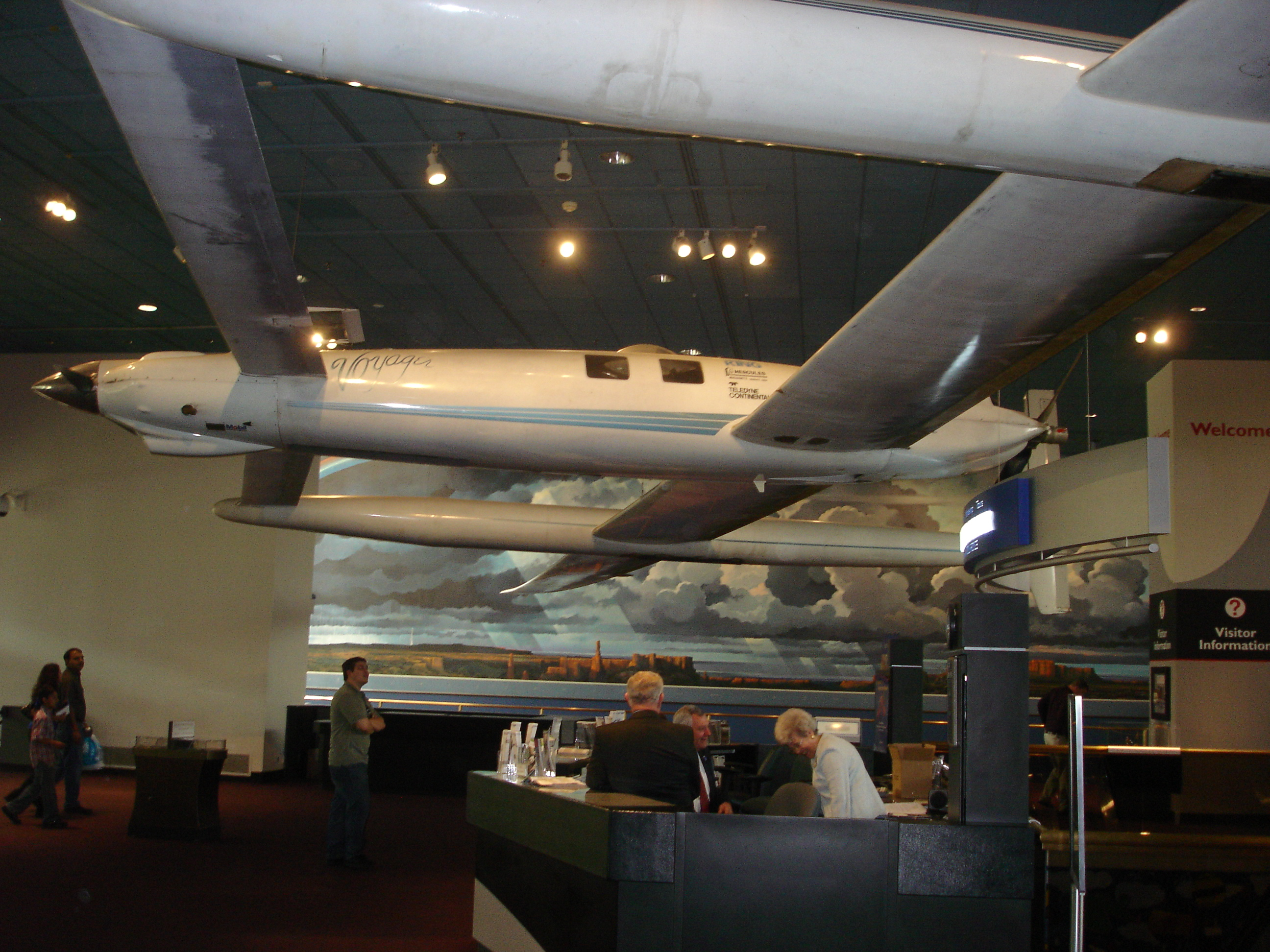
L'avion Voyager, de Burt Rutan
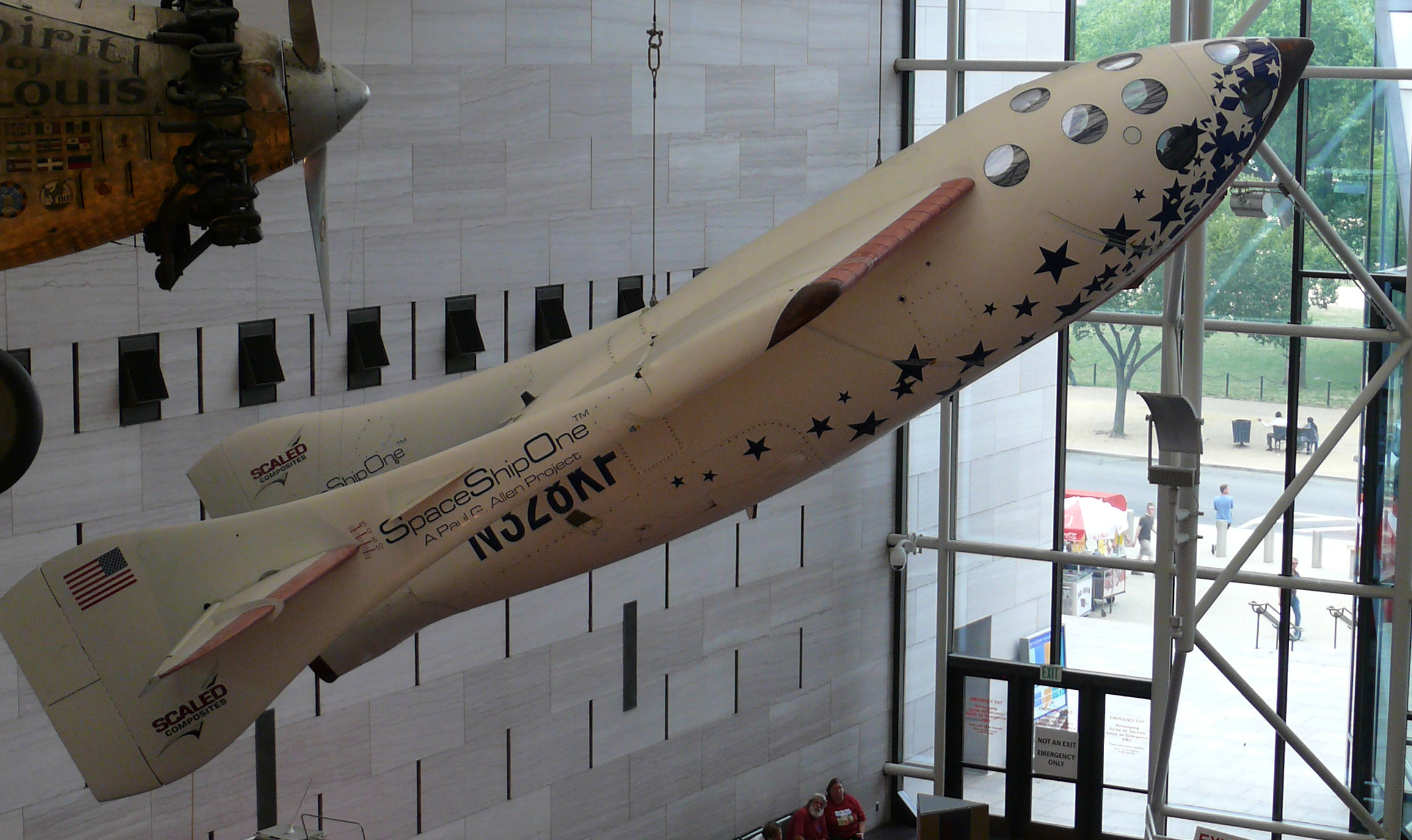
Le Spaceship one

### Annexe du musée

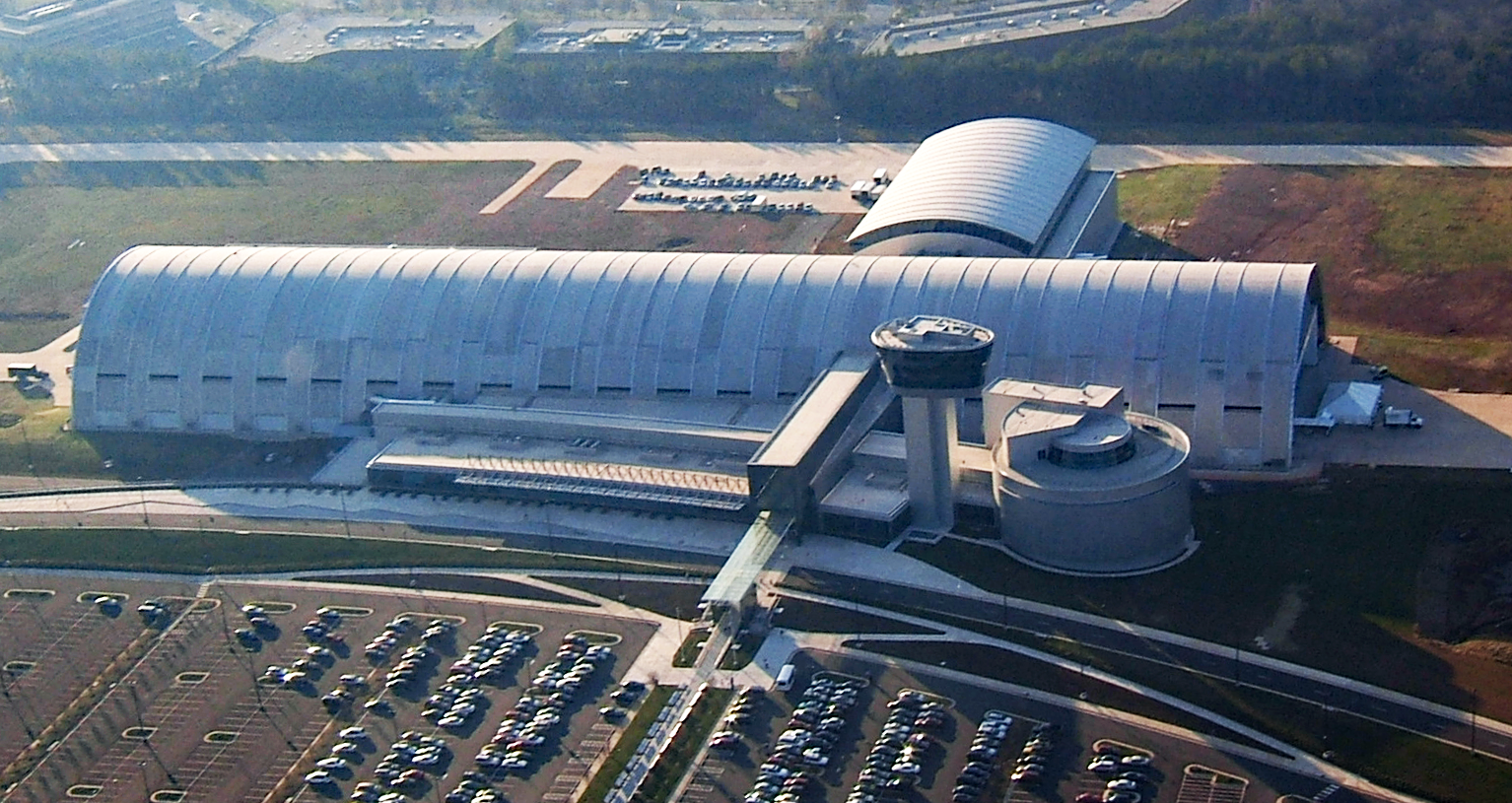
L'annexe du musée, à Chantilly, située près de l'aéroport Dulles, à 40 km du centre de Washington.

Située en Virginie à l'écart de Washington, et de dimensions plus importantes que le site principal, l'annexe du musée présente quelques engins ayant fait date dans l'histoire mais a surtout vocation à accueillir des appareils particulièrement volumineux. Comme sur le site du Mall, différentes périodes sont représentées.

#### L'entre-deux-guerres
La décennie 1930 voit le développement exponentiel de l'avion biplace privé aux États-Unis.
Les pièces les plus renommées de cette époque sont :
- Le Lockheed Vega type 5C, baptisé « Winnie Mae », à bord duquel Wiley Post effectua deux tours du monde en huit jours (record) : le premier en 1931 en duo ; le second en 1933 en solo, utilisant le pilote automatique et la boussole en lieu et place du navigateur, devenant ainsi le premier homme à accomplir cet exploit.
- Un Piper J-3 Cub, appareil fabriqué de 1938 à 1947 en plus de 20 000 exemplaires, chiffre record, et considéré comme une icône de l'aviation américaine.

On peut également découvrir :
- Le Bücker Bü 133C, appareil monoplace allemand connu pour avoir concouru aux Jeux Olympiques de Berlin, lors du seul concours de voltige de l'histoire comme discipline olympique.

#### La Seconde Guerre mondiale

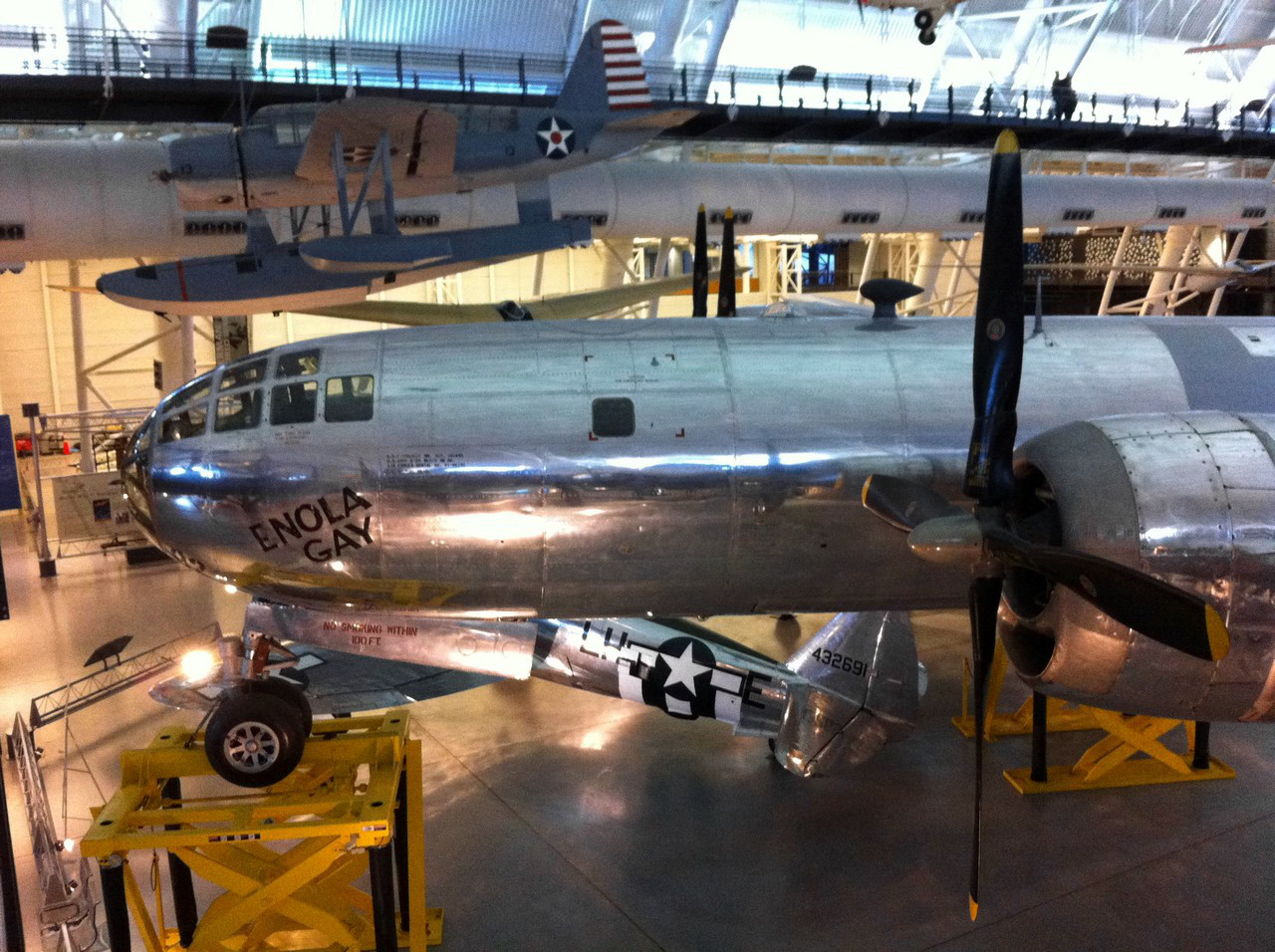
Le B-29 Enola Gay.

L'une des spécificités de l'aviation militaire américaine était de disposer, dès 1938, d'un bombardier aux capacités surdimensionnées, le B-17, la célèbre « forteresse volante » construite par Boeing en près de 13 000 exemplaires et capable chacune de larguer une tonne de bombes.
Le modèle suivant était le B-29, construit en près de 4 000 exemplaires à partir de 1940 et qui fut utilisé pendant vingt ans. L'exemplaire le plus célèbre de ce nouveau modèle est celui qui, le 6 août 1945, pour la première fois, largua une bombe atomique sur une ville, celle d'Hiroshima au Japon, causant ainsi environ 250 000 morts :
- L'Enola Gay.

Deux chasseurs ayant connu une grande renommée aux États-Unis, tous deux mis en service en 1942 :
- Le Republic P-47 Thunderbolt, l'un des avions les plus produits de tous les temps avec plus de 15 000 exemplaires construits ;
- Le Chance Vought F4U Corsair, célèbre pour sa silhouette trapue et son aile en W (aile en mouette inversée).

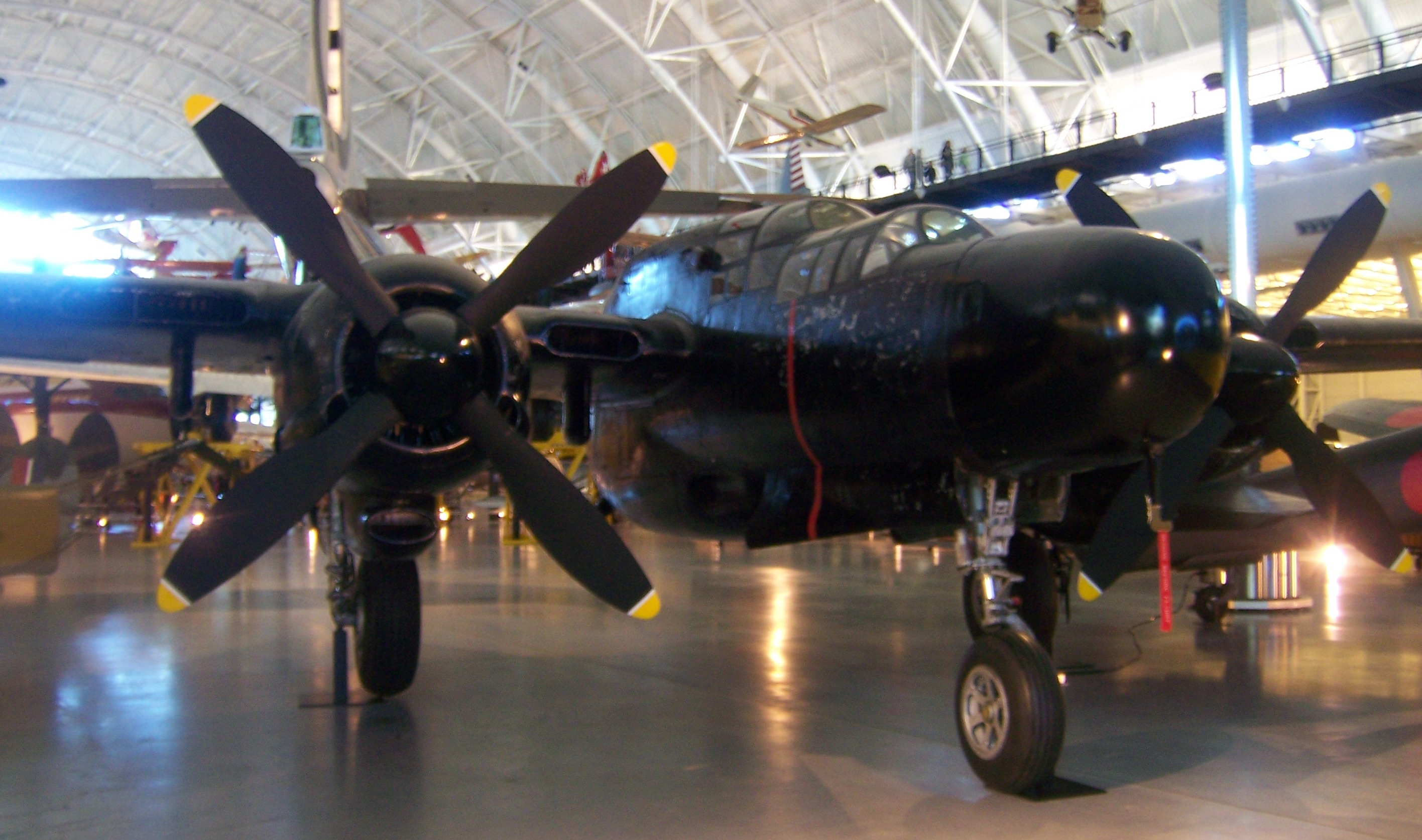
Le Northrop P-61C Black Widow.

La suprématie américaine a tenu essentiellement aux innovations technologiques. Particulièrement caractéristiques de l'époque :
- Le Lockheed P-38 Lightning (1939), conçu à partir de 1935, quand la menace que faisait peser l'Allemagne nazie sur l'Europe se faisait plus pressante et célèbre pour sa morphologie bipoutre ;
- Le Northrop P-61 Black Widow (1944), également un bipoutre, premier chasseur de nuit équipé d'un radar.

Le musée présente également quelques avions étrangers :
- deux chasseurs japonais :
  - Un Kawasaki Ki-45 (premier vol en 1941)
  - Un Kawanishi N1K1-J (premier vol en 1944) ;

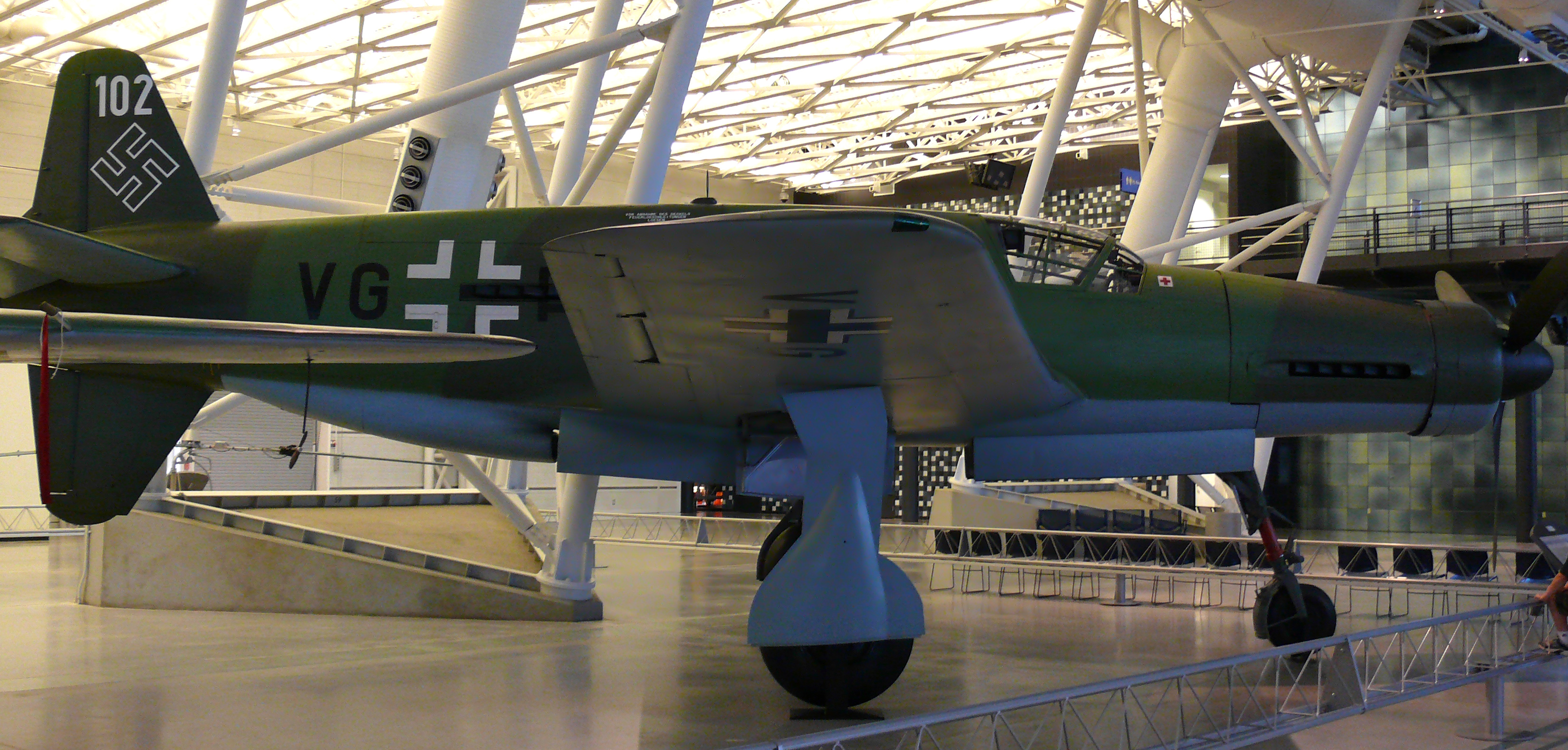
Un Dornier Do 335.

- deux avions allemands ayant été récupérés en 1945 lors de l'Operation Lusty (« Lusty » pour « LUftwaffe Secret TechnologY ») :
  - Un Dornier Do 335 (avion de chasse) ;
  - Un Arado Ar 234 (bombardier) ;
- deux chasseurs soviétiques :
  - Un Mig-15 (premier vol en 1947) ;
  - Un Mig-21 (premier vol en 1955), l'avion de combat supersonique le plus produit au monde (près de 14 000 exemplaires).

Sont également exposées les toutes premières ailes volantes :
- Le Horten H.IV (en) (Allemagne), expérimenté entre décembre 1940 et décembre 1941 ;
- Le Northrop N-1M (États-Unis), qui a effectué son premier vol en 1941 mais a été retiré quatre ans plus tard.

#### L'aviation commerciale

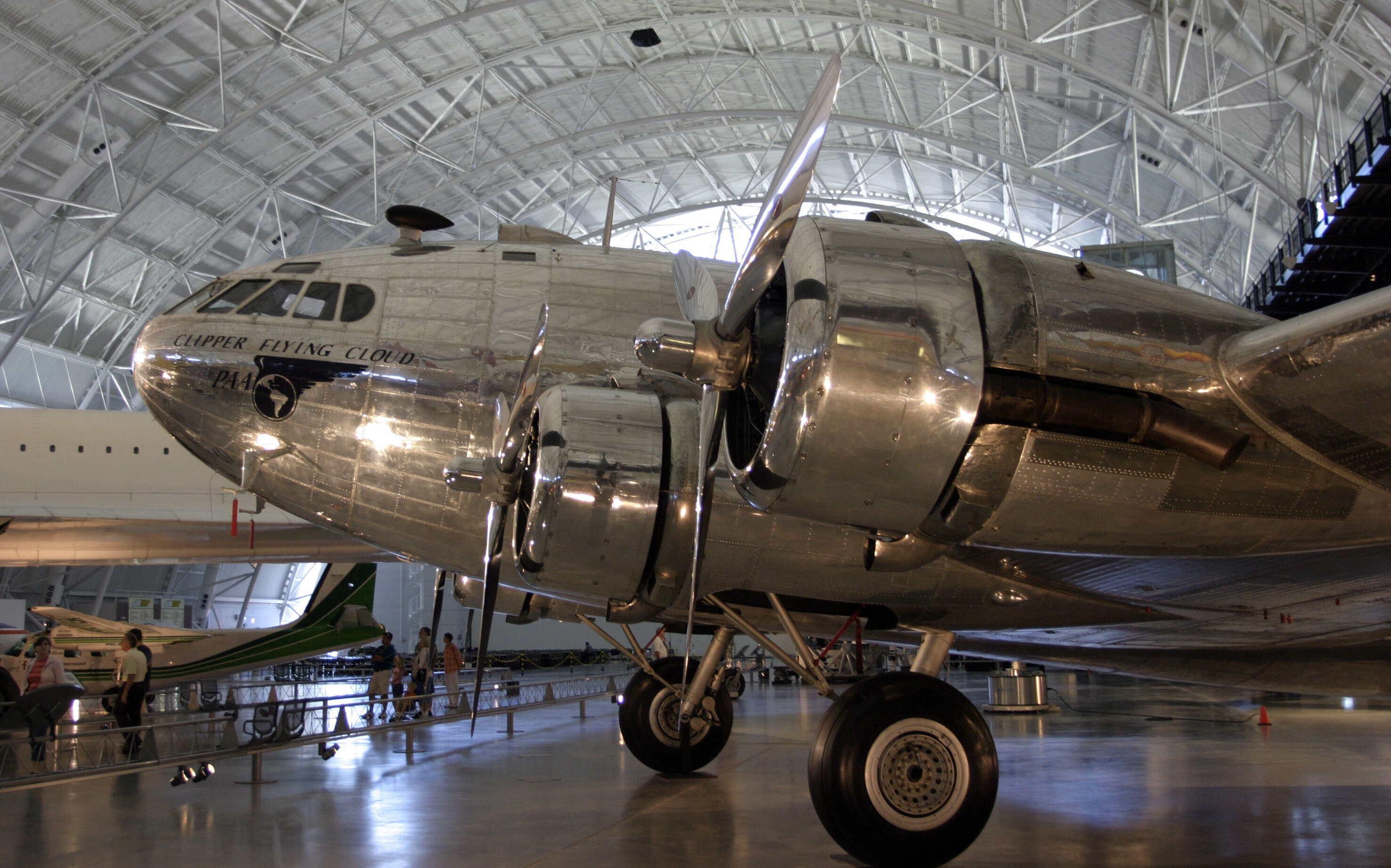
Un B-307 Stratoliner.

Pendant la Guerre, les constructeurs américains ont recyclé dans le domaine de l'aviation commerciale les avancées techniques opérées au titre de l'effort de guerre. Boeing et Lockheed, notamment, ont repris les chaînes de production de leurs bombardiers pour lancer des appareils commerciaux aux dimensions et aux performances alors inédites. En premier lieu :
- Le Boeing 307 Stratoliner, conçu pour 33 passagers, qui a effectué son premier vol dès 1938 et qui est devenu en 1940 le premier avion commercial pressurisé du monde; bien que dix exemplaires seulement ont été construits, le dernier a été utilisé jusqu'en 1975 ;
- Le Lockheed Constellation, conçu pour 40 passagers, et très reconnaissable à sa triple dérive ; utilisé en 1943, il fut construit en 856 exemplaires jusqu'en 1958. Mais, bien que très populaire, il fut frappé d'obsolescence par les avions à réaction.

#### L'après-guerre
Dès la fin de la Seconde Guerre mondiale, Américains et Soviétiques s'engagent dans un bras de fer idéologique ("Guerre froide") qui les conduit à s'affronter par pays interposés, notamment en Corée. De nouveaux appareils naissent, dont :
- Un North American F-86 Sabre, premier avion de chasse à réaction et ailes en flèches construit aux États-Unis; mis en service en 1949, il est devenu célèbre du fait qu'il était le seul à pouvoir affronter le MiG-15 soviétique ;
- Un Grumman A-6 Intruder, appareil mis en service en 1963 et largement utilisé durant la Guerre du Viet-Nam.

Le renouveau économique qui marque la période dite des Trente glorieuses se traduit entre autres par la création et la remise en fonctionnement de nombreuses lignes aériennes et d'avions de lignes sans cesse plus performants.

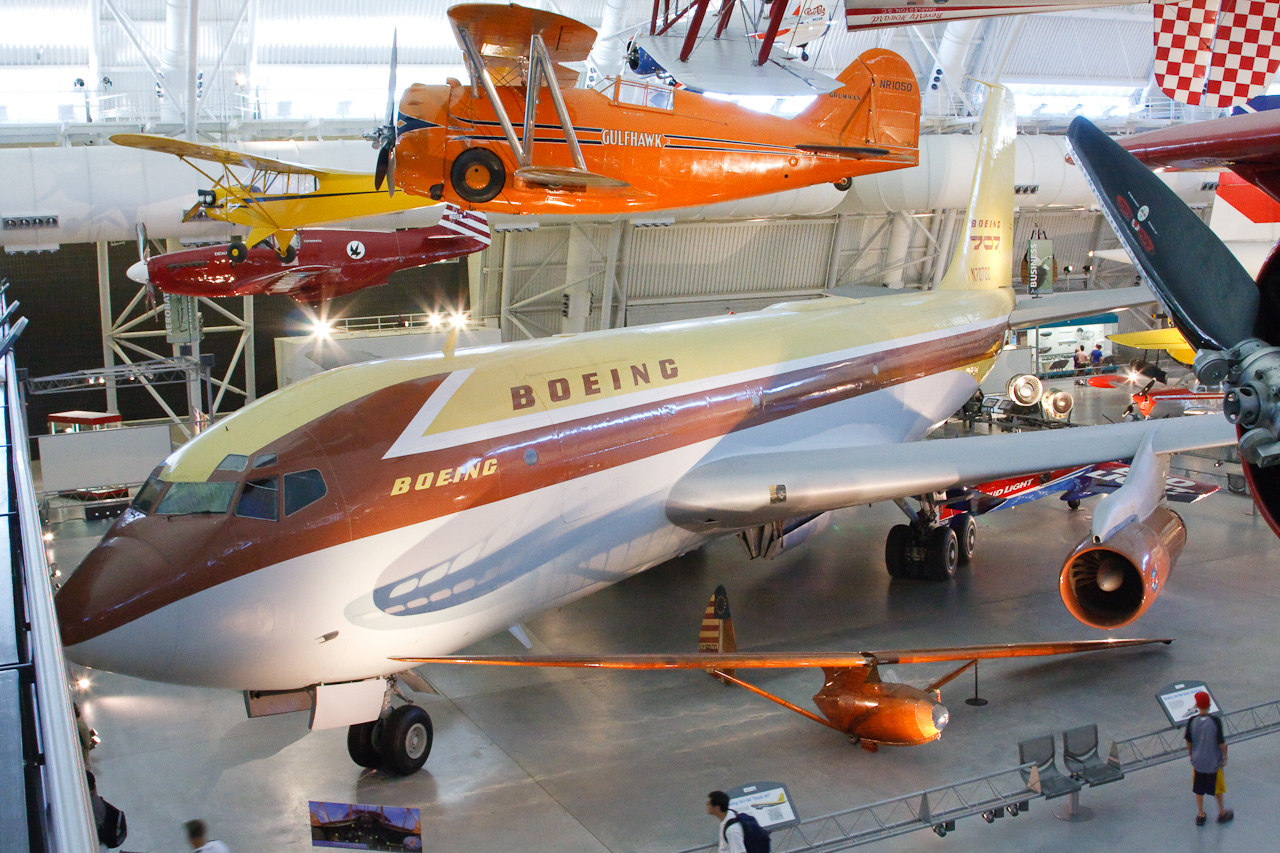
Le Boeing 367-80.

En 1952, et de fabrication anglaise, le De Havilland Comet (non exposé ici) est le tout premier avion de ligne à réaction. Le coût de la place au kilomètre a chuté de 30 %, ce qui permet de démocratiser le voyage aérien, tandis que les vitesses de vol s'élèvent de 450 à 800 km/h. Le Douglas DC-8 (commercialisé en 1959) connait également un grand succès.
De cette importante période de mutation est simplement exposé au musée :
- Un Boeing 367-80, prototype du Boeing 707, avion qui a été construit à plus de mille exemplaires entre 1958 et 1979 et qui, selon les versions, offrait une capacité de 140 à 189 passagers et une autonomie entre 4 630 et 10 650 km. Le modèle exposé a volé en 1954.

Par ailleurs, alors que les premiers hélicoptères ont été expérimentés au début des années 1920 et que leur usage s'est développé à la fin des années 1930, la collection du musée en rassemble assez peu. On recense cependant :
- Un Sikorsky H-34, utilisé de 1954 à 1973, réputé pour sa robustesse et capable de transporter seize soldats ;
- Un Sikorsky HH-52A Seaguard (ou S-62) mis en service en 1961 et connu pour avoir récupéré les astronautes des premières missions spatiales américaines dans l'océan ;

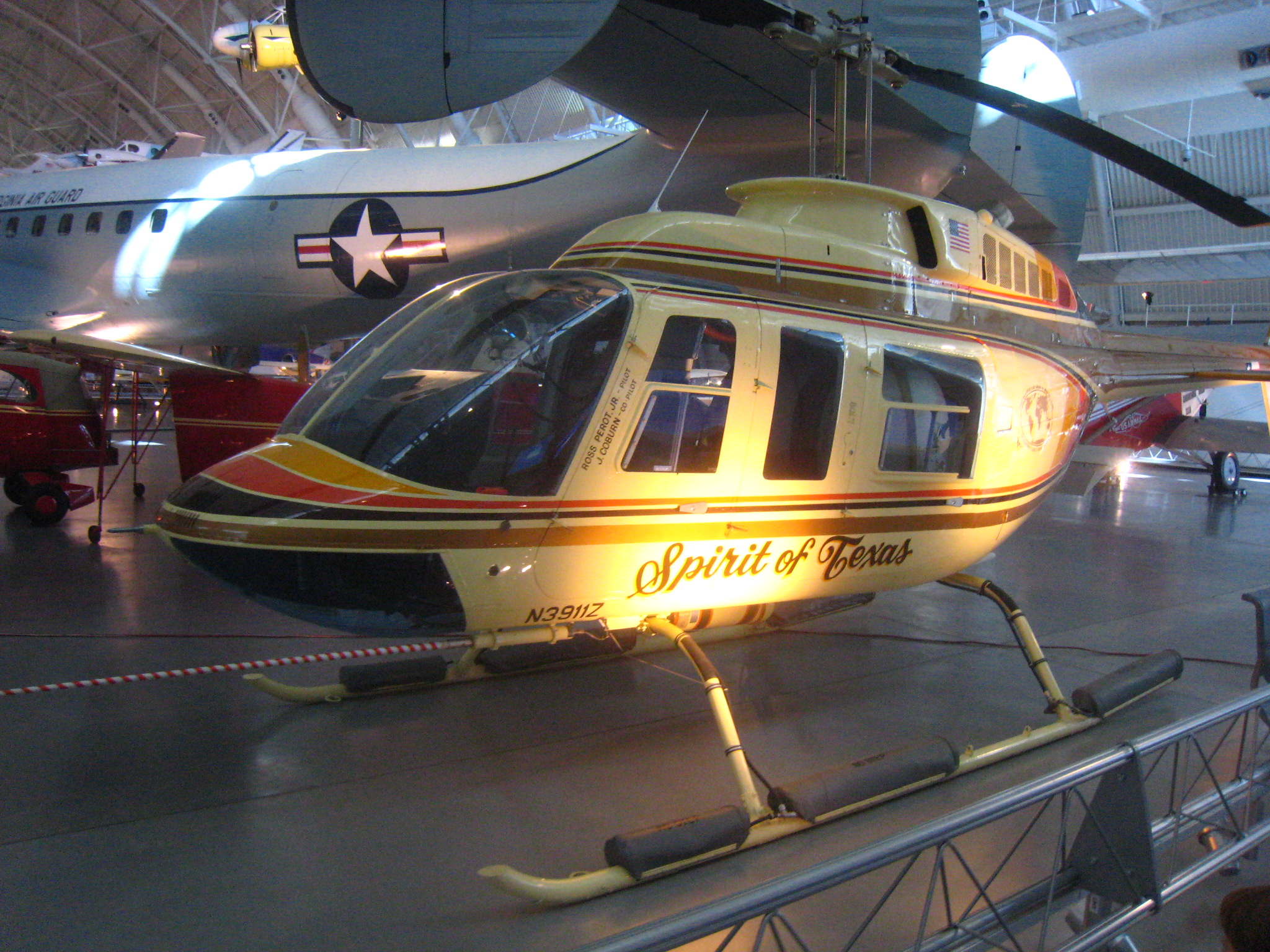
Le Spirit of Texas.

- Le Spirit of Texas (en), un Bell 206 LongRanger I à bord duquel deux pilotes établirent en 1982 le premier vol d'un hélicoptère autour du monde (en 29 jours).

#### Les supersoniques militaires
Après que Chuck Yeager ait franchi pour la première fois le mur du son à bord du X-1, en 1947, et alors que se développait le climat de rivalité entre les États-Unis et l'URSS, ces deux pays (puis ceux qui leur étaient alignés) se sont équipés en avions supersoniques. Construit en 1955, l'U-2 américain (présenté dans le site principal du musée) est l'un des plus célèbres.
Plusieurs bombardiers sont ici exposés dont :
- Le North American F-100 Super Sabre (premier vol en mai 1953), connu pour sa verrière en forme de bulle et, juste au-dessus, son unique turboréacteur ;
- Le Republic F-105 Thunderchief (premier vol en octobre 1955), capable d'atteindre la vitesse de mach 2 ;

qui font partie de la première génération de chasseurs supersoniques américains, connue sous le nom de « Century Series Fighters
- Le McDonnell Douglas F-4 Phantom II (premier vol en mai 1958, capable d'atteindre mach 2; acquiert sa réputation au Vietnam; près de 5 200 exemplaires construits jusqu'en 1981).

Tous trois ont été employés lors de la guerre du Viêt Nam.

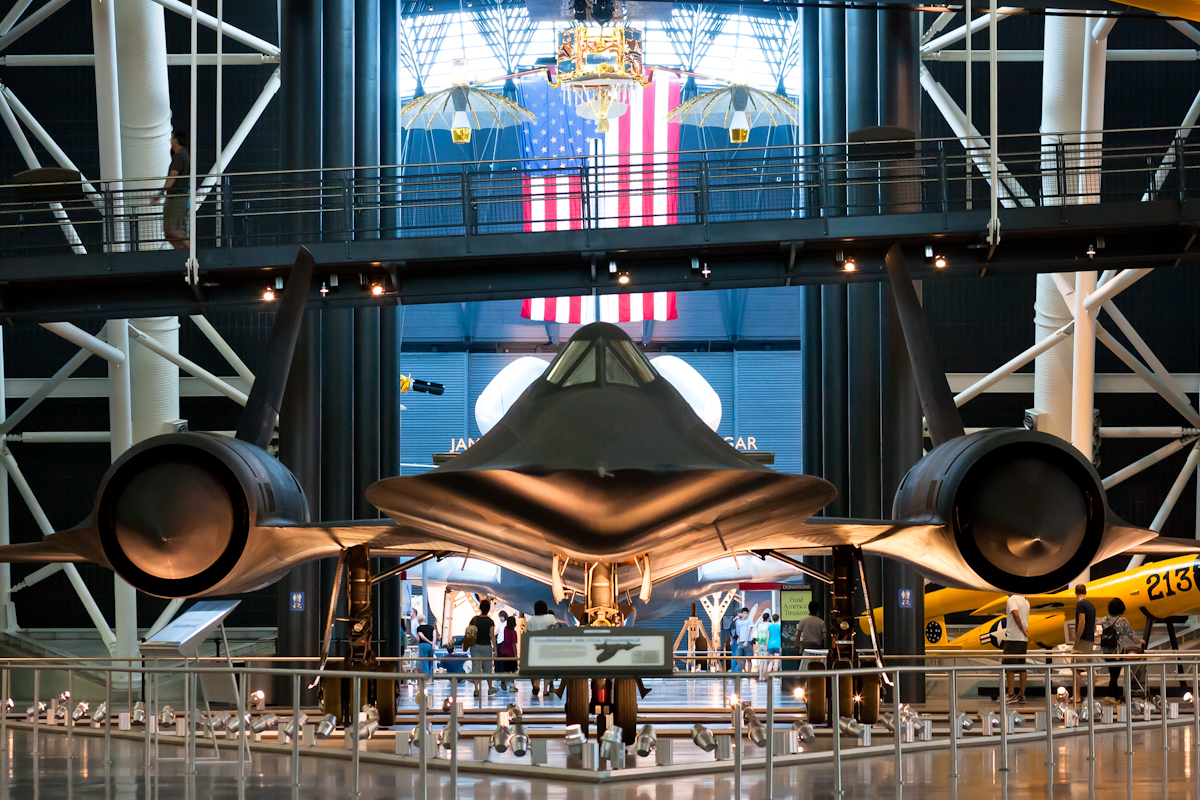
Le SR-71 Blackbird.

On peut également découvrir un exemplaire d'un avion aux capacités longtemps inégalées :
- Le SR-71 Blackbird, appareil de reconnaissance en haute altitude (ou « avion-espion ») qui effectua son premier vol en 1964 et fut utilisé entre 1968 et 1990. Pouvant voler jusqu'à 26 000 mètres (comme le U-2, pour échapper aux missiles anti-aériens russes), sa voilure le rendait indétectable par les radars. Le 27 juillet 1976, il établit un record simultané d'altitude et de vitesse en atteignant 3 529,56 km/h à 25 929 mètres[32]. Le développement des satellites d'observation militaires, aux images de plus en plus précises, l'a toutefois rendu obsolète.

Parmi les avions plus récents :
- Le Grumman F-14 Tomcat (premier vol en 1974), dont la particularité est de posséder des ailes à géométrie variable; il a été rendu célèbre par le film Top Gun;
- Le Lockheed Martin X-35B (premier vol en 2009), à décollage et atterrissage courts.

#### Les supersoniques commerciaux

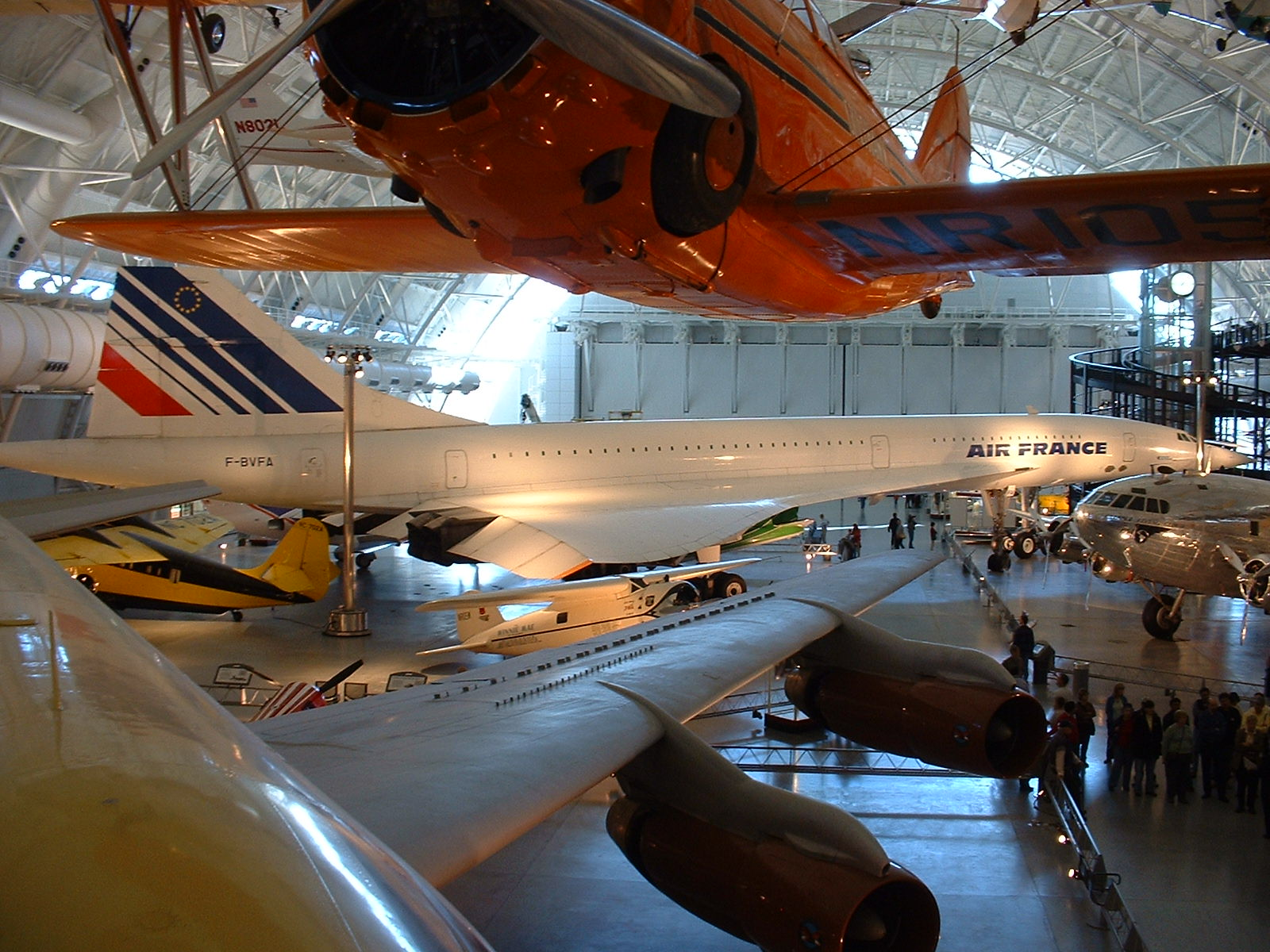
Le Concorde.

Pour des raisons de coûts, les avions supersoniques militaires n'ont connu que deux équivalents dans le secteur de l'aviation civile : le soviétique Tupolev Tu-144 (premier vol en 1968 ; commercialisé jusqu'en 1978) et le franco-britannique Concorde (premier vol en 1969, commercialisé jusqu'en 2003). Est ici exposé :
- Un exemplaire du Concorde : le F-BVFA (205) d'Air France, qui a volé entre 1976 et 2003.

À la suite d'un tragique accident survenu à Paris lors de la phase de décollage, il fut mis un terme à son exploitation commerciale.

#### Le secteur spatial
Deux pièces des années 1960 sont exposées :
- Une cabine Mercury, qui aurait été mise sur orbite fin 1963, pilotée par Shepard et baptisée Freedom 7-II. Elle n'a jamais été utilisée car, après le vol MA-9 (réalisé au mois de mai par Cooper), les Américains ont jugé préférable de clore le programme Mercury, tous ses objectifs ayant été atteints.
- La cabine Gemini 7, à bord de laquelle les Américains Borman et Lovell établirent en décembre 1965 le record de durée d'un vol spatial (14 jours), en vue de préparer aux vols lunaires.

La pièce majeure exposée au musée est la navette spatiale. Pour faire suite aux cabines spatiales, coûteuses car non réutilisables, les Américains décidèrent en 1972 de construire un engin combinant les qualités de vaisseau spatial et de planeur : la navette. Cinq exemplaires fut construits et volèrent de 1981 à 2011. Les deux premiers, Columbia et Challenger, ayant été accidentellement détruits en missions, c'est la troisième navette qui est ici exposée :

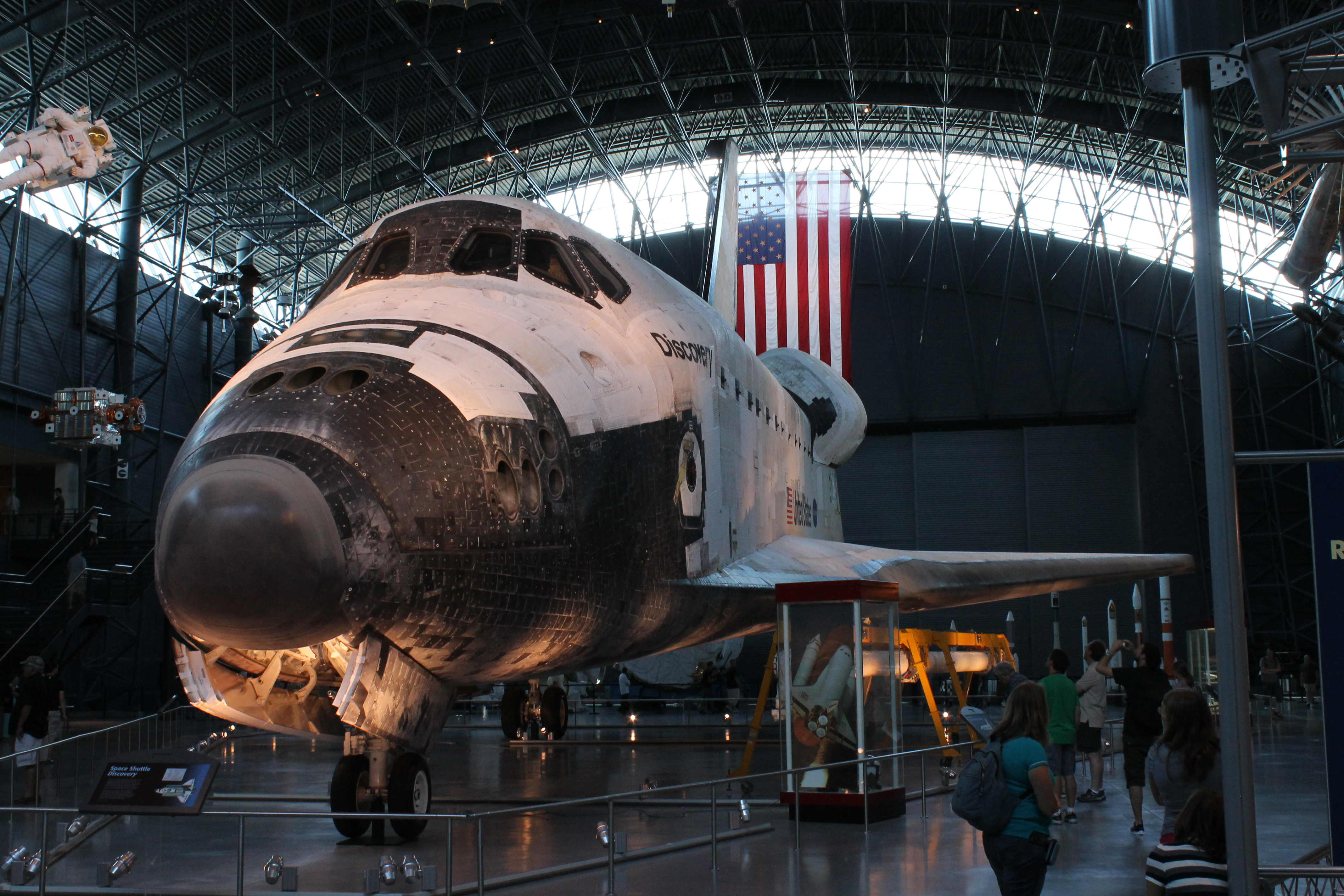
La navette Discovery.

- Discovery, dont la construction a commencé en 1979 et qui a effectué 39 vols dans l'espace (record jamais égalé) entre août 1984 et mars 2011[33].

On doit entre autres à Discovery d'avoir mis sur orbite le télescope Hubble (vol STS-31, en 1990); d'avoir opéré un rendez-vous avec la station Mir, ce qui marquait la reprise de la collaboration entre Américains et Russes, vingt ans après le vol Apollo-Soyouz (vol STS-63, 1995); d'avoir envoyé John Glenn pour la deuxième fois dans l'espace, 37 ans après son vol Mercury et alors âgé de 77 ans (STS-95, 1998) et d'avoir été le premier vaisseau spatial commandé par une femme (Eileen Collins, STS-114, 2005). À douze reprises (de 1999 à 2011), elle s'est arrimée à la station spatiale internationale, pour contribuer à sa construction, l'approvisionner en vivres et renouveler ses équipages.

#### Autres
Les grandes premières ne sont pas exclusivement l'œuvre des grandes nations et des grands constructeurs. Profitant des avancées technologiques, notamment la réalisation de matériaux composites ultra-légers, des petites entreprises s'enhardissent et remportent différents challenges, dont le prix Kremer.
Différents engins insolites voient ainsi le jour, parmi lesquels on peut découvrir :
- Le Gossamer Albatross, le premier avion à propulsion musculaire sur lequel l'Américain Bryan Allen (en) a traversé la Manche en moins de trois heures, en 1979 ;
- Le Virgin Atlantic GlobalFlyer, conçu par l'ingénieur Burt Rutan (frère du pilote) et à bord duquel Steve Fossett effectua le tour du monde sans escale ni ravitaillement en moins de trois jours, en 2005, à une vitesse moyenne de 550 km/h.

En marge des collections, on peut visiter la Tour Donald D. Engen, qui offre un panorama à 360 degrés sur l'aéroport Dulles.

#### Galerie

Steven F. Udvar-Hazy Center
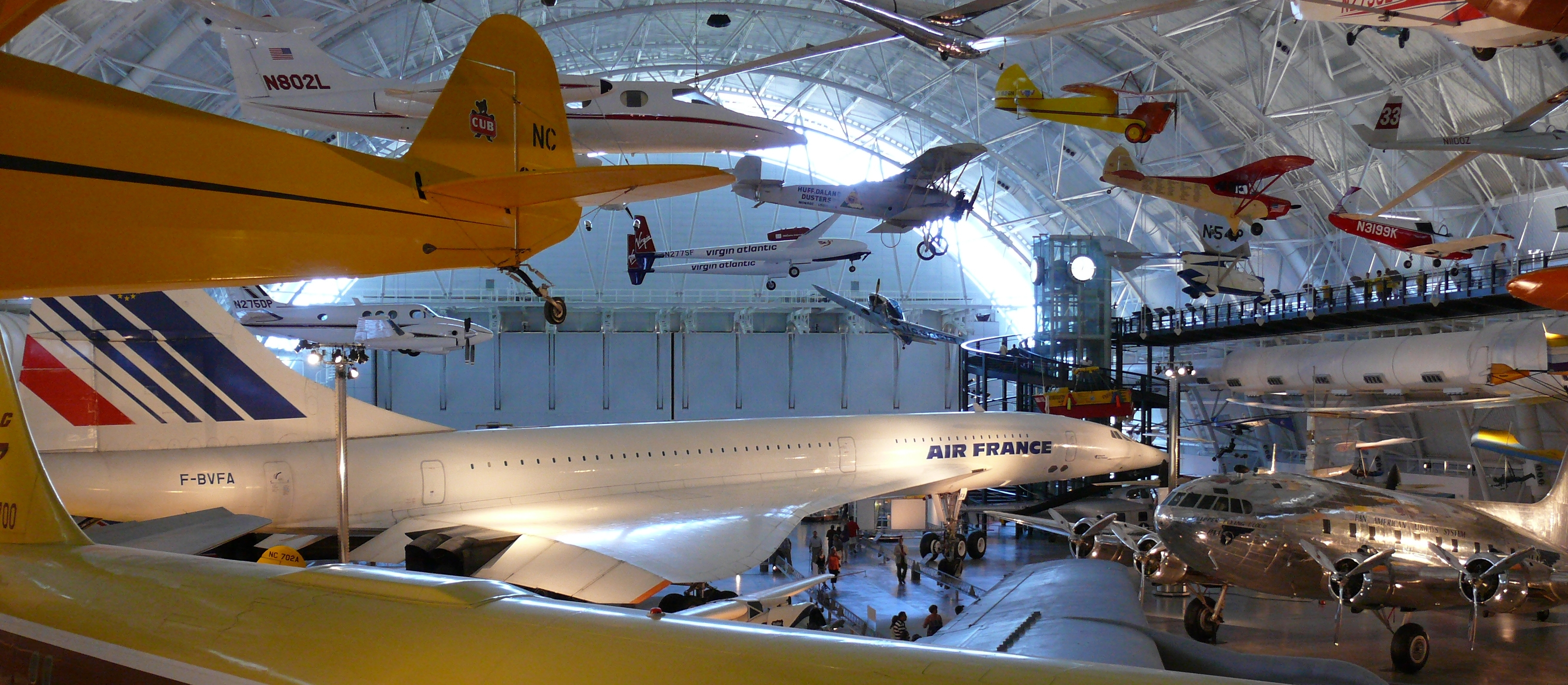
Un aperçu de l'intérieur (le Concorde est au premier plan)
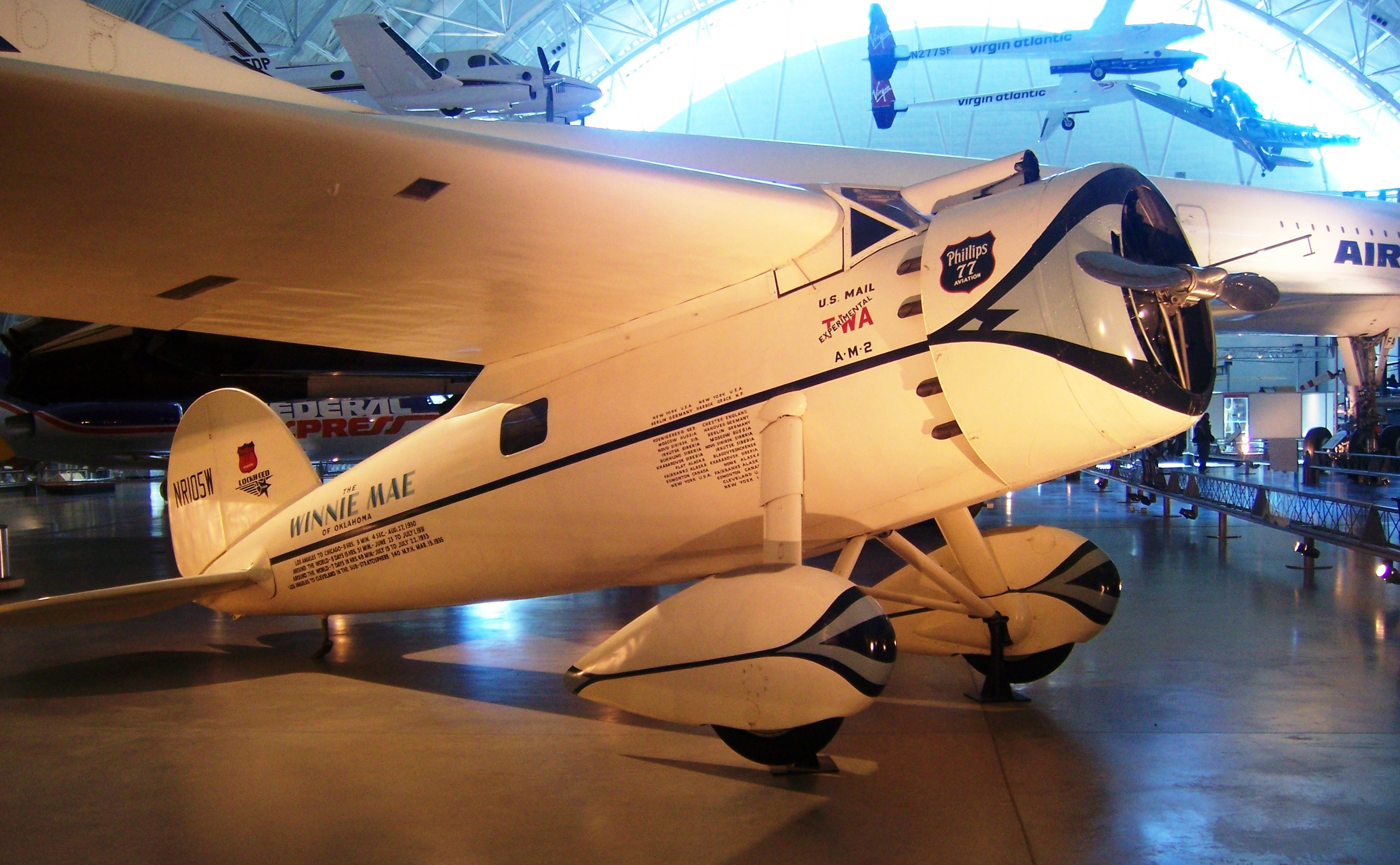
Le Vega de Wiley Post
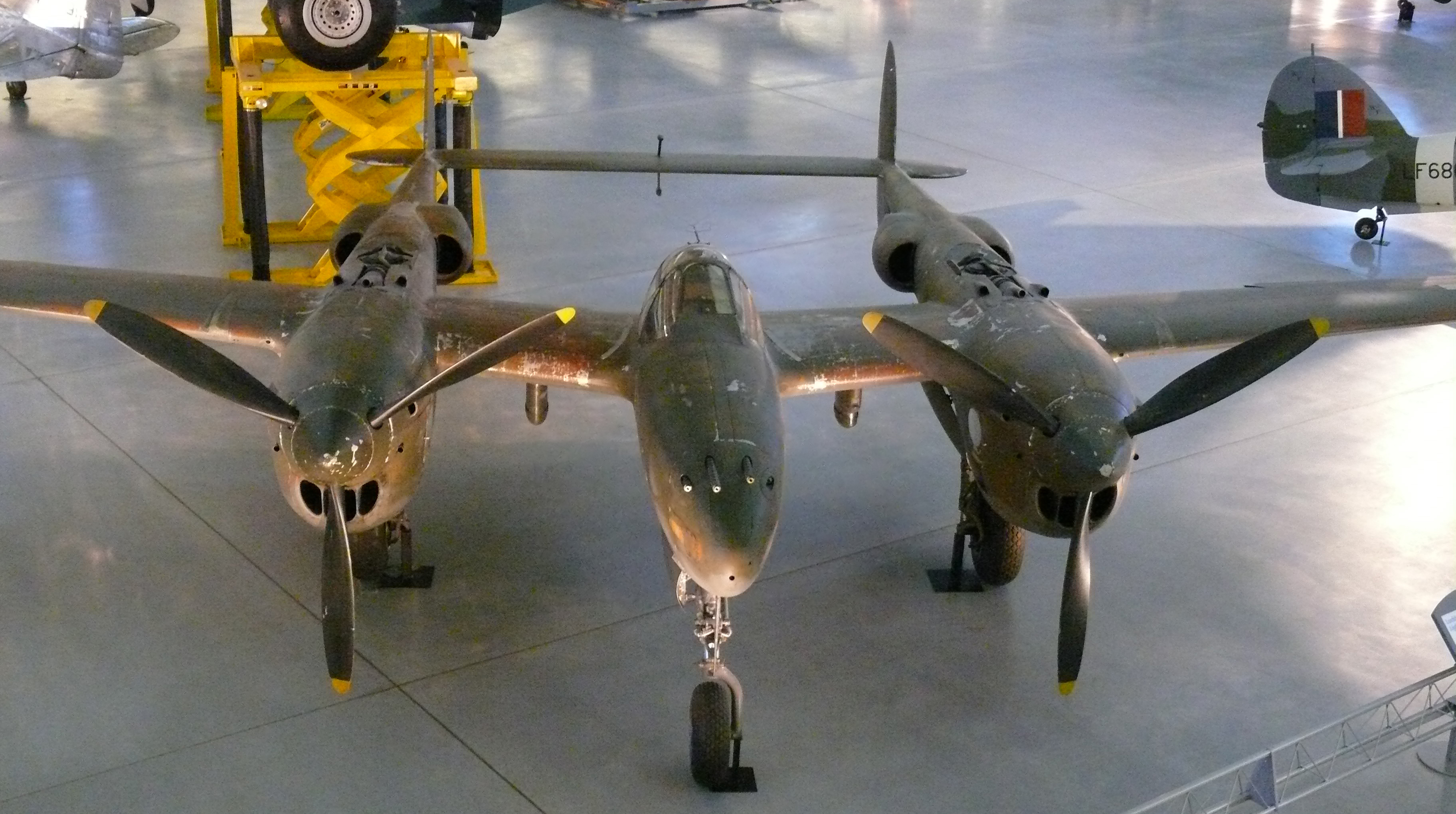
Un P-38 Lightning
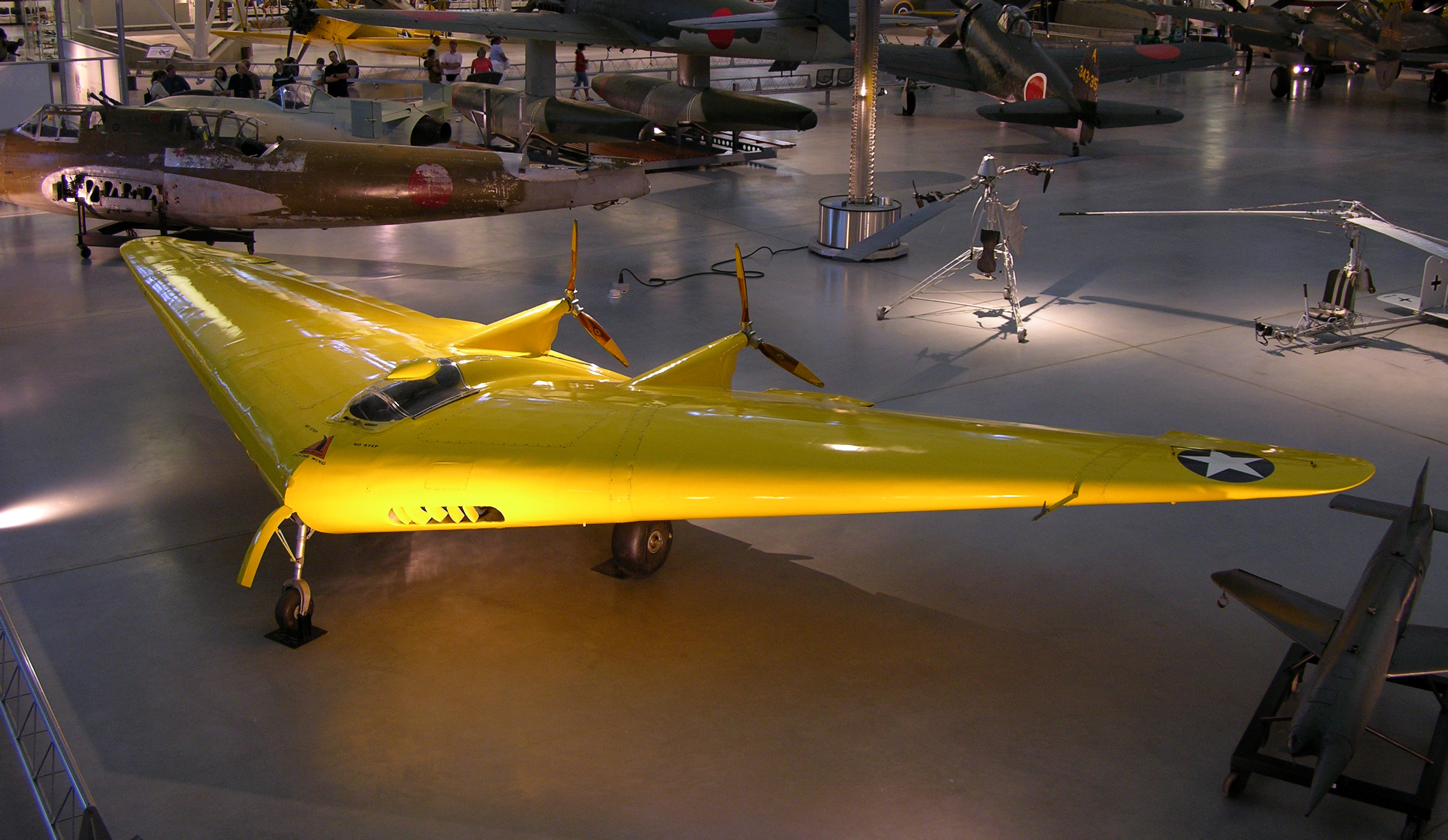
Une aile volante Northrop N-1M
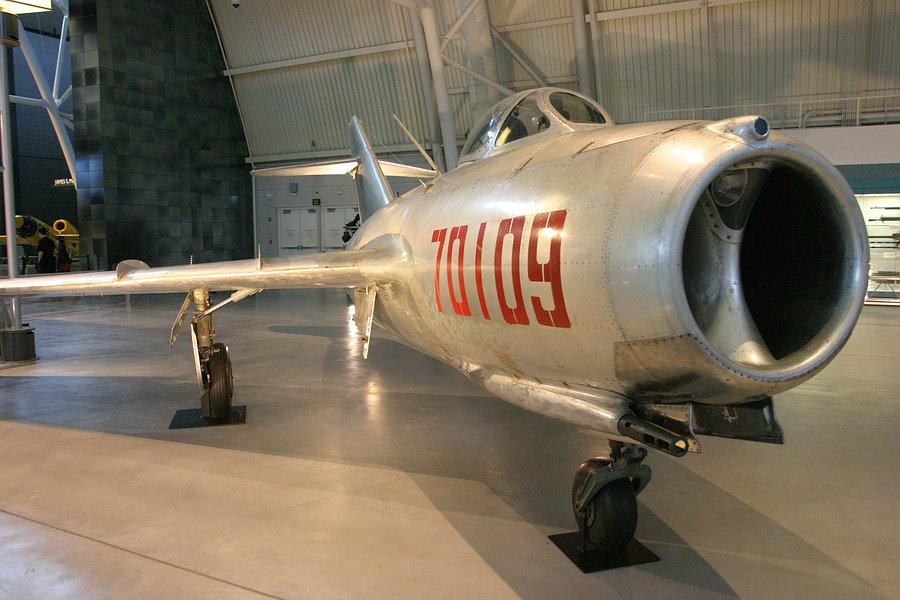
Un MiG-15
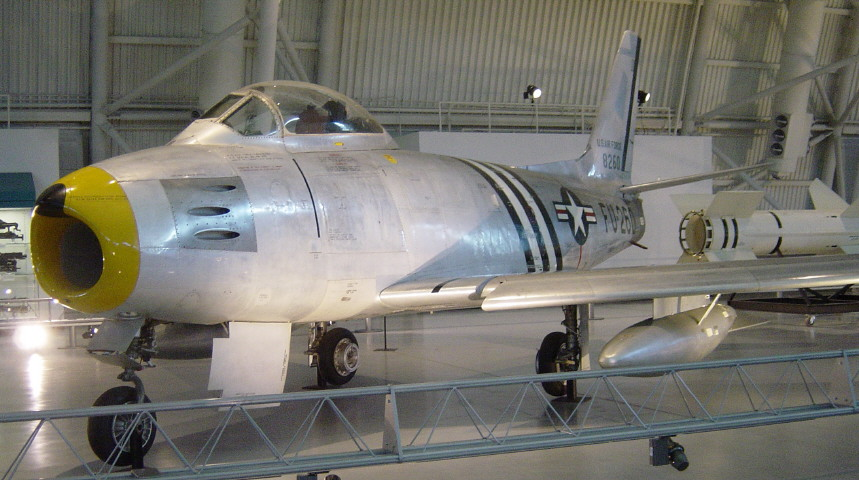
Un F-86 Sabre
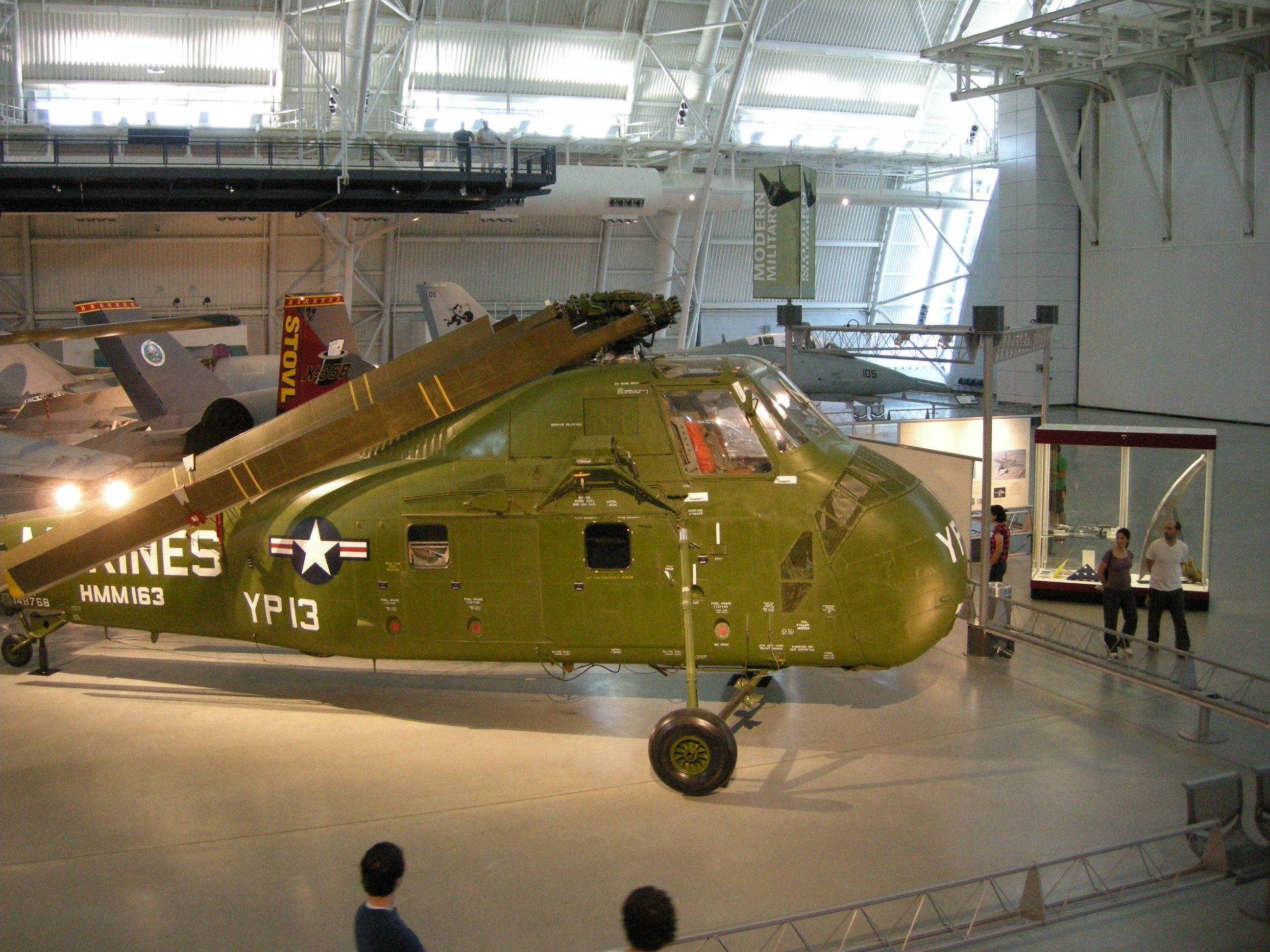
Un Sikorsky H-34
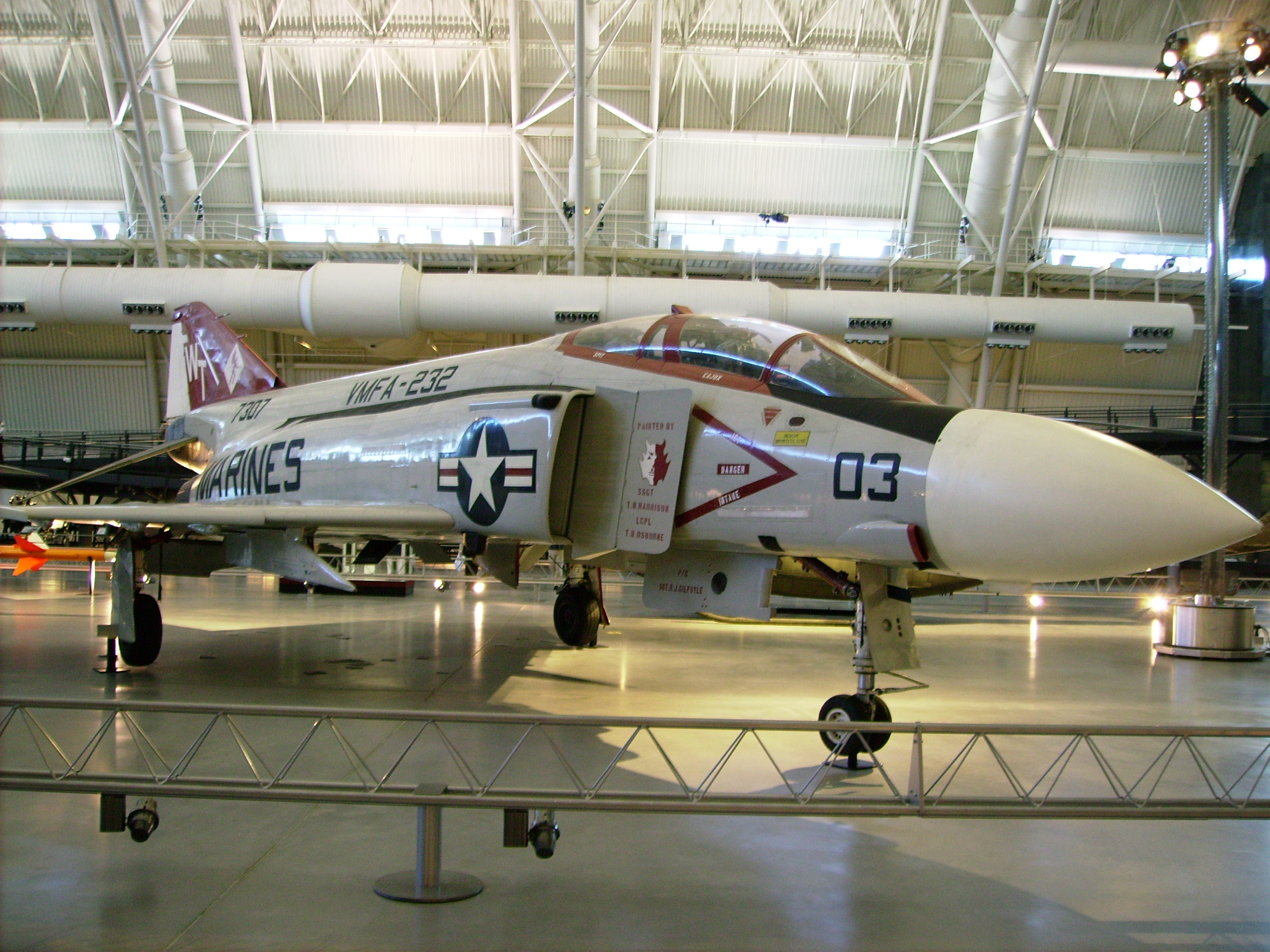
Un McDonnell F-4 Phantom II
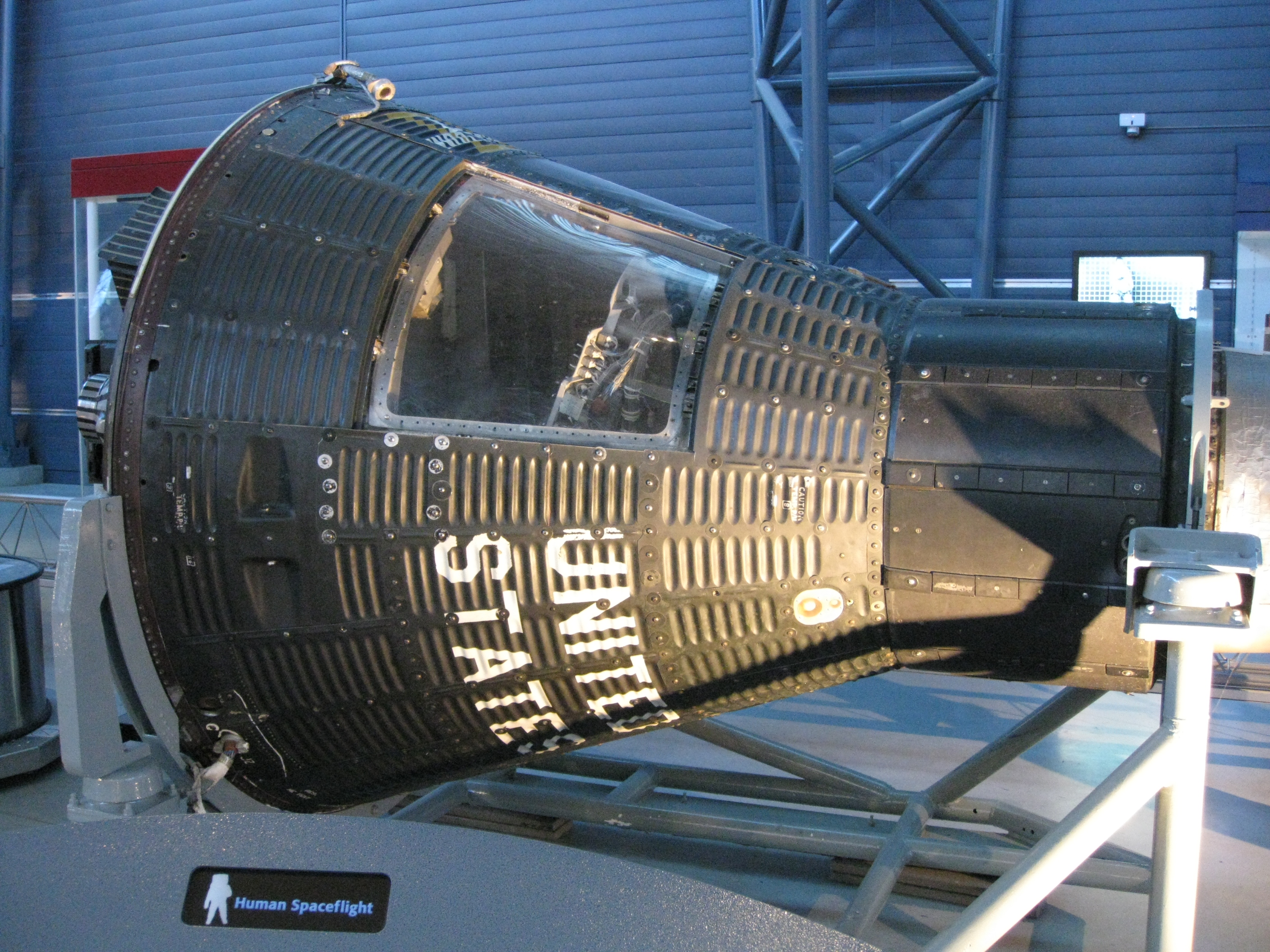
Freedom7 II
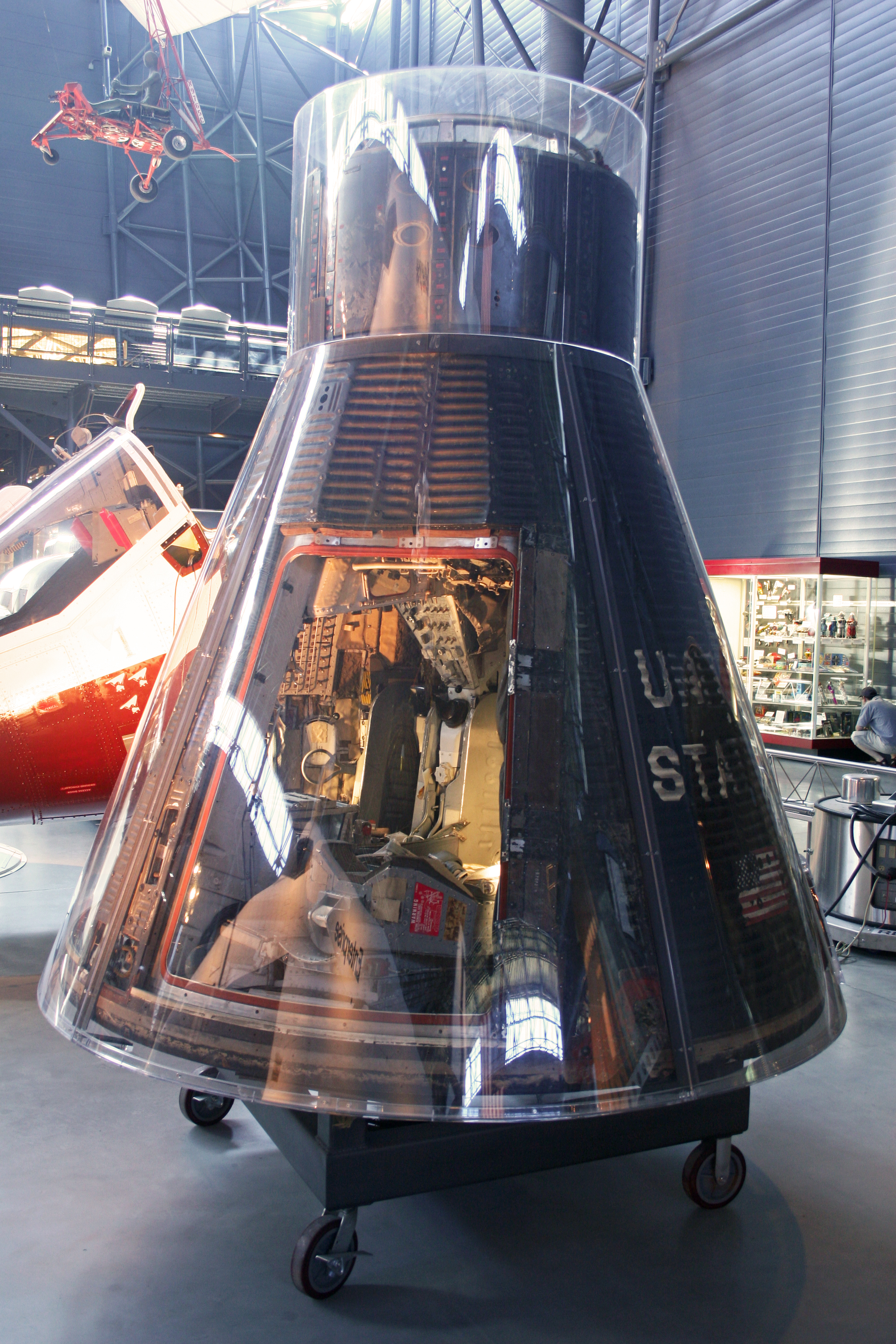
Gemini 7
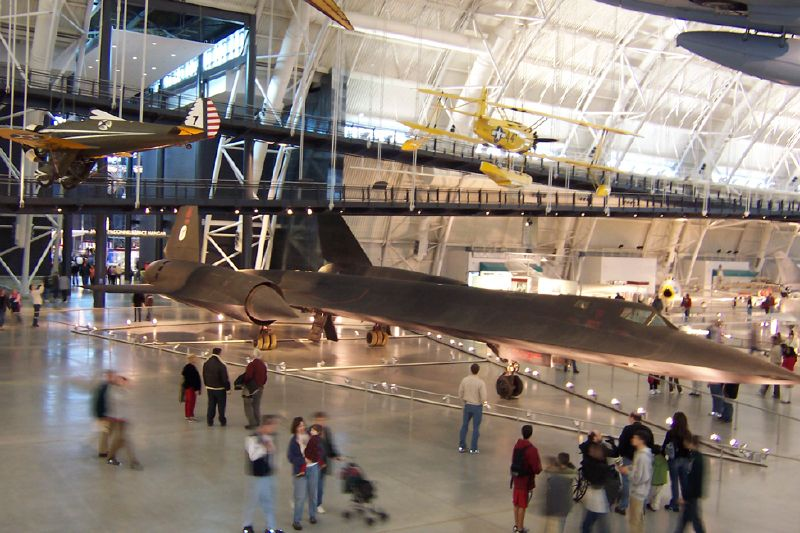
Un SR-71 Blackbird
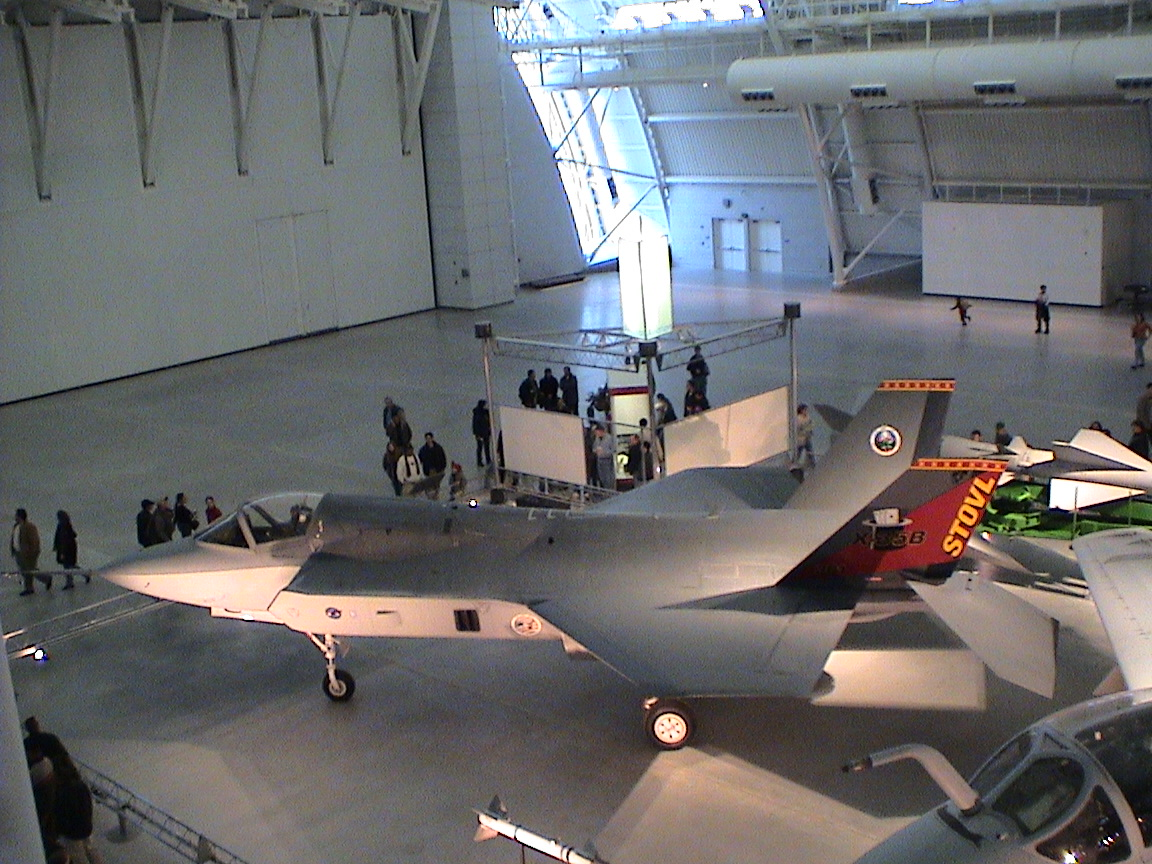
Un Lockheed Martin X-35
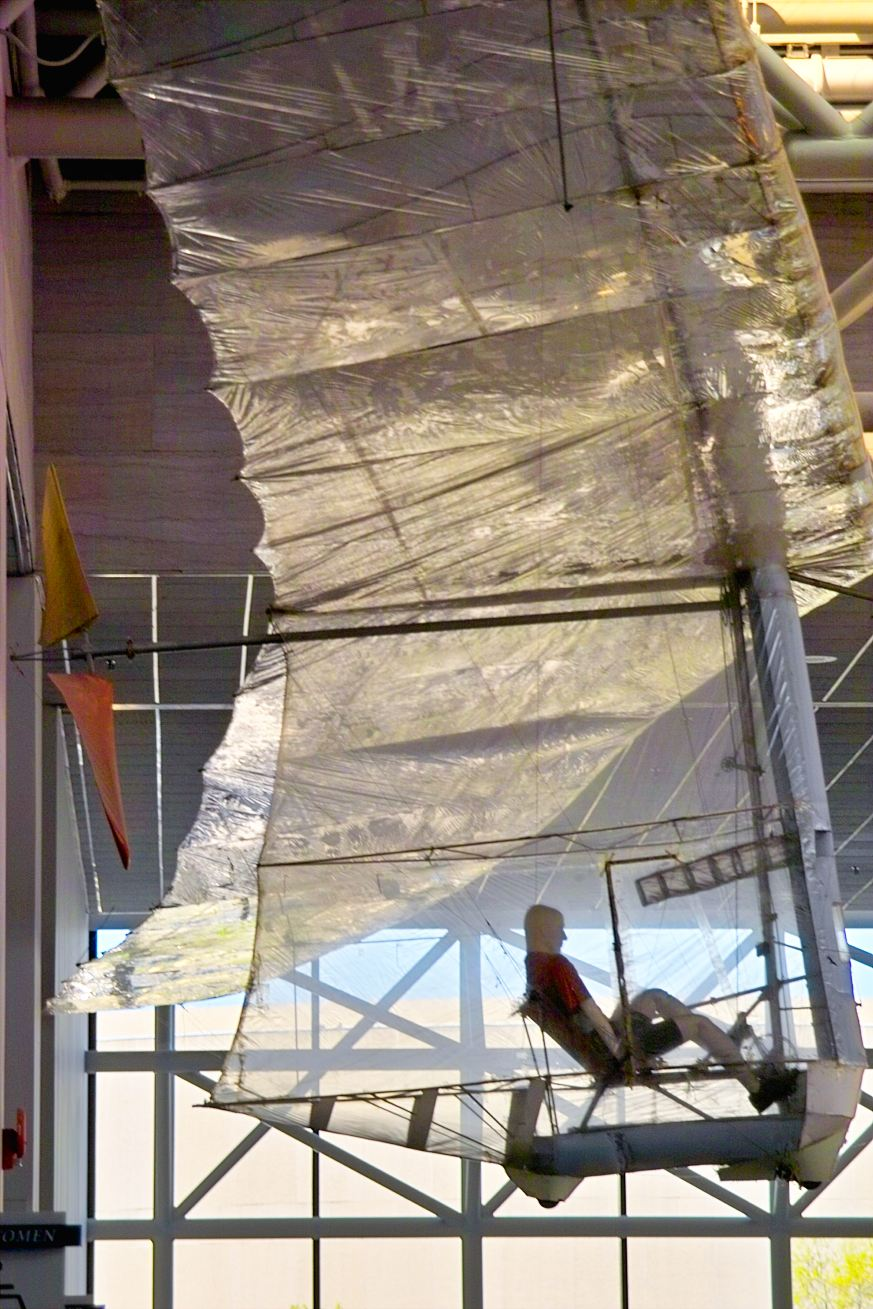
L'Albatross
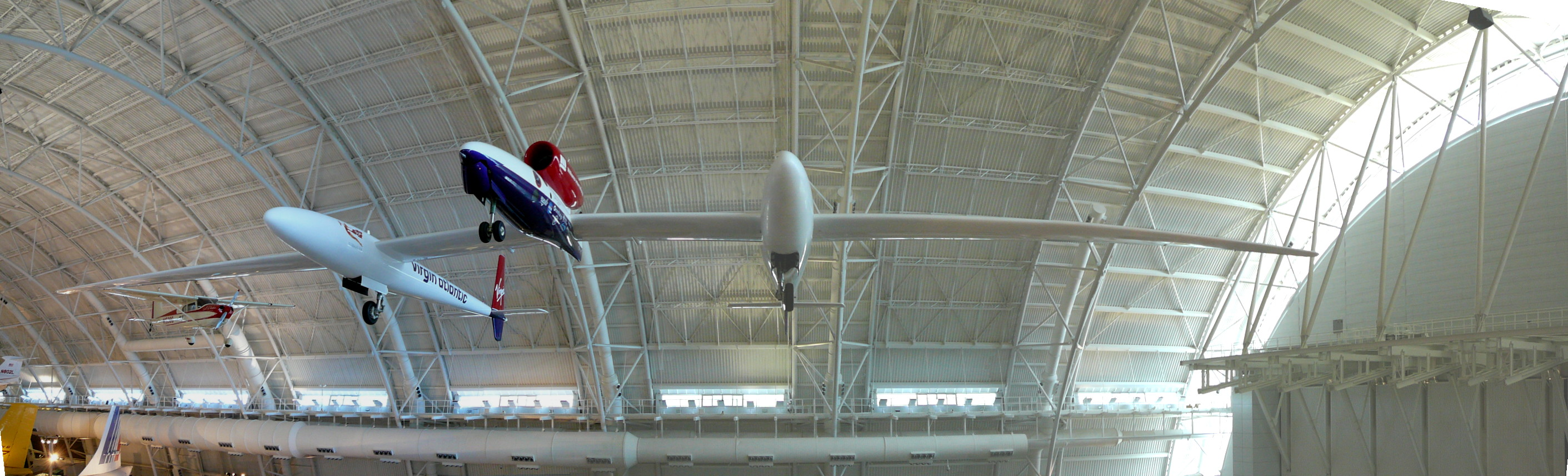
Le Virgin Atlantic Flyer

## Annexes non accessibles au public

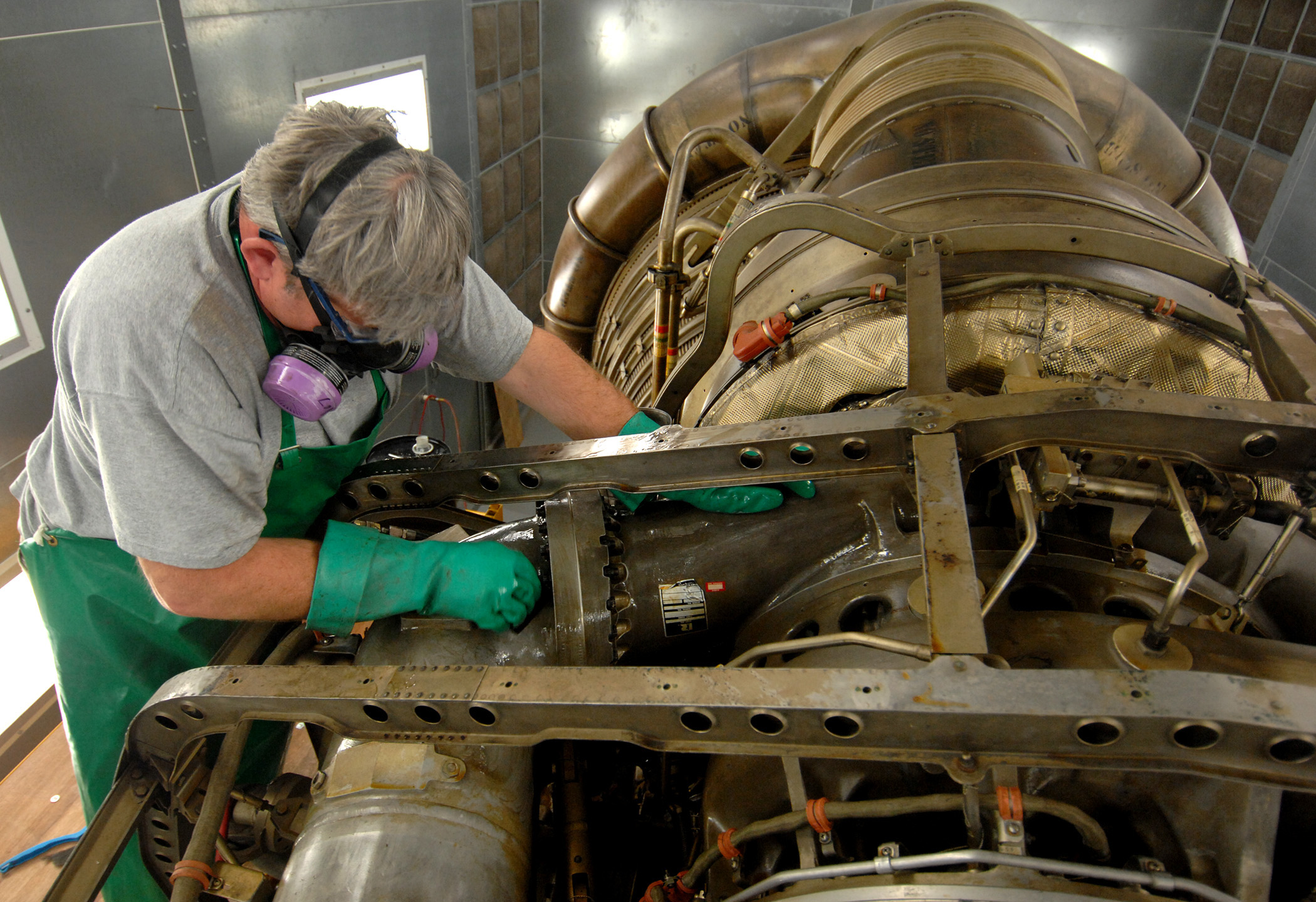
Restauration d'un moteur F-1 ayant équipé le premier étage de la fusée Saturn V.